# Llista d'episodis de The Big Bang Theory
The Big Bang Theory és una sèrie que va ser estrenada el 24 de setembre de 2007 pel canal CBS. De moment no s'ha doblat al català. A Espanya i França se'n van emetre versions doblades als canals Antena.Neox i TPS Star respectivament. Els títols dels episodis de The Big Bang Theory de la llista parafrasegen el nom d'algun principi científic i refereixen a algun element menor de la trama. Com que la sèrie no s'ha traduït al català, s'hi va fer servir una traducció del títol original de cada episodi que no és oficial.

## Resum
| Temporada | Temporada | Episodis | Estrena                | Final              | DVD                    | DVD                    | DVD                    |
| Temporada | Temporada | Episodis | Estrena                | Final              | Regió 1                | Regió 2                | Regió 4                |
| --------- | --------- | -------- | ---------------------- | ------------------ | ---------------------- | ---------------------- | ---------------------- |
|           | 1         | 17       | 24 de setembre de 2007 | 19 de maig de 2008 | 2 de setembre de 2008  | 12 de gener de 2009    | 3 d'abril de 2009      |
|           | 2         | 23       | 22 de setembre de 2008 | 11 de maig de 2009 | 15 de setembre de 2009 | 19 d'octubre de 2009   | 3 març de 2010         |
|           | 3         | 23       | 21 de setembre de 2009 | 24 de maig de 2010 | 14 de setembre de 2010 | 27 de setembre de 2010 | 13 d'octubre de 2010   |
|           | 4         | 24       | 23 de setembre de 2010 | 19 de maig de 2011 | 13 de setembre de 2011 | 26 de setembre de 2011 | 5 d'octubre de 2011    |
|           | 5         | 24       | 22 de setembre de 2011 | 10 de maig de 2012 | 11 de setembre de 2012 | 3 de setembre de 2012  | 3 d'octubre de 2012    |
|           | 6         | 24       | 27 de setembre de 2012 | 16 de maig de 2013 | 10 de setembre de 2013 | 2 de setembre de 2013  | 18 de setembre de 2013 |
|           | 7         | 24       | 26 de setembre de 2013 | 15 de maig de 2014 | 16 de setembre de 2014 | 8 de setembre de 2014  | 17 de setembre de 2014 |
|           | 8         | 24       | 22 de setembre de 2014 | 7 de maig de 2015  | 15 de setembre de 2015 | 14 de setembre de 2015 | 16 de setembre de 2015 |
|           | 9         | 24       | 21 de setembre de 2015 | 12 de maig de 2016 | 13 de setembre de 2016 | 29 d'agost de 2016     | 31 d'agost de 2016     |
|           | 10        | 24       | 19 de setembre de 2016 | 11 de maig de 2017 |                        |                        |                        |
|           | 11        | 24       | 25 de setembre de 2017 | 10 de maig de 2018 |                        |                        |                        |
|           | 12        |          | 24 de setembre de 2018 |                    |                        |                        |                        |

## Primera temporada
| Episodi | Codi | Títol original                     | Traducció                                | Director         | Guió                              | Emissió original       |
| --- | ---- | ---------------------------------- | ---------------------------------------- | ---------------- | --------------------------------- | ---------------------- |
| |      |                                    |                                          |                  |                                   |                        |
| 1 | 1-01 | Pilot                              | Pilot                                    | James Burrows    | Chuck Lorre i Bill Prady          | 24 de setembre de 2007 |
| Una nova veïna, Penny, s'instal·la al pis de davant de l'apartament de Leonard i Sheldon, després d'haver tallat amb el seu xicot Kurt. Són dos joves físics superdotats que tenen poca relació social a part dels seus amics Howard i Rajesh. Totes les seves habilitats són inútils per relacionar-se amb la gent, especialment amb les dones. Penny és tot el contrari, no gaire intel·ligent però molt maca i simpàtica. Howard intenta impressionar les noies contínuament amb la seva habilitat per les llengües i Rajesh és incapaç de parlar amb dones. Després de parlar una mica, Leonard s'enamora de Penny però Sheldon li fa veure que no té cap opció de sortir amb ella. |      |                                    |                                          |                  |                                   |                        |
| |      |                                    |                                          |                  |                                   |                        |
| 2 | 1-02 | The Big Bran Hypothesis            | La hipòtesi del Big Bran                 | Mark Cendrowski  | Chuck Lorre i Bill Prady          | 1 d'octubre de 2007    |
| Leonard i Sheldon entren al pis de Penny per pujar un moble que ha arribat per a ella. Sheldon es queda estupefacte en veure el desordre al pis. La seva obsessió no el deixa dormir i a mitjanit, entra sigil·losament al pis de Penny per ordenar el caos. Leonard el descobreix però que com que no el pot convèncer, a la fi l'ajuda per fugir el més aviat possible. L'endemà al matí, Penny enfureix en veure que han entrat al pis mentre dormia. |      |                                    |                                          |                  |                                   |                        |
| |      |                                    |                                          |                  |                                   |                        |
| 3 | 1-03 | The Fuzzy Boots Corollary          | El corol·lari de les botes peludes       | Mark Cendrowski  | Chuck Lorre                       | 8 d'octubre de 2007    |
| Leonard veu Penny petonejant-se amb un altre noi i queda decebut. Els seus amics l'animen a buscar una altra noia però s'acaba enfonsant en ser rebutjat per la seva companya de feina, també superdotada i geek, la Leslie. Per acabar amb la seva depressió, Sheldon l'anima a sortir amb Penny, encara que ella es pensa que és un sopar amb tota la colla. Quan tot comença a rutllar, la cita es converteix en un desastre i Leonard és incapaç de explicar-li els seus sentiments. |      |                                    |                                          |                  |                                   |                        |
| |      |                                    |                                          |                  |                                   |                        |
| 4 | 1-04 | The Luminous Fish Effect           | L'efecte del peix lluminós               | Bob Koherr       | Chuck Lorre i Bill Prady          | 15 d'octubre de 2007   |
| Sheldon ha estat acomiadat del departament de Física de la universitat per menysprear el nou cap. Aquest canvi tan brusc provoca que s'enfonsi en una espiral depressiva, fent experiments estúpids i amargant la pobra Penny. Al cap d'unes setmanes Leonard truca a la mare de Sheldon perquè l'ajudi. La senyora Cooper és molt diferent de Sheldon, simpàtica i molt religiosa, però l'estima molt i sap com tractar-lo perquè reaccioni i recuperi el seu lloc de treball. |      |                                    |                                          |                  |                                   |                        |
| |      |                                    |                                          |                  |                                   |                        |
| 5 | 1-05 | The Hamburger Postulate            | El postulat de l'hamburguesa             | Andrew D. Weyman | Jennifer Glickma                  | 22 d'octubre de 2007   |
| La colla ha anat a menjar al restaurant on treballa Penny, The Cheesecake Factory, quan Leslie entra per demanar a Leonard si pot tocar el violoncel en el seu quartet durant alguns assaigs, tot i que, realment es tracta d'una excusa per poder estar junts. Quan Sheldon arriba a casa es troba una corbata penjada a la porta de l'habitació de Leonard i pregunta a Penny què significa perquè no ho entén. Leonard i Leslie passen una bona nit de sexe encara que els dos tenen pensaments diferents sobre la relació. Mentrestant, Penny s'alegra que a Leonard li vagin bé les coses encara que no sap com ha d'interpretar les seves paraules i queda confós després de cada conversa. |      |                                    |                                          |                  |                                   |                        |
| |      |                                    |                                          |                  |                                   |                        |
| 6 | 1-06 | The Middle-Earth Paradigm          | El paradigma de la Terra Mitjana         | Mark Cendrowski  | David Goetsch                     | 29 d'octubre de 2007   |
| Penny organitza una festa de disfresses per Halloween i invita la colla. Els nois, molt il·lusionats, queden dies abans per comprovar la disfressa que ha triat cadascú, i resulta que tots quatre s'han disfressat de Flash. Finalment tornen a triar: Leonard de Frodo, Sheldon d'Efecte Doppler, Howard de Robin Hood (encara que sembla Peter Pan) i Rajesh de Thor. Són els primers en arribar a la festa però després d'una bona estona, continuen sense relacionar-se amb ningú. Més endavant arriba Kurt a la festa, l'ex-xicot de Penny, però Leonard, en lloc de deixar-se intimidar, decideix lluitar per impressionar Penny. |      |                                    |                                          |                  |                                   |                        |
| |      |                                    |                                          |                  |                                   |                        |
| 7 | 1-07 | The Dumpling Paradox               | La paradoxa del nyoqui                   | Mark Cendrowski  | Chuck Lorre i Bill Prady          | 5 de novembre de 2007  |
| Chrissy, una amiga de Penny, s'autoconvida a passar uns dies al seu pis. Davant la història sexual de Chrissy, Howard se sent molt atret per ella i abans de gaire intenta seduir-la. Mentre la parella està sola al pis de Penny, aquesta es troba amb el grup per jugar unes partides al Halo. Quan arriba la nit, per tal de no molestar la parella, Penny prefereix quedar-se a dormir al sofà de Leonard i Sheldon, tot i que aquest no hi està gaire conforme després que l'hagi humiliat al joc. Howard passa tot el temps amb la Chrissy, i la colla té problemes per fer tot el que solen fer ja que els falta un membre. |      |                                    |                                          |                  |                                   |                        |
| |      |                                    |                                          |                  |                                   |                        |
| 8 | 1-08 | The Grasshopper Experiment         | L'experiment del Grasshoper              | Ted Wass         | David Goetsch i Steven Molaro     | 12 de novembre de 2007 |
| Els pares de Rajesh li han concertat una cita a cegues amb una noia índia, la Lalita, amb la qual no es veuen des que eren petits. En Rajesh no sap què fer perquè és incapaç de parlar amb les dones i fins i tot té dificultats per mirar-les a la cara. Aprofitant que Penny fa pràctiques per preparar còctels i combinats, Rajesh descobreix que bevent una mica de Grasshopper, perd tota la vergonya. Finalment es produeix la cita a cegues i com es preveia, no rutlla gaire. A més, Sheldon s'interposa a la cita ja que queda impressionat per la bellesa de Lalita, que li recorda una princesa d'un conte infantil. |      |                                    |                                          |                  |                                   |                        |
| |      |                                    |                                          |                  |                                   |                        |
| 9 | 1-09 | The Cooper-Hofstadter Polarization | La polarització Cooper-Hofstadter        | Joel Murray      | Bill Prady i Stephen Engel        | 17 de març de 2008     |
| Sheldon i Leonard són convidats a una conferència per presentar un article que han publicat conjuntament, però Sheldon és massa arrogant per compartir aquest honor ja que considera que la idea principal és seva. Leonard vol assistir a la presentació però Sheldon rebutja la invitació, de manera que s'enfaden i acaben discutint per culpa de Penny. Finalment, Leonard fa la presentació i Sheldon hi assisteix d'incògnit per boicotejar-lo. - Video que Howard grava i penja a Youtube. (anglès) |      |                                    |                                          |                  |                                   |                        |
| |      |                                    |                                          |                  |                                   |                        |
| 10 | 1-10 | The Loobenfeld Decay               | L'ensorrament d'en Loobenfeld            | Mark Cendrowski  | Chuck Lorre                       | 24 de març de 2008     |
| Penny ha estat contractada per una substitució del musical Rent i convida Sheldon i Leonard, però després de sentir-la cantar, Leonard s'inventa que han de participar en un simposi per tal de no assistir al musical. Sheldon creu que la mentida té massa defectes i s'inventa una nova mentida molt més treballada perquè no siguin descoberts. Convenç Penny que han d'anar a una reunió per ajudar el seu cosí Leopold Loobenfeld, també fictici, que és addicte a les drogues. La mentida continua endavant i fins i tot, contracta un company de feina perquè interpreti el seu cosí. |      |                                    |                                          |                  |                                   |                        |
| |      |                                    |                                          |                  |                                   |                        |
| 11 | 1-11 | The Pancake Batter Anomaly         | L'anomalia de la massa de la crep        | Mark Cendrowski  | Lee Aronsohn i Chuck Lorre        | 31 de març de 2008     |
| Penny transmet la grip a Sheldon encara que només n'és portadora i no es posa malalta. Sheldon dramatitza les seves malalties comportant-se com un nen petit, molt pesat i encara més insuportable, de manera que els seus amics ja tenien preparat un protocol per tal d'estar il·localitzables durant tot el dia. Penny, que no en sap res, se sent culpable per haver-li encomanat la grip i decideix ajudar-lo fent d'infermera fins que se li acaba la paciència. |      |                                    |                                          |                  |                                   |                        |
| |      |                                    |                                          |                  |                                   |                        |
| 12 | 1-12 | The Jerusalem Duality              | La dualitat de Jerusalem                 | Mark Cendrowski  | Jennifer Glickman i Stephen Engel | 14 d'abril de 2008     |
| Sheldon i Leonard han d'acompanyar un nou nen prodigi que ha arribat als laboratoris. Amb només quinze anys reïx corregir els treballs de Sheldon mirant la seva pissarra. Sheldon no pot suportar aquesta humiliació ja que es creia superior a tothom, i se sent descol·locat, prescindible i gelós. Baix d'autoestima i en un intent de sentir-se útil, vol ajudar els seus amics en les respectives investigacions, però no aguanten la seva arrogància ja que només es dedica a criticar la feina feta. Per tal d'ajudar Sheldon perquè es torni a dedicar a la recerca i així els deixi tranquils, els amics intenten desorientar el nouvingut. |      |                                    |                                          |                  |                                   |                        |
| |      |                                    |                                          |                  |                                   |                        |
| 13 | 1-13 | The Bat Jar Conjecture             | La conjectura del pot d'en Batman        | Mark Cendrowski  | Jennifer Glickman i Stephen Engel | 21 d'abril de 2008     |
| Els nois han decidit apuntar-se al concurs de Física que organitza anualment la universitat. Estan molt il·lusionats però Sheldon és massa presumptuós i vol que tot es faci a la seva manera, a més, com que es creu superior als altres, no sap jugar en equip i no respecta els seus companys en els entrenaments previs. Cansats de la seva actitud, els altres membres decideixen fer-lo fora de l'equip i pensen en Leslie per substituir-lo. Inicialment no hi està interessada però en saber que s'enfrontaran a Sheldon, accepta la proposta encantada. Per la seva banda, Sheldon creu que pot guanyar tot sol el concurs i crea el seu propi equip encara que les normes l'obliguen a tenir tres companys més. Sheldon crea l'equip AA (Army Ant, Formiga soldat) i els altres, l'equip PMS (Perpetual Motion Squad, Brigada del moviment perpetu). |      |                                    |                                          |                  |                                   |                        |
| |      |                                    |                                          |                  |                                   |                        |
| 14 | 1-14 | The Nerdvana Annihilation          | L'anihilació del Nerdvana                | Mark Cendrowski  | Bill Prady                        | 28 d'abril de 2008     |
| Leonard ha comprat una reproducció de la màquina del temps utilitzada en la pel·lícula "The Time Machine" en una subhasta a internet. El que en principi era una miniatura resulta ser una reproducció exacta, força grossa per ser transportada. Mentre el pugen al pis, l'escala queda bloquejada i en resulta que Penny arribi molt tard a la feina. Molt enfadada, es desfoga amb els nois per ser tan nerds. Leonard queda molt afectat després de la discussió i decideix desfer-se de tot el seu Nerdvana, és a dir, tot els seus objectes friquis (figures, jocs, disfresses…). |      |                                    |                                          |                  |                                   |                        |
| |      |                                    |                                          |                  |                                   |                        |
| 15 | 1-15 | The Pork Chop Indeterminacy        | La indeterminació de la costella de porc | Mark Cendrowski  | Chuck Lorre                       | 5 de maig de 2008      |
| La germana bessona de Sheldon ha vingut a visitar-lo abans d'acudir al casament d'un amic. Missy és una noia molt atractiva i els nois, impressionats per la seva bellesa, intenten seduir-la. Sheldon s'adona que la seva germana podria tenir un fill superdotat com ell i decideix protegir-la perquè esculli l'home adequat, tot i que ella no hi està d'acord. Per altra banda, Rajesh pren uns fàrmacs d'uns estudis mèdics per tal de vèncer la seva timidesa, i malgrat alguns efectes secundaris, decideix lluitar amb Leonard i Howard per obtenir una trobada amb la Missy. |      |                                    |                                          |                  |                                   |                        |
| |      |                                    |                                          |                  |                                   |                        |
| 16 | 1-16 | The Peanut Reaction                | La reacció del cacauet                   | Mark Cendrowski  | Bill Prady i Lee Aronsohn         | 12 de maig de 2008     |
| Penny s'assabenta que Leonard no ha tingut mai una festa d'aniversari i decideix muntar una festa sorpresa amb els amics, tot i que ha de fer xantatge a Sheldon. Quan arriba el dia, Sheldon no ha comprat cap regal i Penny l'acompanya a una botiga d'informàtica. Mentrestant, Howard s'ha d'emportar Leonard del pis perquè Rajesh pugui muntar-hi tota la festa. Desesperat perquè no troba cap excusa, simula que ha menjat una xocolatina de cacauets, als quals és al·lèrgic, i Leonard el porta a l'hospital. Per la seva banda, Sheldon s'entreté a la botiga fent de dependent i com que Howard ja no pot entretenir més Leonard, decideix menjar-se un tros de xocolatina. |      |                                    |                                          |                  |                                   |                        |
| |      |                                    |                                          |                  |                                   |                        |
| 17 | 1-17 | The Tangerine Factor               | El factor de la clementina               | Mark Cendrowski  | Chuck Lorre i Bill Prady          | 19 de maig de 2008     |
| Penny talla amb el seu xicot perquè aquest ha escrit els detalls de les seves relacions sexuals al seu blog. Leonard intenta consolar-la però accidentalment la convenç perquè torni a parlar amb ell. Per sort, tornen a discutir i trenquen definitivament la seva relació. Novament, Leonard torna a consolar a Penny, però aquest cop, li proposa una cita i així canviar el tipus de nois amb qui surt habitualment. Tot i la il·lusió inicial, els dos estan preocupats pel que pugui passar després de la cita i no arruïnar la relació d'amistat que han aconseguit. Confosos, cerquen consell amb Sheldon per separat. Sheldon, mitjançant la paradoxa del gat de Schrödinger, els dona el mateix consell a tots dos per dir-los que l'única forma de sortir de dubtes és provar-ho.                                                                  |      |                                    |                                          |                  |                                   |                        |
| |      |                                    |                                          |                  |                                   |                        |

## Segona temporada
| Episodi | Codi | Títol original                      | Traducció                                  | Director        | Guió                                           | Emissió original       |
| --- | ---- | ----------------------------------- | ------------------------------------------ | --------------- | ---------------------------------------------- | ---------------------- |
| |      |                                     |                                            |                 |                                                |                        |
| 18 | 2-01 | The Bad Fish Paradigm               | El paradigma del peix dolent               | Mark Cendrowski | Bill Prady                                     | 22 de setembre de 2008 |
| Penny i Leonard tornen a casa després de la seva primera cita i decideixen continuar a poc a poc perquè la relació funcioni millor. Els amics, que els estaven espiant amb una càmera, creuen que Penny no l'ha volgut ferir perquè realment no tornaran a sortir junts. L'endemà, Penny parla amb Sheldon sobre la cita perquè creu que no és prou interessant per Leonard i que aquest s'avorrirà quan estiguin junts. Penny no vol que comenti a ningú aquesta conversa però Sheldon és incapaç de mantenir un secret, ja que quan menteix li apareixen molts tics nerviosos que el delaten. Així doncs, decideix mudar-se del pis per tal que no haver d'acarar Leonard. Primer es trasllada al pis de Rajesh però aquest el porta a casa de Howard perquè és molt feixuc, i aquest el torna amb Leonard perquè no calla mai tot i que li ha fet prendre uns quants sedants. |      |                                     |                                            |                 |                                                |                        |
| |      |                                     |                                            |                 |                                                |                        |
| 19 | 2-02 | The Codpiece Topology               | La topologia de la bragueta                | Mark Cendrowski | Chuck Lorre                                    | 29 de setembre de 2008 |
| Penny ha superat ràpidament la ruptura de la relació amb Leonard i ja surt amb un altre noi, en canvi, Leonard encara segueix enamorat d'ella, però decideix superar-ho i intenta tornar a sortir amb la Leslie. A la Leslie també li agrada la idea i queden per sopar al pis de Leonard, mentrestant, Sheldon s'espera a les escales del pis jugant amb el portàtil perquè no s'atreveix a anar sol enlloc. Quan s'estan acomiadant de la cita, coincideixen al replà amb Penny i el seu xicot, i les dues parelles "lluiten" per veure qui fa el millor petó per provocar gelosia a l'altre. Com que la cita ha anat bé, tornen a quedar per un altre dia i aprofundir en la seva relació, encara que Sheldon està cansat de les contínues burles de la Leslie i li agradaria que tallessin. |      |                                     |                                            |                 |                                                |                        |
| |      |                                     |                                            |                 |                                                |                        |
| 20 | 2-03 | The Barbarian Sublimation           | La sublimació dels bàrbars                 | Mark Cendrowski | Nicole Lorre                                   | 6 d'octubre de 2008    |
| Penny se sent frustrada perquè veu que la seva vida comença a ser un fracàs. Accidentalment, Sheldon la introdueix en el videojoc Age of Conan i comença a interessar-se per pujar de nivell. Abstreta de la seva vida real, Penny es torna addicta al videojoc però necessita ajuda contínuament per superar els successius nivells. Al principi només interromp Sheldon en algunes ocasions, però les interrupcions són cada cop pitjors, entra a la seva habitació a la nit, no el deixa dormir, i també el truca a la feina. Penny cada vegada està pitjor i Sheldon ja està fart de les interrupcions de Penny, de manera que decideix concertar-li cites perquè s'oblidi del joc i el deixi tranquil. - Durant l'episodi apareixen els personatges que Penny, Leonard i Howard tenen en el videojoc. |      |                                     |                                            |                 |                                                |                        |
| |      |                                     |                                            |                 |                                                |                        |
| 21 | 2-04 | The Griffin Equivalency             | L'equivalència del griu                    | Mark Cendrowski | Bill Prady i Chuck Lorre                       | 13 d'octubre de 2008   |
| La revista People ha seleccionat Rajesh com un dels "30 més joves de 30 que cal conèixer" per haver descobert un cos planetari i el conviden a una recepció. La universitat també li dona un tracte especial degut a aquesta nominació i a Rajesh se li pugen ràpidament els fums. Tot i estar una mica gelosos, els seus amics el recolzen inicialment, però a causa del seu nou caràcter fatxenda, comencen a estar molt farts i no el volen acompanyar. A més, Howard, que el va ajudar en el descobriment, no rep cap menció per la seva col·laboració, Sheldon no entén com pot rebre algun honor per aquest descobriment i el Leonard no pot suportar que Penny hagi acceptat acompanyar-lo a la recepció com si fos una cita. - Cameo de l'actor Charlie Sheen en el bar, al qual Rajesh intenta fatxendejar perquè apareixerà en la revista People, però aquest el contesta que no el parli fins que surti en la portada. |      |                                     |                                            |                 |                                                |                        |
| |      |                                     |                                            |                 |                                                |                        |
| 22 | 2-05 | The Euclid Alternative              | L'alternativa d'Euclides                   | Mark Cendrowski | Bill Prady i Steven Molaro                     | 20 d'octubre de 2008   |
| Per poder dur a terme un experiment, Leonard estarà uns dies treballant de nit al laboratori i Sheldon s'haurà d'espavilar perquè algú el porti a la universitat. Incapaç d'agafar l'autobús, li demana el favor a Penny i aquesta accepta de mala gana. Durant el trajecte, el Sheldon està molt pesat i Penny el deixa a mig camí. Per tornar a casa li demana el favor a Howard, però passa el mateix, i l'endemà amb Rajesh, també el deixa a mig camí. Els amics es reuneixen i decideixen animar-lo a que es tregui el carnet de conduir perquè no depengui de ningú per anar a treballar. Es dirigeix a la prefectura de trànsit per realitzar l'examen teòric però no està d'acord amb el plantejament de les preguntes i les respostes donades ja que no es regeixen per principis físics correctes. |      |                                     |                                            |                 |                                                |                        |
| |      |                                     |                                            |                 |                                                |                        |
| 23 | 2-06 | The Cooper-Nowitzki Theorem         | El teorema de Cooper-Nowitzki              | Mark Cendrowski | Stephen Engel i Daley Haggar                   | 3 de novembre de 2008  |
| En una jornada de portes obertes, una estudiant anomenada Ramona Nowitzki es presenta a Sheldon perquè l'admira i queden per sopar junts i parlar, tot i que ell no s'adona de la insinuació. Van passant els dies i la Ramona es va convertint en la seva xicota/assistenta que l'ajuda en tot perquè ell es concentri exclusivament en estudiar i resoldre el seu treball de recerca. Ella és força obsessiva amb la dedicació de Sheldon a la feina i no li permet cap mena de distracció, de manera que li prohibeix jugar amb els amics, mirar sèries de televisió, llegir còmics o jugar a consoles. Finalment, Sheldon s'adona que manté una relació amb la Ramona i que és molt atabaladora, de manera que demana ajuda als seus amics i a Penny per poder deslliurar-se'n. - Aquest episodi inclou el primer muntatge musical de la sèrie amb la cançó "Be My Yoko Ono" del grup Barenaked Ladies, autor del tema principal de la sèrie. |      |                                     |                                            |                 |                                                |                        |
| |      |                                     |                                            |                 |                                                |                        |
| 24 | 2-07 | The Panty Piñata Polarization       | La polarització de la pinyata de calces    | Mark Cendrowski | Bill Prady i Tim Doyle                         | 10 de novembre de 2008 |
| A Penny li han tallat la televisió per cable perquè no ha pagat la factura i va a mirar el reality show America's Next Top Model a casa dels nois. Aquests desconeixien el programa, i Howard i Rajesh queden bocabadats quan veuen que hi apareixen tantes belleses femenines juntes, de manera que decideixen buscar la situació de la casa on es realitza el programa per fer una visita i conèixer les noies. Per altra banda, Sheldon considera que Penny ha sobrepassat el límit d'errors vers les seves estrictes normes, de manera que decideix fer-la fora de casa. Ella, que ja està farta de les seves manies, l'ignora quan els nois van a sopar al restaurant on ella treballa i no li serveix el sopar. Aquesta enfrontament desencadena una dura lluita per demostrar qui és més fort i intel·ligent. - Al final de l'episodi apareixen dues concursants reals de l'onzena edició del programa America's Next Top Model, Analeigh Tipton i Samantha Potter. |      |                                     |                                            |                 |                                                |                        |
| |      |                                     |                                            |                 |                                                |                        |
| 25 | 2-08 | The Lizard-Spock Expansion          | L'expansió llangardaix-Spock               | Mark Cendrowski | Bill Prady                                     | 17 de novembre de 2008 |
| Howard ha conegut una noia i l'ha convidat a la sala de control de la Mars rover. De sobte, la nau s'encalla en una esquerda de Mart i necessita ajuda per desencallar la nau i treure l'Stephanie d'allà perquè no té autorització. Sheldon i Rajesh l'intenten ajudar però no aconsegueixen contactar amb la nau i decideixen eliminar totes les dades i les empremtes de la sala de control per evitar que siguin descoberts. Per altra banda, Leonard acompanya l'Stephanie a casa seva però apareix una atracció mútua entre els dos i comencen a sortir d'amagat de Howard que no sospita res de l'engany. Leonard comença a tenir mala consciència i decideix explicar-se a Howard però abans el truca l'Stephanie per explicar-li tot i aquest decideix tallar qualsevol contacte amb els dos. - El títol fa referència a l'ampliació que ha fet Sheldon del joc "Pedra, paper, tisora" amb els elements llangardaix i Spock. |      |                                     |                                            |                 |                                                |                        |
| |      |                                     |                                            |                 |                                                |                        |
| 26 | 2-09 | The White Asparagus Triangulation   | La triangulació de l'espàrrec blanc        | Mark Cendrowski | David Goetsch i Steven Molaro                  | 24 de novembre de 2008 |
| Sheldon està encantat amb l'Stephanie, la primera noia que troba tolerable per Leonard, però està preocupat perquè considera que aquest fracassarà aviat tenint en compte tots els seus precedents en relacions amoroses. Per tal de consolidar la nova relació, Sheldon està present en totes les seves cites per fer-les més agradables i facilitar les converses. Per tal d'informar-se millor, demana ajuda a Penny per trobar la forma que l'Stephanie s'enamori de Leonard i també busca informació a internet sobre diferents mètodes per demostrar la masculinitat de Leonard. A més, sovint comprova la pàgina de Facebook de l'Stephanie per veure si ha canviat el seu estat de soltera. |      |                                     |                                            |                 |                                                |                        |
| |      |                                     |                                            |                 |                                                |                        |
| 27 | 2-10 | The Vartabedian Conundrum           | L'enigma Vartabedian                       | Mark Cendrowski | Steven Molaro i Chuck Lorre                    | 8 de desembre de 2008  |
| Leonard i l'Stephanie porten molts dies dormint junts, i segons el contracte que van signar amb Sheldon quan van anar a viure junts, l'Stephanie ja és companya de pis oficialment. Leonard creu que això no és veritat perquè fa molt poc que surten junts però la seva habitació ha canviat molt des que té xicota. A més, l'Stephanie li comença a comprar roba i Leonard s'adona que la seva relació va massa ràpid. Penny el convenç perquè parli amb ella sobre aquest tema i li expliqui el que sent, però cada vegada que ho intenta, acaben tenint relacions sexuals sense acabar la conversa. Per altra banda, Sheldon està preocupat perquè sent un so molt agut a l'orella i va a veure a l'Stephanie a l'hospital perquè li facin una sèrie de proves. Ella ja comença a estar atabalada i s'inventa un diagnòstic pel qual Sheldon té una infecció a la laringe i és millor que no parli més. |      |                                     |                                            |                 |                                                |                        |
| |      |                                     |                                            |                 |                                                |                        |
| 28 | 2-11 | The Bath Item Gift Hypothesis       | La hipòtesi del regal de l'article de bany | Mark Cendrowski | Bill Prady i Richard Rosenstock                | 15 de desembre de 2008 |
| Ha arribat un nou científic molt intel·ligent a la universitat que comença a treballar amb Leonard. A part de ser més intel·ligent, en David és totalment contrari a l'estereotip de gran científic, de manera que és molt simpàtic i guapo. Quan Penny coneix en David, per tal d'atraure la seva atenció, li comenta que és geek i que l'interessa molt la ciència. Penny i en David comencen a sortir junts i Leonard se sent gelós i decebut pel nou caràcter de Penny, ja que amb en David fa diverses coses que no va voler fer quan sortia amb Leonard. Per altra banda, Penny vol fer un regal als nois ja que és Nadal, però Sheldon, que no vol fer regals a ningú, se sent obligat a comprar un regal a Penny i demana ajuda a Howard i Rajesh. |      |                                     |                                            |                 |                                                |                        |
| |      |                                     |                                            |                 |                                                |                        |
| 29 | 2-12 | The Killer Robot Instability        | La inestabilitat del robot assassí         | Mark Cendrowski | Bill Prady i Richard Rosenstock                | 12 de gener de 2009    |
| Els nois han construït un robot per assistir a una competició de lluita de robots. Howard intenta conquistar a Penny novament, però ella ja n'està farta dels seus comentaris i li diu paraules molt dures que l'ensorren i es tanca a casa. Mentrestant, un col·lega de la universitat els repta a fer una lluita prèvia al campionat i Sheldon accepta tot i que Howard, que és el líder de l'equip, és baixa per depressió. Després d'uns dies, Leonard li demana a Penny que vagi a veure Howard per demanar-li perdó perquè es torni a recuperar. Tot i les reticències inicials, finalment el va a veure per disculpar-se i ell se sincera sobre totes les noies que li han agradat des que era petit. Aprofitant el clima de la conversa, intenta fer-li un petó a la boca. |      |                                     |                                            |                 |                                                |                        |
| |      |                                     |                                            |                 |                                                |                        |
| 30 | 2-13 | The Friendship Algorithm            | L'algorisme de l'amistat                   | Mark Cendrowski | Bill Prady i Richard Rosenstock                | 19 de gener de 2009    |
| Sheldon necessita fer-se amic d'en Kripke perquè li faci un favor però no sap com guanyar-se la seva amistat, de manera que decideix desenvolupar un procediment científic per fer amics. Gràcies a un conte infantil i a uns qüestionaris que fa fer als seus amics, dissenya un diagrama de flux, mitjançant el qual aconsegueix convèncer en Kripke per anar a fer escalada. |      |                                     |                                            |                 |                                                |                        |
| |      |                                     |                                            |                 |                                                |                        |
| 31 | 2-14 | The Financial Permeability          | La permeabilitat financera                 | Mark Cendrowski | Chuck Lorre i Steven Molaro                    | 2 de febrer de 2009    |
| Penny està patint problemes econòmics perquè té moltes despeses i no té diners per pagar el lloguer ni la factura de la llum. Sheldon s'ofereix de bon grat a deixar-li alguns diners perquè en té d'estalviats i Penny accepta agafar una quants bitllets perquè els necessita urgentment. Passen els dies i Penny està molt preocupada, nerviosa i susceptible perquè no es veu capaç de tornar els diners a Sheldon. Leonard li ofereix la seva ajuda amb alguns consells per reduir les despeses i ella li confessa que el seu ex Kurt encara li deu 1.800 dòlars. Sense que Penny ho sàpiga, Leonard decideix visitar en Kurt per demanar-li que torni els diners que deu. |      |                                     |                                            |                 |                                                |                        |
| |      |                                     |                                            |                 |                                                |                        |
| 32 | 2-15 | The Maternal Capacitance            | La capacitància maternal                   | Mark Cendrowski | Chuck Lorre i Bill Prady                       | 9 de febrer de 2009    |
| La mare de Leonard ha vingut a visitar el seu fill encara que ell no ho vol. La Dra. Beverly Hofstadter és psicòloga i neuro-científica que li agrada molt analitzar a la gent i té un caràcter molt semblant a Sheldon, amb qui comença a tenir una relació força còmode. La mare analitza la infància de Penny i agafa una petita depressió. Per altra banda, visita Leonard a la universitat i el ridiculitza davant els seus companys però també preveu una relació homosexual entre Rajesh i Howard a causa dels seus problemes emocionals. Leonard va a veure Penny per parlar i consolar-se mútuament, però decideixen amenitzar la conversa bevent tequila i es van animant. |      |                                     |                                            |                 |                                                |                        |
| |      |                                     |                                            |                 |                                                |                        |
| 33 | 2-16 | The Cushion Saturation              | La saturació del coixí                     | Mark Cendrowski | Chuck Lorre                                    | 2 de març de 2009      |
| En una partida de paintball, Howard i la Leslie es queden aïllats en una cabana i aprofiten per tenir relacions sexuals. Des de llavors comencen a tenir moltes més relacions i dormen junts a casa de Howard, i la Leslie aprofita per controlar-lo mentre l'afavoreix econòmicament a la universitat. Per altra banda, Penny dispara accidentalment al lloc del sofà de Sheldon amb una pistola de paintball i el coixí queda tacat de pintura. Tot i que Penny gira el coixí, Sheldon nota la diferència i llavors porten el coixí a la tintoreria per treure la taca. A més d'enfadar-se molt, Sheldon ha d'estar una setmana sense el seu coixí i mentrestant no sap on seure. |      |                                     |                                            |                 |                                                |                        |
| |      |                                     |                                            |                 |                                                |                        |
| 34 | 2-17 | The Terminator Decoupling           | La desunió de Terminator                   | Mark Cendrowski | Bill Prady i Dave Goetsch                      | 9 de març de 2009      |
| Els quatre nois viatgen a San Francisco amb tren per acudir a un simposi sobre la ciència. Casualment també puja el tren una de les seves actrius de ciència-ficció favorites, la Summer Glau, i Leonard, Rajesh i Howard comencen a discutir per ser el primer a intentar lligar amb ella. Leonard és covard i no s'atreveix, Howard no acaba de trobar una frase per començar a parlar amb ella, i Rajesh decideix beure una cervesa per treure's la vergonya i començar a conversar amb l'actriu. En Rajesh comença a tenir èxit però Howard li demostra que la cervesa que ha begut és sense alcohol, de manera que li torna a aparèixer la vergonya i es retira. Llavors, és l'oportunitat de Howard però és molt pesat i l'actriu es comença a avorrir. Per altra banda, Sheldon s'ha deixat la memòria flaix a casa, on té un document molt important, i truca a Penny perquè li vagi a buscar i li enviï per e-mail. Necessita el document per presentar-li al prestigiós científic George Smoot. - El títol es refereix a l'aparició de dues estrelles: Summer Glau de Terminator: The Sarah Connor Chronicles i George Smoot, famós per la seva recerca sobre l'anisotropia en la cosmologia física. |      |                                     |                                            |                 |                                                |                        |
| |      |                                     |                                            |                 |                                                |                        |
| 35 | 2-18 | The Work Song Nanocluster           | La nanopartícula de la cançó del treball   | Mark Cendrowski | Bill Prady i Lee Aronsohn                      | 16 de març de 2009     |
| Penny ha venut un parell de complements pel cabell que ha fabricat i veu l'oportunitat de deixar de treballar com a cambrera d'una vegada. Sheldon li fa veure que el marge de beneficis és molt minso i que necessita millorar el procés de fabricació. Penny el convenç perquè l'ajudi a fabricar més accessoris i els altres s'ofereixen per millorar el cost dels materials i crear un punt de venda a internet. Poc després reben una comanda de mil unitats i tots cinc dediquen tota la nit per poder-lo servir a temps. A mitjanit, Sheldon es comença a adormir i Penny li aconsella beure cafè, però ell rebutja l'oferiment perquè no li va prometre a la seva mare que no prendria drogues. - El títol es refereix a la cançó que canten Penny i Sheldon per millorar la productivitat. |      |                                     |                                            |                 |                                                |                        |
| |      |                                     |                                            |                 |                                                |                        |
| 36 | 2-19 | The Dead Hooker Juxtaposition       | La juxtaposició de la prostituta morta     | Mark Cendrowski | Steven Molaro                                  | 30 de març de 2009     |
| Una atractiva noia s'ha instal·lat al pis de sobre d'on viuen Leonard i Sheldon. L'Alicia, a part de ser actriu, té un físic un caràcter molt semblant al de Penny, de manera que ràpidament és el centre d'atenció de Leonard, Howard i Rajesh, i ella se n'aprofita tot el que pot. Penny se sent desplaçada del grup perquè tots l'ignoren excepte Sheldon, que no sent atracció per cap de les dues, i intenta cridar l'atenció dels nois fent-se més amiga d'ells i compartint els seus gustos geeks. La seva tàctica no funciona i només li queda l'opció d'enfrontar-se a l'Alicia perquè respecti els nois i no se n'aprofiti. - El títol es refereix al fet que la nova veïna participa en una audició per un paper de prostituta morta a la sèrie de televisió CSI. |      |                                     |                                            |                 |                                                |                        |
| |      |                                     |                                            |                 |                                                |                        |
| 37 | 2-20 | The Hofstadter Isotope              | L'isòtop Hofstadter                        | Mark Cendrowski | David Goetsch                                  | 13 d'abril de 2009     |
| Penny acompanya els nois a la botiga de còmics per comprar-ne un pel seu nebot. Allà coneix l'Stuart, el dependent de la botiga, i aquest li fa retrat que li agrada molt i Penny li dona el telèfon per quedar un altre dia. L'endemà mateix queden per anar a una exposició. Leonard està una mica dolgut perquè no entén com un noi tan semblant a ell de caràcter i aficions pot atraure a Penny. Per trencar el seu malestar decideix sortir amb Howard i Rajesh, i anar a un bar per intentar lligar. Quan Penny torna a casa acompanyada amb l'Stuart, Sheldon els interromp per discutir amb l'Stuart sobre l'argument de Batman. - El títol indica que l'Stuart és com un isòtop de Leonard destacant la seva semblança. |      |                                     |                                            |                 |                                                |                        |
| |      |                                     |                                            |                 |                                                |                        |
| 38 | 2-21 | The Vegas Renormalization           | La renormalització de Las Vegas            | Mark Cendrowski | Jessica Ambrosetti, Nicole Lorre i Andrew Roth | 27 d'abril de 2009     |
| La Leslie ha decidit trencar la relació que mantenia amb Howard i ell s'ensorra emocionalment. Leonard i Rajesh decideixen portar-lo a Las Vegas perquè s'oblidi de la Leslie i s'animi. Allà, Howard es queda trist a l'habitació i els altres decideixen contractar una prostituta perquè el sedueixi. Per altra banda, Sheldon rebutja la invitació per fer el viatge i comença els preparatius per passar una gran nit tot sol. Quan torna a casa després d'anar a buscar menjar hindú, s'adona que s'ha deixat la clau i no pot entrar a casa. Com Penny no troba la còpia que té de la seva clau i l'encarregat de l'edifici no fa acte de presència, Penny decideix finalment convidar-lo a passar la nit a casa seva. - El títol es refereix al procés de renormalització que pateix Howard a Las Vegas. |      |                                     |                                            |                 |                                                |                        |
| |      |                                     |                                            |                 |                                                |                        |
| 39 | 2-22 | The Classified Materials Turbulence | La turbulència de materials classificats   | Mark Cendrowski | Chuck Lorre i Lee Arohnson                     | 4 de maig de 2009      |
| Howard és feliç perquè a l'Estació Espacial Internacional estan apunt d'estrenar el seu "lavabo espacial" i convida els seus amics a la botiga dels còmics. Posteriorment, Howard descobreix que el seu projecte tenia una defecte molt important que provoca que les deixalles es quedin a l'interior de la ISS en lloc de sortir a l'espai. Tot i tractar-se de informació classificada, demana ajut als seus amics per solucionar el problema. Per altra banda, el Stuart comenta a Leonard que tornarà a sortir amb Penny i li demana consell. Posteriorment, Penny també li pregunta la seva opinió, però com que no vol que la seva relació sigui fructífera, els dona consells dolents per a boicotejar la cita. |      |                                     |                                            |                 |                                                |                        |
| |      |                                     |                                            |                 |                                                |                        |
| 40 | 2-23 | The Monopolar Expedition            | L'expedició monopolar                      | Mark Cendrowski | Eric Kaplan i Richard Rosenstock               | 11 de maig de 2009     |
| La National Science Foundation ha concedit una beca a Sheldon per pagar una expedició de tres mesos al pol nord magnètic. El seu pla és detectar els monopols magnètics per provar la validesa de la seva teoria de cordes. Tot i els dubtes inicials, decideix acceptar el repte i demana als seus amics que l'acompanyin per ajudar-lo amb el projecte. Leonard i Rajesh accepten la proposta automàticament però Howard no creu que pugui suportar Sheldon durant tres mesos, tot i això, accepta per la pressió del grup. Per preparar l'expedició decideixen passar un temps a la cambra frigorífica del Cheesecake Factory on treballa Penny. Mentrestant, ella creu que trobarà a faltar molt Leonard i desitja que no se'n vagi, encara que no li diu res al respecte i li regala una manta amb mànigues perquè no passi fred. |      |                                     |                                            |                 |                                                |                        |
| |      |                                     |                                            |                 |                                                |                        |

## Tercera temporada
| Episodi | Codi | Títol original                      | Traducció                                     | Director        | Guió                                                           | Emissió original       |
| --- | ---- | ----------------------------------- | --------------------------------------------- | --------------- | -------------------------------------------------------------- | ---------------------- |
| |      |                                     |                                               |                 |                                                                |                        |
| 41 | 3-01 | The Electric Can Opener Fluctuation | La fluctuació de l'obrellaunes elèctric       | Mark Cendrowski | Steven Molaro                                                  | 21 de setembre de 2009 |
| Després de tres mesos al pol Nord, els nois tornen a casa amb un nou aspecte físic i Leonard va a veure a Penny, que l'està esperant ansiosa perquè l'ha trobat molt a faltar. Sheldon està convençut que l'expedició ha estat un èxit i que aconseguirà un Premi Nobel amb la tesi. Malauradament, Howard i Rajesh confessen que, mitjançant un obrellaunes elèctric, van falsejar les dades dels experiments que van realitzar allà perquè Sheldon estava insuportable. Sheldon se sent humiliat i enfonsat pels seus propis amics, de manera que decideix abandonar la seva carrera científica i tornar amb la seva mare a Texas. |      |                                     |                                               |                 |                                                                |                        |
| |      |                                     |                                               |                 |                                                                |                        |
| 42 | 3-02 | The Jiminy Conjecture               | La conjectura de Jiminy                       | Mark Cendrowski | Jim Reynolds                                                   | 28 de setembre de 2009 |
| Després d'una primera relació sexual força decebedora entre Penny i Leonard, ambdós estan una mica preocupats pel futur de la relació. En la següent cita intenten relaxar l'ambient bevent força alcohol però la nit acaba amb els dos vomitant al lavabo. Per altra banda, Sheldon i Howard fan una aposta sobre qui encerta l'espècie d'un grill que els molesta al pis. S'aposten un còmic de Flash i un dels Quatre Fantàstics respectivament. - Jiminy és el nom que Sheldon li posa al grill, a diferència de Howard i Rajesh que li diuen Toby. |      |                                     |                                               |                 |                                                                |                        |
| |      |                                     |                                               |                 |                                                                |                        |
| 43 | 3-03 | The Gothowitz Deviation             | La desviació gothowitz                        | Mark Cendrowski | Lee Aronsohn i Richard Rosenstock                              | 5 d'octubre de 2009    |
| Howard i Rajesh decideixen anar a un pub gòtic per intentar lligar i es "disfressen" per no cridar l'atenció en aquest ambient. Per altra banda, Penny es queda a dormir a casa de Leonard perquè el seu llit està trencat. Sheldon continua sent fred amb Penny i Leonard li demana que sigui més amable, de manera que decideix dur a terme un estudi per modificar el comportament de Penny mitjançant xocolata. - El terme gothowitz és un joc de paraules la cultura gòtica (goth en anglès) i Wolowitz, cognom de Howard. |      |                                     |                                               |                 |                                                                |                        |
| |      |                                     |                                               |                 |                                                                |                        |
| 44 | 3-04 | The Pirate Solution                 | La solució pirata                             | Mark Cendrowski | Steve Holland                                                  | 12 d'octubre de 2009   |
| En Rajesh està apunt de perdre la beca que el permet treballar als Estats Units, així que serà deportat a l'Índia sinó troba una solució. Sheldon decideix ajudar-lo i li ofereix un lloc de treball com a ajudant seu, i tot que Rajesh s'esgarrifa només de sentir l'oferta, no li queda cap més opció que acceptar-la. Ara que estan ocupats treballant junts, Penny i Leonard tenen més temps i espai per estar sols però Howard no té ningú amb qui sortir i no els deixa tranquils. |      |                                     |                                               |                 |                                                                |                        |
| |      |                                     |                                               |                 |                                                                |                        |
| 45 | 3-05 | The Creepy Candy Coating Corollary  | El corol·lari de la fastigosa capa de caramel | Mark Cendrowski | Chuck Lorre i Bill Prady                                       | 19 d'octubre de 2009   |
| En Rajesh convenç a Sheldon per formar parella en una competició d'un joc de cartes gràcies al fet que també hi participarà l'actor Wil Wheaton, un dels seus herois d'infantesa amb el qual està molt ressentit perquè no li fa signar un autògraf quan era petit. Sheldon és molt bo en aquest joc gràcies a la seva memòria eidètica i arriben fàcilment a la final. Per altra banda, Howard li recorda a Leonard que fa temps van fer un pacte pel qual Leonard li havia d'aconseguir una cita amb una amiga de Penny. - El títol es refereix a la descripció que fa Penny sobre Howard. |      |                                     |                                               |                 |                                                                |                        |
| |      |                                     |                                               |                 |                                                                |                        |
| 46 | 3-06 | The Cornhusker Vortex               | El vòrtex Cornhusker                          | Mark Cendrowski | Bill Prady i Maria Ferrari                                     | 2 de novembre de 2009  |
| Mentre els nois van a jugar a una lluita de milotxes al parc, Penny ha quedat amb els seus amics per veure un partit del seu equip de futbol americà. A Leonard no li agrada aquest esport però creu que Penny no el convida perquè s'avergonyeix d'ell. Després de discutir-ho, queden pel pròxim partit però ell no en sap res sobre futbol americà. Casualment, Sheldon n'és un expert perquè el seu pare li va inculcar molt quan era petit, així que li ensenya el més important sobre aquest esport. Per altra banda, Rajesh ha perdut la seva milotxa en la lluita per culpa de Howard. Cansat que sempre el deixi a l'estacada quan veu una noia bonica, Rajesh decideix tallar la relació d'amistat. - El títol es refereix a l'equip de futbol americà del qual Penny i els seus amics són seguidors: Nebraska Cornhuskers. |      |                                     |                                               |                 |                                                                |                        |
| |      |                                     |                                               |                 |                                                                |                        |
| 47 | 3-07 | The Guitarist Amplification         | L'amplificació del guitarrista                | Mark Cendrowski | Chuck Lorre i Lee Aronsohn                                     | 9 de novembre de 2009  |
| Per un costat, Penny i Leonard tenen una forta discussió per culpa d'un amic guitarrista que ha de passar uns dies a casa seva, i per l'altre, Howard i Rajesh també discuteixen per un malentès. A Sheldon no li agraden les discussions, però envoltat de crits i retrets vagi on vagi, se sent molt incòmode i fuig de tots per tal d'estar sol. Poc a poc es descobreix que Sheldon pateix un trauma infantil per culpa de les contínues discussions dels seus pares quan era petit. |      |                                     |                                               |                 |                                                                |                        |
| |      |                                     |                                               |                 |                                                                |                        |
| 48 | 3-08 | The Adhesive Duck Deficiency        | La deficiència de l'aneguet adhesiu           | Mark Cendrowski | Chuck Lorre, Bill Prady i David Goetsch                        | 16 de novembre de 2009 |
| Leonard, Rajesh i Howard fan una acampada a la muntanya per poder veure una pluja de meteors de Leònids, però sucumbeixen a unes galetes "màgiques" d'unes campistes Deadhead que tenen a prop. Poc després comencen a patir els efectes al·lucinògens de les galetes i una gana desmesurada. Mentrestant, Sheldon s'ha quedat a casa per estudiar, però sobtadament sent els crits d'auxili de Penny. Resulta que ha patinat a la banyera i creu que s'ha luxat una espatlla, de manera que li demana a Sheldon que l'ajudi a vestir i la porti a l'hospital. El problema és que Sheldon no té carnet de conduir i tampoc ha conduït mai. - El títol es refereix als adhesius en forma d'aneguet que Sheldon té a la banyera per evitar patinar.                                                                                     |      |                                     |                                               |                 |                                                                |                        |
| |      |                                     |                                               |                 |                                                                |                        |
| 49 | 3-09 | The Vengeance Formulation           | La fórmula de la venjança                     | Mark Cendrowski | Chuck Lorre i Maria Ferrari                                    | 23 de novembre de 2009 |
| Howard i Bernadette han tingut la seva tercera cita, però abans de tenir relacions sexuals, ella li pregunta cap on va la seva relació. Ell evita contestar-la durant tota la setmana perquè aspira aconseguir a més, imagina que podrà sortir amb alguna de les actrius més atractives. Per altra banda, Sheldon és entrevistat per via telefònica en un programa científic de la National Public Radio, però el seu enemic, Barry Kripke, li prepara una broma que el deixa en evidència davant de tota l'audiència. En Rajesh i Leonard aconsegueixen animar-lo i Sheldon comença a pensar en la revenja. |      |                                     |                                               |                 |                                                                |                        |
| |      |                                     |                                               |                 |                                                                |                        |
| 50 | 3-10 | The Gorilla Experiment              | L'experiment Goril·la                         | Mark Cendrowski | Chuck Lorre, Richard Rosenstock i Steve Holland                | 7 de desembre de 2009  |
| Els amics i Penny es reuneixen per sopar com fan sovint però amb la novetat que per primer cop hi ha Bernadette. Li agrada molt la física i s'interessa especialment pel treball de Leonard a la universitat. Ell està molt il·lusionat per aquest fet, ja que generalment ningú s'interessa per la seva feina, i la convida perquè vingui a veure algun experiment. Això provoca que tan Howard com Penny sentin gelosia. Per una banda, Howard s'enfronta amb Leonard i l'amenaça perquè vagi en compte, i per l'altra, Penny convenç Sheldon perquè li ensenyi les bases de la física i així pugui parlar amb el seu xicot sobre els seus treballs. - El títol es refereix a l'experiment que van fer Francine Patterson amb el goril·la Koko quan li va ensenyar el llenguatge dels signes.                                       |      |                                     |                                               |                 |                                                                |                        |
| |      |                                     |                                               |                 |                                                                |                        |
| 51 | 3-11 | The Maternal Congruence             | La congruència maternal                       | Mark Cendrowski | Steven Molaro, Richard Rosenstock i Maria Ferrari              | 14 de desembre de 2009 |
| La mare d'en Leornard visita el seu fill per Nadal, però com sempre, no serà una visita agradable per tothom. Penny està enfadada perquè Leonard encara no li ha dit a la seva mare que surten junts, i alhora, Leonard està descol·locat perquè Sheldon té una relació tan bona amb la seva mare. Com que mantenen contacte, Sheldon ja sap que la Beverly es va operar recentment, que es vol separar del seu marit i que el seu gos va morir, però Leonard se n'assabenta tot just ara. Penny la porta a l'hotel a la nit, però abans fa una parada per emborratxar-la i explicar-li que surt amb Leonard. |      |                                     |                                               |                 |                                                                |                        |
| |      |                                     |                                               |                 |                                                                |                        |
| 52 | 3-12 | The Psychic Vortex                  | El vòrtex psíquic                             | Mark Cendrowski | Lee Aronsohn i Steven Molaro                                   | 11 de gener de 2010    |
| Leonard, Howard, Penny i Bernadette van a sopar tots junts però pel camí del restaurant, Penny i Leonard comencen a discutir perquè Leonard no entén com Penny pot creure en un mèdium. Per altra banda, Rajesh s'avorreix perquè està sol i Sheldon no vol sortir de casa. Després de cercar diverses alternatives, decideix subornar-lo amb un dels seus "tresors" a canvi que l'acompanyi a una festa de la universitat per conèixer noies. Allà coneixen dues noies que estan interessades en ells i acaben passant la nit jugant al Rock Band al seu pis. Malauradament per Rajesh, el Sheldon no està interessat en repetir la cita. |      |                                     |                                               |                 |                                                                |                        |
| |      |                                     |                                               |                 |                                                                |                        |
| 53 | 3-13 | The Bozeman Reaction                | La reacció Bozeman                            | Mark Cendrowski | Bill Prady, Lee Aronsohn i Jim Reynolds                        | 18 de gener de 2010    |
| Sheldon i Leonard tornen a casa després de sopar tots junts i s'adonen que els han entrat a robar al pis. Els lladres s'han emportat la televisió, les consoles i els portàtils, però almenys han deixat els còmics. Sheldon és incapaç de fer vida normal i Howard els instal·la un sofisticat sistema de seguretat. Sheldon és sent insegur igualment i és víctima d'una xarxa electrificada que han instal·lat per atrapar els lladres, així que decideix traslladar-se a Bozeman per fugir del crim. |      |                                     |                                               |                 |                                                                |                        |
| |      |                                     |                                               |                 |                                                                |                        |
| 54 | 3-14 | The Einstein Approximation          | L'aproximació Einstein                        | Mark Cendrowski | Lee Aronsohn, Dave Goetsch i Steve Holland                     | 1 de febrer de 2010    |
| Sheldon porta un parell de nits sense dormir perquè està encallat en la solució d'un problema. Obsessionat en trobar una resposta, utilitza diversos objectes per simular el problema: fesols i pèsols, bales o una piscina de pilotes. Llavors decideix seguir l'exemple d'Einstein quan va proposar la teoria de la relativitat, treballar en una feina rutinària perquè el seu cervell pugui pensar en una solució en un segon pla. No l'accepten enlloc així que decideix anar a treballar al restaurant on treballa Penny encara que no l'hagin contractat. |      |                                     |                                               |                 |                                                                |                        |
| |      |                                     |                                               |                 |                                                                |                        |
| 55 | 3-15 | The Large Hadron Collision          | La gran col·lisió d'hadrons                   | Mark Cendrowski | Chuck Lorre, Steven Molaro i Jim Reynolds                      | 8 de febrer de 2010    |
| Leonard anuncia als seus amics que viatjarà a Suïssa per veure el Gran Col·lisionador d'Hadrons del CERN en substitució d'un professor que no hi pot anar i que el pot acompanyar una persona. Sheldon assumeix automàticament que ell serà l'acompanyant tenint en compte una clàusula del contracte de convivència que van signar, però Leonard tenia pensat convidar Penny per celebrar el seu primer dia de Sant Valentí. Sheldon intenta de totes les maneres possibles convèncer Leonard que ha pres la decisió equivocada i també intenta fer sentir culpable a Penny. |      |                                     |                                               |                 |                                                                |                        |
| |      |                                     |                                               |                 |                                                                |                        |
| 56 | 3-16 | The Excelsior Acquisition           | L'adquisició excelsior                        | Peter Chakos    | Chuck Lorre, Lee Aronsohn i Steven Molaro                      | 1 de març de 2010      |
| El llegendari autor de còmics Stan Lee vindrà a la botiga del Stuart i la colla estan ansiosos perquè els dediqui un dels seus còmics. Casualment, Sheldon rep una citació judicial pel mateix dia perquè es va saltar un semàfor un dia que portava Penny a l'hospital. Sheldon acudeix als jutjats acompanyat de Penny amb la intenció de defensar-se i no pagar la multa, però alla acaba insultant al jutge i és empresonat fins que no demani disculpes. Els altres tres aconsegueixen el seu objectiu i tots tenen una dedicatòria de l'autor mentre Sheldon continua a la presó i es perd el gran esdeveniment. - La paraula "excelsior" del títol fa referència a un dels afegitons típics de Stan Lee. |      |                                     |                                               |                 |                                                                |                        |
| |      |                                     |                                               |                 |                                                                |                        |
| 57 | 3-17 | The Precious Fragmentation          | La fragmentació preciosa                      | Mark Cendrowski | Lee Aronsohn, Eric Kaplan i Maria Ferrari                      | 8 de març de 2010      |
| Els nois compren una caixa gran plena d'objectes relacionats amb pel·lícules i televisió. Entre els diferents objectes hi ha un anell de la pel·lícula El senyor dels anells, i Howard s'assabenta que és un dels anells originals fabricats pel rodatge i que va ser robat. Automàticament, els quatre amics comencen a discutir i barallar-se per quedar-se'l o vendre'l per aconseguir una elevada suma de diners. Leonard decideix donar-li a Penny perquè el guardi mentre decideixen què fer amb ell. Finalment decideixen agafar-lo tots a la vegada i que se'l quedi l'últim que el deixi anar. |      |                                     |                                               |                 |                                                                |                        |
| |      |                                     |                                               |                 |                                                                |                        |
| 58 | 3-18 | The Pants Alternative               | L'alternativa dels pantalons                  | Mark Cendrowski | Chuck Lorre, Bill Prady i Steve Holland                        | 22 de març de 2010     |
| Sheldon és guardonat a la universitat però ell vol rebutjar el premi perquè ha de fer un discurs durant el banquet on s'entrega el premi. Els seus amics amics s'ofereixen a ajudar-lo perquè perdi la por. El Rajesh li ensenya un tipus de meditació índia, Penny l'acompanya a comprar un vestit elegant i Leonard li fa psicoanàlisi per superar un trauma relacionat. - La cançó que canta Sheldon durant la cerimònia és "The Elements" de Tom Lehrer. |      |                                     |                                               |                 |                                                                |                        |
| |      |                                     |                                               |                 |                                                                |                        |
| 59 | 3-19 | The Wheaton Recurrence              | La reaparició de Wheaton                      | Mark Cendrowski | Chuck Lorre, Steven Molaro, Nichole Lorre i Jessica Ambrosetti | 12 d'abril de 2010     |
| Una nit després de fer l'amor, Leonard sorprèn a Penny dient-li que l'estima però ella només pot contestar "gràcies", i se'n van a dormir. L'endemà se'n van a jugar a bitlles per enfrontar-se a l'equip de l'Stuart, però un dels seus companys no pot venir i és substituït per Wil Wheaton. Sheldon veu l'oportunitat de revenjar-se però, durant la partida, Penny i Leonard comencen a discutir i ella se'n va, així que l'equip es retira i tornen a perdre. Sheldon vol tornar a competir contra en Wheaton i intenta convèncer a Penny perquè ho solucionin i tornin a jugar en el seu equip. |      |                                     |                                               |                 |                                                                |                        |
| |      |                                     |                                               |                 |                                                                |                        |
| 60 | 3-20 | The Spaghetti Catalyst              | El catalitzador de l'espagueti                | Anthony Rich    | Chuck Lorre, Bill Prady, Lee Aronsohn i Steven Molaro          | 3 de maig de 2010      |
| Penny i Leonard han tallat definitivament la seva relació amorosa però ell encara no se n'ha refet. Penny convida Sheldon a sopar a casa seva, però per tal de no ferir Leonard, Sheldon accepta la invitació sense dir res als seus amics i sopa abans amb ells. Com que li costa amagar els seus plans, té un comportament força estrany amb ells però aconsegueix fer-ho sense que sospitin res. Després d'uns dies s'acaba confessant amb Leonard que s'ha estat veient amistosament amb Penny d'amagat, però ell el contesta que no passa res. A partir d'aquí, Penny i Leonard es comporten com una parella que s'acaba de divorciar i comparteixen la custòdia d'un nen, Sheldon. |      |                                     |                                               |                 |                                                                |                        |
| |      |                                     |                                               |                 |                                                                |                        |
| 61 | 3-21 | The Plimpton Stimulation            | L'estimulació Plimpton                        | Mark Cendrowski | Chuck Lorre, Bill Prady i Lee Aronsohn                         | 10 de maig de 2010     |
| Sheldon ha invitat a la Dra. Elizabeth Plimpton, física cosmòloga de Princeton, a passar uns dies al seu pis perquè és més hospitable que un hotel. Leonard, que n'és admirador, intenta impressionar-la parlant sobre les seves obres, però ella només està interessada en tenir relacions sexuals amb ell. Passen la nit junts sense que Sheldon se n'adoni, en canvi, Penny ho detecta immediatament amb el seu llenguatge corporal i es torna una mica gelosa perquè fa molt poc que va tallar amb Leonard. L'endemà, la Dra. Plimpton s'insinua a Rajesh, però quan estan al seu pis, Howard i Leonard els interrompen per jugar al Halo. No obstant, ella els suggereix tenir relacions sexuals amb els tres alhora. |      |                                     |                                               |                 |                                                                |                        |
| |      |                                     |                                               |                 |                                                                |                        |
| 62 | 3-22 | The Staircase Implementation        | La implementació de l'escala                  | Mark Cendrowski | Lee Aronsohn, Steven Molaro i Steve Holland                    | 17 de maig de 2010     |
| Leonard i Sheldon discuteixen per la temperatura del termòstat i Leonard fuig al pis de Penny per no sentir-lo més. Mentre ella es fa la manicura, Leonard comença a explicar com es van conèixer, com va acabar llogant l'habitació per ser el seu company de pis i perquè encara continua vivint amb ell malgrat ser insoportable. També relata com va conèixer el Rajesh i Howard, què va passar amb la primera noia que va portar al pis, la nord-coreana Joyce Kim, i perquè es va espatllar l'ascensor de l'edifici. Tota la història explicada per Leonard s'explica en forma de flashbacks. |      |                                     |                                               |                 |                                                                |                        |
| |      |                                     |                                               |                 |                                                                |                        |
| 63 | 3-23 | The Lunar Excitation                | L'excitació lunar                             | Peter Chakos    | Chuck Lorre, Bill Prady i Maria Ferrari                        | 24 de maig de 2010     |
| Els nois fan un experiment amb la Lluna a la teulada de l'edifici. Leonard pensa que a Penny li agradaria veure-ho i va a buscar-la. El problema és que ella està acompanyada per un noi, però ell n'està interessat i accepten la invitació. Durant la demostració, Penny descobreix que la seva cita és força estúpid. Després de l'experiment se'n van a una festa sorpresa, però a mitjanit, Penny torna borratxa a casa de Leonard per tenir relacions sexuals. Mentrestant, Howard i Rajesh inscriuen Sheldon a un portal de cites d'internet per buscar-li una cita. Tot i que ell no ho sap, aconsegueixen que una noia estigui interessada en conèixe'l. |      |                                     |                                               |                 |                                                                |                        |
| |      |                                     |                                               |                 |                                                                |                        |

## Quarta temporada
| Episodi | Codi | Títol original                          | Traducció                                  | Director        | Guió                                          | Emissió original       |
| --- | ---- | --------------------------------------- | ------------------------------------------ | --------------- | --------------------------------------------- | ---------------------- |
| |      |                                         |                                            |                 |                                               |                        |
| 64 | 4−01 | The Robotic Manipulation                | La manipulació robòtica                    | Mark Cendrowski | Chuck Lorre, Lee Aronsohn i Dave Goetsch      | 23 de setembre de 2010 |
| Howard ha agafat un braç robotitzat del Jet Propulsion Laboratory per tal d'ensenyar-lo als seus amics. A casa seva aprofita per jugar una mica amb el braç, primer li fa un massatge i després se li acudeix masturbar-se amb el braç. Malauradament, s'equivoca de programa i li queda atrapat el penis en la mà del robot, així que demana ajuda a Leonard i Rajesh perquè l'ajudin. Per altra banda, Penny descobreix després de quatre mesos que Sheldon té xicota, Amy Fowler, però realment només es comuniquen ja que no es veuen mai. Darrerament han pensat en tenir descendència i Penny el convenç de tenir una cita perquè es coneguin millor. Malauradament no tenen mitjà de transport i Penny els ha d'acompanyar fent d'espelma. Buscant un tema de conversa perquè la velada no sigui tan avorrida, acaben parlant sobre la vida sexual de Penny. |      |                                         |                                            |                 |                                               |                        |
| |      |                                         |                                            |                 |                                               |                        |
| 65 | 4−02 | The Cruciferous Vegetable Amplification | L'amplificació dels brassicacis            | Mark Cendrowski | Bill Prady, Lee Aronsohn i Steve Holland      | 30 de setembre de 2010 |
| Sheldon fa una estimació de la seva esperança de vida i conclou que per uns pocs anys morirà abans que pugui transferir la seva consciència a un robot. Per aquest motiu, decideix realitzar alguns canvis en la seva vida com millorar la seva dieta o realitzar esport. Per exemple, comença a menjar cols de Brussel·les i fa fúting amb Penny. Tanmateix, descobreix que el seu cos és massa dèbil per resistir aquests canvis i construeix un robot, o "dispositiu mòbil de presència virtual", que el permeti viure evitant tots els perills del món. El robot incorpora un monitor on es pot veure la cara de Sheldon a temps real, altaveus, micròfon i una càmera perquè ell pugui interaccionar amb l'exterior. - El títol es refereix a les cols de Brussel·les que comença a menjar Sheldon però que li causen flatulències. - L'informàtic Steve Wozniak realitza un cameo en el restaurant on treballa Penny.                                                       |      |                                         |                                            |                 |                                               |                        |
| |      |                                         |                                            |                 |                                               |                        |
| 66 | 4−03 | The Zazzy Substitution                  | La substitució "zazzy"                     | Mark Cendrowski | Chuck Lorre, Bill Prady i Jim Reynolds        | 7 d'octubre de 2010    |
| Sheldon i Amy continuen gaudint de la seva relació amistosa fins que comencen a discutir sobre la importància dels seus treballs, si la física teòrica o la neurobiologia és la ciència superior. La discussió acaba en un atzucac i decideixen donar per acabada la seva relació. En teoria, Sheldon ha superat la relació però poc a poc comença a adoptar cats per substituir la seva absència. Compartint pis ja amb 25 gats, Leonard decideix contactar amb la mare de Sheldon perquè ajudi al seu fill a superar aquesta etapa. - El títol es refereix a un dels gats que s'anomena Zazzles i que Sheldon diu que és molt "zazzy". |      |                                         |                                            |                 |                                               |                        |
| |      |                                         |                                            |                 |                                               |                        |
| 67 | 4−04 | The Hot Troll Deviation                 | La desviació del trol calent               | Mark Cendrowski | Chuck Lorre, Steven Molaro i Adam Faberman    | 14 d'octubre de 2010   |
| En Rajesh torna a treballar per Sheldon però contínuament s'enfronten per les condicions de treball de Rajesh en el despatx de Sheldon. El punt més crític és que Rajesh vol tenir una taula al despatx, i quan Sheldon accepta que se'n compri una ell mateix, es compra una taula de dimensions desproporcionades per tal de molestar-lo i entren una guerra psicològica. Per altra banda, Howard torna a trobar-se a Bernadette però és incapaç de parlar-hi perquè se sent avergonyit per la causa pel qual va trencar amb ell. Tan Penny com Leonard intenten assabentar-se de quin motiu es tracta ja que ell no ho ha explicat mai. - El títol es refereix a l'affaire que va tenir Howard amb un trol femení del World of Warcraft, pel qual Bernadette va tallar amb ell. - En el capítol apareixen Katee Sackhoff i George Takei com a consellers amorosos imaginaris de Howard.                                                                                        |      |                                         |                                            |                 |                                               |                        |
| |      |                                         |                                            |                 |                                               |                        |
| 68 | 4−05 | The Desperation Emanation               | L'emanació de la desesperació              | Mark Cendrowski | Bill Prady, Lee Aronsohn i Dave Goetsch       | 21 d'octubre de 2010   |
| L'Amy li diu a Sheldon que vol presentar-lo a la seva mare, però ell s'aterra perquè no vol fer un pas endavant en la seva relació, vol que segueixi sent una relació d'amistat. Per altra banda, Leonard comença a estar frustrat perquè no té xicota i li demana a Howard que l'ajudi a buscar una noia mitjançant el pacte que van fer fa temps, pel qual Penny li va presentar Bernadette a Howard en el seu moment, i ara Bernadette li ha de presentar una amiga a Leonard. - És el primer episodi on un dels personatges principals (en aquest cas, Penny) no apareix en un capítol. |      |                                         |                                            |                 |                                               |                        |
| |      |                                         |                                            |                 |                                               |                        |
| 69 | 4−06 | The Irish Pub Formulation               | La formulació del pub irlandès             | Mark Cendrowski | Chuck Lorre, Lee Aronsohn i Steven Molaro     | 28 d'octubre de 2010   |
| La germana de Rajesh, la Priya, fa una curta visita al seu germà. Tot i haver fet un jurament amb Howard pel qual no intentarien lligar amb ella, Leonard fa temps que té un affaire amb la Priya i es veuen d'amagat sempre que ve de visita. Després de passar la nit junts, Sheldon els enganxa i com que no sap guardar secrets, s'inventa una història per tal que no surti la veritat a la llum. - El títol es refereix a la història que s'inventa Sheldon per tal que Leonard tingui una coartada i no explicar el seu affaire amb la Priya. |      |                                         |                                            |                 |                                               |                        |
| |      |                                         |                                            |                 |                                               |                        |
| 70 | 4−07 | The Apology Insufficiency               | La insuficiència de la disculpa            | Mark Cendrowski | Chuck Lorre, Lee Aronsohn i Maria Ferrari     | 4 de novembre de 2010  |
| Howard està intentant entrar a treballar en un programa d'alta seguretat però abans han d'entrevistar els seus amics per comprovar que és una persona de fiar. Una guapa agent de la FBI parla amb ells individualment però les conversacions no són gaire positives. En Rajesh és incapaç de parlar amb ella perquè és una noia i està més preocupat per la seva condició d'immigrant que per respondre les preguntes de l'agent, Leonard intenta lligar perquè no s'assabenta que porta un anell de casada, i Sheldon comenta accidentalment l'incident que van tenir amb la Mars rover (capítol "The Lizard-Spock Expansion"). A causa d'aquesta confessió, Howard no entra al programa i Sheldon li demana disculpes perquè se sent molt culpable. - En el capítol apareixen Eliza Dushku com a agent de la FBI i Neil deGrasse Tyson realitzant un cameo com a ell mateix.                                                                                                   |      |                                         |                                            |                 |                                               |                        |
| |      |                                         |                                            |                 |                                               |                        |
| 71 | 4−08 | The 21-Second Excitation                | L'excitació de 21 segons                   | Mark Cendrowski | Chuck Lorre, Bill Prady i Jim Reynolds        | 11 de novembre de 2010 |
| Els nois estan ansiosos per assistir a la projecció de la pel·lícula A la recerca de l'arca perduda amb 21 segons de material nou. Tanmateix, arriben massa tard i han de fer molta cua amb la incertesa de saber si podran entrar o no. Sheldon encara ho passa pitjor quan veu que en Wil Wheaton entra gratuïtament al cinema sense fer cua. Per altra banda, Penny i Bernadette preparen una "nit de noies" al pis de Penny. L'Amy, que inicialment acompanyava els nois, decideix ajuntar-se amb les noies perquè mai ha assistit en cap festa de pijames. |      |                                         |                                            |                 |                                               |                        |
| |      |                                         |                                            |                 |                                               |                        |
| 72 | 4−09 | The Boyfriend Complexity                | La complexitat del xicot                   | Mark Cendrowski | Chuck Lorre, Lee Aronsohn & Jim Reynolds      | 18 de novembre de 2010 |
| Leonard se sent afalagat quan Penny li fa un petó, però resultat que li ha fet perquè el seu pare l'ha vingut a visitar i encara creu que surten junts. El seu pare està encantat amb Leonard i Penny li demana que es faci passar pel seu xicot mentre ell estigui aquí. Per altra banda, Rajesh ha aconseguit que li deixin passar una nit al càrrec d'un telescopi. Per fer la nit més agradable convida Howard per jugar al Monopoly i llegir còmics, però aquest també convida a la seva xicota. Ella porta vi per amenitzar la velada i Rajesh deixa enrere els seus complexes, primer està eufòric però després comença a parlar de la seva solitud. - En l'episodi "The Maternal Capacitance" de la segona temporada, Penny diu que el seu pare s'anomena "Bob", però en aquest capítol, es refereix al seu pare com a Wyatt. |      |                                         |                                            |                 |                                               |                        |
| |      |                                         |                                            |                 |                                               |                        |
| 73 | 4−10 | The Alien Parasite Hypothesis           | La hipòtesi del paràsit alienígena         | Mark Cendrowski | Chuck Lorre, Steven Molaro i Steve Holland    | 9 de desembre de 2010  |
| Mentre Penny, Bernadette i Amy estan sopant juntes en un restaurant, apareix per allà en Zack, un antic xicot de Penny que és molt curt. L'Amy experimenta símptomes d'excitació sexual vers en Zack tot i que ella no n'és conscient. Amb l'ajuda de Sheldon realitzen un diagnòstic diferencial i entre les opcions hi ha hipertiroïdisme, menopausa prematura, un paràsit alienígena o l'excitació sexual. Per altra banda, Howard i Rajesh discuteixen sobre si en l'hipotètic cas que fossin superherois, qui seria el personatge principal i qui l'ajudant de l'altre. Per determinar qui és el guanyador comencen a fer experiments molts curiosos. |      |                                         |                                            |                 |                                               |                        |
| |      |                                         |                                            |                 |                                               |                        |
| 74 | 4−11 | The Justice League Recombination        | La recombinació de la Lliga de la Justícia | Mark Cendrowski | Chuck Lorre, Lee Aronsohn i Maria Ferrari     | 16 de desembre de 2010 |
| Penny torna a sortir amb en Zack, un antic xicot que és molt curt i els nois se'n riuen d'ell. Per disculpar-se, el conviden a participar en el concurs de disfresses que organitza la botiga de còmics per cap d'any. Els nois volen tornar a disfressar-se de la Lliga de la Justícia i en Zack els anirà bé per fer de Superman. Leonard serà Green Lantern, Sheldon Flash, Howard Batman i Rajesh Aquaman, tot i que ell no suporta aquest personatge. Després intenten convèncer a Penny perquè es disfressi de Wonder Woman i assegurar-se guanyar el concurs. |      |                                         |                                            |                 |                                               |                        |
| |      |                                         |                                            |                 |                                               |                        |
| 75 | 4−12 | The Bus Pants Utilization               | La utilització dels pantalons d'autobús    | Mark Cendrowski | Chuck Lorre, Lee Aronsohn i Maria Ferrari     | 6 de gener de 2011     |
| Leonard té una idea per desenvolupar una aplicació per smartphone que permet calcular equacions matemàtiques complexes mitjançant una fotografia de l'equació. Per dur a terme la idea, convida als seus amics a participar en el projecte i tots accepten, però Sheldon vol tenir massa protagonisme dins l'organigrama malgrat que la idea és de Leonard. Aquesta reclama que és el seu projecte i ell en serà el líder, però Sheldon continua discutint totes les seves decisions fins que Leonard el despatxa després de convocar un vot de censura. Després intenta boicotejar el projecte convencent Rajesh i Howard perquè l'abandonin, o tocant el theremin mentre treballen. - El títol es refereix als pantalons que utilitza Sheldon per protegir els seus pantalons normals quan va amb autobús. |      |                                         |                                            |                 |                                               |                        |
| |      |                                         |                                            |                 |                                               |                        |
| 76 | 4−13 | The Love Car Displacement               | El desplaçament del cotxe de l'amor        | Anthony Rich    | Chuck Lorre, Bill Prady i Dave Goetsch        | 20 de gener de 2011    |
| Tota la colla, amb Amy i Bernadette incloses, són convidats a participar en una conferència a Big Sur sobre la ciència. L'Amy invita a Penny perquè és la seva millor amiga, però ella només accepta quan s'assabenta que passaran un cap de setmana en un spa amb totes les despeses pagades. En un cotxe viatgen Leonard, Sheldon, Amy i Penny, i en l'altre hi viatgen Howard, Rajesh i Bernadette. Un cop han arribat, Bernadette es troba amb un ex-xicot que havia estat professor seu a la universitat, i Howard es posa molt envejós. A l'habitació comencen a discutir sobre l'ex i Bernadette se'n va a l'habitació de les altres noies, començant així un ball d'habitacions por poder dormir tranquil·lament. - En Glenn, l'ex-xicot de Bernadette és en Rick Fox. - El títol de l'episodi es refereix al sobrenom que posa Howard al cotxe en el qual viatgen cap a la conferència.                                                                                  |      |                                         |                                            |                 |                                               |                        |
| |      |                                         |                                            |                 |                                               |                        |
| 77 | 4−14 | The Thespian Catalyst                   | El catalitzador dramàtic                   | Mark Cendrowski | Chuck Lorre, Lee Aronsohn i Jim Reynolds      | 3 de febrer de 2011    |
| Sheldon ofereix una conferència a la universitat i posteriorment s'assabenta que tots els oients es van avorrir molt i ho van trobar horrible. Força abatut pel resultat de la conferència, accepta el consell de rebre classes d'interpretació per millorar les seves qualitats de comunicació i demana ajuda a Penny, que accepta només a canvi d'una paga. Les classes comencen amb una sessió per alliberar tensions i després fer improvisacions, però treballar amb Sheldon és impossible i Penny comença a beure per aguantar les classes. Per altra banda, Rajesh comença a estar preocupat perquè no troba cap xicota i Bernadette l'anima dient que és força sexy. Automàticament, Rajesh pateix diverses fantasies en les quals ha de tenir relacions sexuals amb ella. |      |                                         |                                            |                 |                                               |                        |
| |      |                                         |                                            |                 |                                               |                        |
| 78 | 4−15 | The Benefactor Factor                   | El factor benefactor                       | Mark Cendrowski | Bill Prady, Lee Aronsohn i Dave Goetsch       | 10 de febrer de 2011   |
| El rector de la universitat obliga els nois a assistir a una reunió amb personalitats per tal d'aconseguir donatius per diversos departaments de la universitat. Sheldon rebutja la invitació perquè ho troba degradant però els altres hi assisteixen. El rector els presenta la Sra. Latham, una de les principals donants de la universitat i que li encanta interrogar i posar nerviosos als científics. La reunió resulta ser un fracàs però la Sra. Latham convida Leonard a sopar per tal de parlar sobre les possibles donacions, però també aprofitar per insinuar-se i tenir relacions sexuals amb ell. |      |                                         |                                            |                 |                                               |                        |
| |      |                                         |                                            |                 |                                               |                        |
| 79 | 4−16 | The Cohabitation Formulation            | La formulació de la cohabitació            | Mark Cendrowski | Chuck Lorre, Lee Aronsohn i Dave Goetsch      | 17 de febrer de 2011   |
| Howard i Bernadette estan molt bé junts però ella continua sent massa dependent de la seva mare, i Bernadette li proposa viure junts i acaben discutint. Després també discuteix amb la seva mare i visita Leonard i Sheldon per passar la nit allà. No pot anar amb Rajesh perquè la seva germana Priya està passant uns dies amb ell, i quan Leonard se n'assabenta, la va a veure per arreglar la seva relació secreta. Tot i les desaprovacions de Rajesh, decideixen tornar a sortir junts. Per altra banda, Bernadette li dona un ultimàtum a Howard perquè decideixi entre ella i la seva mare. |      |                                         |                                            |                 |                                               |                        |
| |      |                                         |                                            |                 |                                               |                        |
| 80 | 4−17 | The Toast Derivation                    | L'origen del brindis                       | Mark Cendrowski | Bill Prady, Dave Goetsch i Maria Ferrari      | 24 de febrer de 2011   |
| Sheldon està molest perquè s'adona que Leonard és el centre del grup en lloc d'ell. Com que ara Leonard va molt sovint a casa de Rajesh per estar amb la Priya, i també els acompanya Howard, Sheldon decideix crear un nou grup d'amics convidant a casa seva en Barry Kripke, el Stuart, en Zack i l'actor famóc LeVar Burton. Tot i que aquest no sembla que acabi venint, comencen la velada fent un piscolabis i en Zack explicant algunes de les seves cites. Finalment proposen emborratxar-se i cantar utilitzar un karaoke. Per altra banda, Bernadette i Amy convencen a Penny per sortir de festa i així oblidar Leonard. - El títol es refereix a l'explicació que dona Sheldon sempre que brinden. |      |                                         |                                            |                 |                                               |                        |
| |      |                                         |                                            |                 |                                               |                        |
| 81 | 4−18 | The Prestidigitation Approximation      | L'aproximació de la prestidigitació        | Mark Cendrowski | Bill Prady, Steve Holland i Eddie Gorodetsky  | 10 de març de 2011     |
| La Priya s'endú Leonard de compres per modernitzar el seu estil i també el convenç de portar lents de contacte perquè té uns ulls molt bonics. També li comenta que se sent incòmoda amb la presència contínua de Penny al seu pis i que s'allunyi una mica d'ella. Per altra banda, Howard realitza un truc de màgia amb cartes a Rajesh i Penny. Sheldon no és capaç d'esbrinar el truc i com que no pot tolerar que una persona inferior en intel·ligència el deixi en evidència, s'obsessiona de tal maneta que furoneja el superordinador del Laboratori Nacional d'Oak Ridge pel seu ús personal. |      |                                         |                                            |                 |                                               |                        |
| |      |                                         |                                            |                 |                                               |                        |
| 82 | 4−19 | The Zarnecki Incursion                  | La incursió de Zarnecki                    | Peter Chakos    | Chuck Lorre, Steven Molaro i Maria Ferrari    | 31 de març de 2011     |
| El compte de Sheldon del World of Warcraft ha estat piratejada i li han robat tot el que tenia acumulat. Després de denunciar-ho a la policia, ajunta els seus amics perquè l'ajudin a localitzar el lladre. Howard aconsegueix identificar-lo, Todd Zarnecki, que casualment viu a Carlsbad, poble situat prop de Pasadena. Sheldon els convenç per fer-li una visita i demanar-li que torni tot el que va robar. Per altra banda, Penny comença a sentir-se incòmoda amb la Priya perquè surt amb Leonard. |      |                                         |                                            |                 |                                               |                        |
| |      |                                         |                                            |                 |                                               |                        |
| 83 | 4−20 | The Herb Garden Germination             | La germinació de l'herbari                 | Mark Cendrowski | Chuck Lorre, Eric Kaplan i Eddie Gorodetsky   | 7 d'abril de 2011      |
| Penny difon el rumor que Bernadette s'està pensant deixar Howard, i ràpidament, tota la colla n'està al corrent. En Rajesh és l'únic que se n'alegra ja que se sent atret per Bernadette i desitja sortir amb ella. Contràriament, Howard està pensant en declarar-se i demanar-li per casar-se. Motivats per l'extensió del rumor, Amy i Sheldon decideixen per un experiment social, difondre dos rumors falsos, un picant i un banal, per veure com s'estenen pel grup. - El físic Brian Greene realitza un cameo presentant el seu llibre The Hidden Reality. - El títol es refereix al rumor banal que introdueixen Amy i Sheldon per realitzar el seu experiment social. |      |                                         |                                            |                 |                                               |                        |
| |      |                                         |                                            |                 |                                               |                        |
| 84 | 4−21 | The Agreement Dissection                | La dissecció de l'acord                    | Mark Cendrowski | Bill Prady, Dave Goetsch i Eddie Gorodetsky   | 28 d'abril de 2011     |
| Sheldon torna a carregar contra Leonard per saltar-se normes del seu contracte de convivència novament, però aquest cop, la Priya utilitza les seves qualitats com a excel·lent advocada i anul·la les acusacions. L'endemà torna a passar el mateix a l'hora de sopar i Sheldon acompanya Penny, que havia quedat per sortir amb Bernadette i Amy. Les noies beuen diversos còctels i decideixen portar a Sheldon a ballar. Finalment, Sheldon acompanya a Amy a casa seva, que tot i estar una mica borratxa, li aconsella que utilitzi males arts per enfrontar-se a la Priya. |      |                                         |                                            |                 |                                               |                        |
| |      |                                         |                                            |                 |                                               |                        |
| 85 | 4−22 | The Wildebeest Implementation           | La implementació del nyu                   | Mark Cendrowski | Chuck Lorre, Steven Molaro & Eric Kaplan      | 5 de maig de 2011      |
| Mentre les noies estan comprant en una sabateria, Bernadette comenta que Priya l'ha invitat a un sopar de parelles amb Leonard i Howard. Tot i que inicialment és molt reticent a fer-ho, Amy la convenç perquè faci d'espia i vaig filtrant informació falsa. En el sopar, Amy li escriu SMS dient que Penny és a Praga rodant una pel·lícula en 3D i també que està sortint amb un astronauta. Els altres estan molt sorpresos i li comencen a fer preguntes de manera que ella ha d'anar improvisant les respostes mentre es va posant cada cop més nerviosa. D'altra banda, Sheldon està treballant en uns escacs per a tres jugadors i Rajesh el va a veure perquè li han proporcionat unes píndoles experimentals per superar la seva ansietat social i necessita consell. Ell li aconsella que ho faci i l'acompanya a una cafeteria per comprovar-ne els efectes. - El títol es refereix al sobrenom que li posa Amy a Bernadette perquè faci d'espia al sopar amb Priya. |      |                                         |                                            |                 |                                               |                        |
| |      |                                         |                                            |                 |                                               |                        |
| 86 | 4−23 | The Engagement Reaction                 | La reacció del compromís                   | Howard Murray   | Bill Prady, Eric Kaplan i Jim Reynolds        | 12 de maig de 2011     |
| Finalment, Howard decideix dir-li a la seva mare que s'ha promès amb Bernadette i tenen pensat casar-se aviat. Just quan li diu, la seva mare pateix un infart i l'acompanya a l'hospital. Tots els amics van a veure Howard a l'hospital, ja que també s'ha trencat el braç esbotzant la porta del lavabo. El Sheldon és molt reticent a anar-hi perquè té por que se li encomani alguna malaltia greu. Mentre esperen que algun doctor els expliqui l'estat de la mare de Howard, la Priya i Penny comencen a xerrar sobre Leonard, cosa que a ell la inquieta molt. |      |                                         |                                            |                 |                                               |                        |
| |      |                                         |                                            |                 |                                               |                        |
| 87 | 4−24 | The Roommate Transmogrification         | La transfiguració del company de pis       | Mark Cendrowski | Chuck Lorre, Steven Molaro i Eddie Gorodetsky | 19 de maig de 2011     |
| Per una banda, Bernadette anuncia que ha aconseguit el Doctorat en microbiologia i que ha trobat una feina que serà molt ben pagada. Els seus amics aprofiten l'ocasió per deixar-lo en evidència perquè és l'únic d'ells no és Doctor. Per l'altra, com que Leonard passa més temps a casa de Rajesh per estar amb la Priya i resulta molest per ell, decideixen intercanviar-se com a companys de pis. Malauradament, a través d'una conversa que manté la Priya amb els seus pares, Leonard descobreix que ella té la intenció de tornar a l'Índia el mes següent. En Rajesh organitza el primer sopar com a nou company de pis amb Sheldon, Penny s'autoconvida per tafanejar sobre l'intercanvi i comencen a beure vi per amenitzar el sopar. |      |                                         |                                            |                 |                                               |                        |
| |      |                                         |                                            |                 |                                               |                        |

## Cinquena temporada
| Episodi | Codi | Títol original                   | Traducció                                 | Director        | Guió                                               | Emissió original       |
| --- | ---- | -------------------------------- | ----------------------------------------- | --------------- | -------------------------------------------------- | ---------------------- |
| |      |                                  |                                           |                 |                                                    |                        |
| 88 | 5−01 | The Skank Reflex Analysis        | L'anàlisi del reflex de la meuca          | Mark Cendrowski | Eric Kaplan, Maria Ferrari i Anthony Del Broccolo  | 22 de setembre de 2011 |
| En Rajesh està en un compromís després que Leonard i Howard s'hagin assabentat que va anar al llit amb Penny i tenia fantasies sexuals amb Bernadette. A més, creu que està enamorat de Penny quan només van passar una nit junts i ella estava borratxa. Penny se sent molt ofesa perquè creu que ho ha espatllat tot i s'està repensant tornar a la seva Nebraska natal ja que no troba feina d'actriu, però Amy intentar animar-la. Per altra banda, Sheldon ha inscrit el grup en una partida de paintball tot i que els altres no estan gaire entusiasmats per jugar, i s'autoerigeix com a capità de l'equip. - El títol fa referència a l'explicació que fa Amy sobre el fet que Penny hagi anat al llit amb Rajesh. |      |                                  |                                           |                 |                                                    |                        |
| |      |                                  |                                           |                 |                                                    |                        |
| 89 | 5−02 | The Infestation Hypothesis       | La hipòtesi de la infecció                | Mark Cendrowski | Bill Prady, Steven Molaro i Maria Ferrari          | 22 de setembre de 2011 |
| Penny recull una butaca abandonada que està en molt bon estat. Sheldon la troba molt còmode, però quan s'assabenta que la va aconseguir de les escombraries, automàticament la vol fora de l'edifici i intenta coaccionar a Penny perquè la torni al seu lloc. D'altra banda, Leonard intenta mantenir viva la relació amb la Priya que ja és a l'Índia i parlen mitjançant l'Skype. En una altra ocasió intenten fer un pas més i tenir sexe virtual però la connexió a Internet els juga una mala passada. |      |                                  |                                           |                 |                                                    |                        |
| |      |                                  |                                           |                 |                                                    |                        |
| 90 | 5−03 | The Pulled Groin Extrapolation   | L'extrapolació de l'engonal estirada      | Mark Cendrowski | Bill Prady, Steven Molaro i Dave Goetsch           | 29 de setembre de 2011 |
| L'Amy pregunta a Leonard si la pot acompanyar a un casament ja que Sheldon va tenir un comportament massa immadur en el darrer casament que van assistir. A més, Sheldon assisteix a una xerrada sobre maquetes de tren i l'acaben convencent per comprar-se un joc de trens d'una escala que no li agradava. Un cop a casa, comença a jugar amb ell com si fos un nen petit. Per altra banda, Bernadette i Howard tornen a tensar la seva relació quan ell li comenta que vol que ella s'instal·li a casa seva amb la seva mare. Ella hi està totalment en desacord però la convenç perquè passi un cap de setmana de prova. - El títol es refereix al que malinterpreta Sheldon quan Leonard li comenta que va tenir una estrebada a l'engonal en el casament. |      |                                  |                                           |                 |                                                    |                        |
| |      |                                  |                                           |                 |                                                    |                        |
| 91 | 5−04 | The Wiggly Finger Catalyst       | El catalitzador del dit hàbil             | Mark Cendrowski | Chuck Lorre, David Goetsch i Anthony Del Broccolo  | 6 d'octubre de 2011    |
| En Rajesh porta uns dies ensopit perquè se sent sol i no aconsegueix tenir cap relació amorosa. Penny li presenta una noia sorda perquè no tingui problemes per expressar-se i superar la seva por per parlar amb les dones, tot i que necessita Howard com a traductor perquè és l'únic de la colla que sap el llenguatge dels signes. La relació tira endavant però Penny sospita de l'Emily quan s'assabenta que s'està aprofitant de Rajesh, és molt ric i contínuament li dona regals molt cars. El Rajesh no se'ls escolta i Penny parla amb els seus pares, que el fan triar entre la xicota o els diners. Per altra banda, Sheldon decideix alliberar la seva ment de pensaments trivials i basar les seves decisions tirant els daus. - El títol es refereix al fet que Howard havia de fer de traductor entre Rajesh i la seva xicota que era una noia sorda. |      |                                  |                                           |                 |                                                    |                        |
| |      |                                  |                                           |                 |                                                    |                        |
| 92 | 5−05 | The Russian Rocket Reaction      | La reacció del coet rus                   | Mark Cendrowski | Bill Prady, Steven Molaro i Jim Reynolds           | 13 d'octubre de 2011   |
| Howard està molt entusiasmat perquè la NASA ha acceptat un projecte seu sobre un telescopi espacial i requereixen la seva presència a l'Estació Espacial Internacional com a Payload Specialist. No obstant, la NASA ha desmantellat el programa de Transbordador espacial i ha de viatjar a l'espai amb un coet Soiuz rus des del Kazakhstan. En sentir això, Bernadette s'enfada perquè no li ha explicat res alhora que pateix molt per la seva seguretat, i tem que pateixi un accident a l'espai. Tot i que intenten arreglar el problema, Bernadette no vol que viatgi a l'espai i a més, li explica a la seva mare, de manera que la parella està en una situació molt delicada. Per altra banda, els nois són convidats a una festa organitzada per en Wil Wheaton, el màxim enemic de Sheldon. Leonard i Rajesh estan decidits a assistir-hi però Sheldon es nega rotundament a anar-hi, i els considera uns traïdors. Tanmateix, s'ho repensa quan s'assabenta que Brent Spiner, que interpretava Data, també hi assistirà. |      |                                  |                                           |                 |                                                    |                        |
| |      |                                  |                                           |                 |                                                    |                        |
| 93 | 5−06 | The Rhinitis Revelation          | La revelació de la rinitis                | Howard Murray   | Chuck Lorre, Eric Kaplan i Steve Holland           | 20 d'octubre de 2011   |
| La mare de Sheldon ha vingut de visita per veure el seu fill. Ell està molt content i li demana que li prepari el seu menjar predilecte i també planeja portar-la a una conferència de Saul Perlmutter, premiat amb el Premi Nobel de Física l'any 2011. En canvi, Leonard li ofereix plans alternatius perquè descansi i gaudeixi d'aquests dies de vacances. Ella accepta aquesta plans i Sheldon comença a estar gelós i enfadat perquè la seva mare l'ignora i no passa tot el temps amb ell i cuidant-lo. - El títol es refereix a la malaltia que agafa Sheldon quan descobreix que les seves emocions són normals i no extraordinàries com la seva intel·ligència. |      |                                  |                                           |                 |                                                    |                        |
| |      |                                  |                                           |                 |                                                    |                        |
| 94 | 5−07 | The Good Guy Fluctuation         | La fluctuació del bon noi                 | Mark Cendrowski | Chuck Lorre, Dave Goetsch i Maria Ferrari          | 27 d'octubre de 2011   |
| Després de la reeixida broma que rep Sheldon per part dels altres tres amics, ràpidament comença a preparar una revenja. Malauradament, tots els seus intents acaben malament perquè són massa òbvies. Leonard és capaç de revertir la broma contra Sheldon, Rajesh troba adorable la serp que troba en un calaix del seu escriptori i Howard aconsegueix que Sheldon s'aterri quan veu que li ha provocat un atac de cor, que és de broma realment. Per altra banda, Leonard coneix una noia molt guapa (Alice) en la botiga de còmics i comencen a sortir junts. El problema és que Leonard es troba en un dilema perquè està enganyant a la Priya, que és a l'Índia, i no sap si seguir endavant amb la nova relació. |      |                                  |                                           |                 |                                                    |                        |
| |      |                                  |                                           |                 |                                                    |                        |
| 95 | 5−08 | The Isolation Permutation        | La permuta de l'aïllament                 | Mark Cendrowski | Chuck Lorre, Eric Kaplan i Tara Hernandez          | 3 de novembre de 2011  |
| Les noies busquen els vestits pel casament de Bernadette i Howard, però a Amy queda molt decebuda quan s'assabenta que Penny i Bernadette han anat de compres juntes sense comptar amb ella. Després d'intentar contactar amb ella moltes vegades, Sheldon decideix visitar Amy per saber què li passa. Simplement volia estar sola perquè les noies l'han exclòs, però li proposa a Sheldon de tenir una nit boja d'amor per sentir-se millor. Finalment acorden estar abraçats durant una bona estona però Sheldon sent que ha perdut tota una nit de feina per la seva culpa i obliga a Leonard que parli amb Penny per arreglar aquesta situació. |      |                                  |                                           |                 |                                                    |                        |
| |      |                                  |                                           |                 |                                                    |                        |
| 96 | 5−09 | The Ornithophobia Diffusion      | La difusió de la ornitofòbia              | Mark Cendrowski | Chuck Lorre, Dave Goetsch i Anthony Del Broccolo   | 10 de novembre de 2011 |
| Leonard accepta l'oferta de Penny per anar al cinema com a amics. Allà comencen a discutir per triar la pel·lícula ja que quan estaven junts, Leonard sempre li deixava escollir-ho tot per tal de tenir relacions sexuals, però ara que ja no són parella, intenta imposar el seu criteri. Aprofitant que no es tracta d'una cita, Leonard escull la pel·lícula i anar a un bar després, a part que també obliga Penny pagar a mitges tot el que fan. En el bar, Penny coneix un noi i comença a parlar amb ell deixant de banda Leonard. Per altra banda, Sheldon, que pateix ornitofòbia (por als ocells), comença a posar-se nerviós perquè un gaig blau s'instal·la un ampit de casa i no pot fer vida normal. Després de provar diversos mètodes per expulsar-lo, l'ocell entra dins l'apartament i ell demana ajut a Amy i a Bernadette ja que són biòlogues. |      |                                  |                                           |                 |                                                    |                        |
| |      |                                  |                                           |                 |                                                    |                        |
| 97 | 5−10 | The Flaming Spittoon Acquisition | L'adquisició de l'escopidora flamejant    | Mark Cendrowski | Chuck Lorre, Steven Molaro i Dave Goetsch          | 17 de novembre de 2011 |
| Mentre són a la botiga de còmics, l'Stuart coneix a Amy i s'hi sent atret. Després de preguntar a Leonard per l'estat de la relació entre Amy i Sheldon, decideix convidar-la a una cita ja que Sheldon li dona total llibertat pensant que Amy no li trobarà res interessant. Veient que s'ha equivocat, comença a sentir-se una mica gelós i es fa amic de l'Stuart a Facebook per tal d'espiar-los. Després de demanar-li una cita a Penny, ella el convenç perquè actuï com un home i faci un pas endavant en la seva relació. Mentrestant, els altres descobreixen una nova expansió pel joc Mystic Warlords of Ka'a titulada "Wild West and Witches" (Bruixes i el Salvatge Oest), i malgrat que no entenen com algú pot comprar aquest nyap per aquest preu, acaben caient en la temptació i tots el compren interessats en saber com seria una lluita entre Billy el Kid i la Bruixa del Nord. - El títol fa referència a l'expansió del joc de cartes Mystic Warlords of Ka'a. |      |                                  |                                           |                 |                                                    |                        |
| |      |                                  |                                           |                 |                                                    |                        |
| 98 | 5−11 | The Speckerman Recurrence        | La recurrència de Speckerman              | Anthony Rich    | Chuck Lorre, Bill Prady i Steve Holland            | 8 de desembre de 2011  |
| Jimmy Speckerman, un antic company de classe de Leonard que l'intimidava i s'aprofitava d'ell quan era petit, contacta amb ell per proposar-li un negoci. Després de pensar-s'ho molt, decideix acceptar la invitació per tal d'enfrontar-se a ell. Aquest li proposa crear unes ulleres que converteix totes les pel·lícules en 3D, i aprofitant l'absurditat de la idea, va ensenyar-li una llarga llista amb totes les males jugades que li va fer de petit. Speckerman queda parat en llegir la llista i Leonard marxa tranquil cap a casa. L'Amy i Bernadette també parlen sobre els problemes i bretolades que van patir quan eren petites, i llavors comproven que Penny era una pinxo que abusava de les noies dèbils a l'escola. Era no n'era conscient i ara se sent malament per totes les males jugades que va realitzar a diverses persones. Decideix trucar-les una a una per demanar perdó però cap accepta les seves disculpes. |      |                                  |                                           |                 |                                                    |                        |
| |      |                                  |                                           |                 |                                                    |                        |
| 99 | 5−12 | The Shiny Trinket Maneuver       | La maniobra de la peça brillant           | Mark Cendrowski | Chuck Lorre, Steve Holland i Tara Hernandez        | 12 de gener de 2012    |
| Durant una cita entre Amy i Sheldon, ella li explica que serà portada d'una prestigiosa revista de ciència però ell no li dona cap tipus d'importància per tractar-se de biologia i Amy decideix marxar molt trista. Després de parlar amb Leonard sobre la seva relació amb Amy, Leonard li suggereix que li compri un regal. Decideix anar a una joieria acompanyat de Penny perquè l'aconselli i compra una diadema de diamants, i també un rellotge de butxaca per ell. Per altra banda, entre Bernadette i Howard també hi ha problemes quan descobreixen que a Bernadette no li agraden gens els nens petits ja que va haver de cuidar els seus germans de petita. - El títol fa referència a la diadema que Sheldon li compra a Amy en una joieria. |      |                                  |                                           |                 |                                                    |                        |
| |      |                                  |                                           |                 |                                                    |                        |
| 100 | 5−13 | The Recombination Hypothesis     | La hipòtesi de la recombinació            | Mark Cendrowski | Chuck Lorre                                        | 19 de gener de 2012    |
| Tornant a casa, Leonard veu Penny i decideix espontàniament demanar-li una cita. El sopar sembla anar molt bé però quan Leonard insisteix a reprendre la relació, Penny s'atabala i decideixen finalitzar la cita. No obstant, Penny li escriu un SMS quan està dormint per convidar-lo a casa seva i tenir relacions sexuals sinó ell no parla. Feliços d'haver-ho fet, parlen sobre com solucionar els seus problemes i decideixen portar la nova relació en secret. |      |                                  |                                           |                 |                                                    |                        |
| |      |                                  |                                           |                 |                                                    |                        |
| 101 | 5−14 | The Beta Test Initiation         | L'inici de les proves Beta                | Mark Cendrowski | Chuck Lorre, Steven Molaro i Eric Kaplan           | 26 de gener de 2012    |
| Penny i Leonard tornen a sortir junts però per tal que no repetir els mateixos errors del passat, Leonard suggereix tenir una relació de prova Alfa, de manera que en lloc d'enfadar-se i discutir, simplement es notifiquin els errors (o bugs) per tal de solucionar-los. Leonard realitza una llista força llarga de faltes i per compensar l'error, decideix portar-la a fer proves de tir, ja que li agradava molt quan era petita. Per altra banda, Rajesh es compra un iPhone 4S i s'enamora de l'assistent virtual que incorpora el telèfon, la Siri, i Amy i Sheldon enregistren una sèrie per podcast sobre el món de les banderes. - El títol fa referència al sistema que suggereix a Penny per tal de millorar la seva relació i corregir els errors. Penny identifica incorrectament la tècnica com a "proves Beta" i Leonard la corregeix per "proves Alfa". |      |                                  |                                           |                 |                                                    |                        |
| |      |                                  |                                           |                 |                                                    |                        |
| 102 | 5−15 | The Friendship Contraction       | La contracció de l'amistat                | Mark Cendrowski | Chuck Lorre, Eric Kaplan i Jim Reynolds            | 2 de febrer de 2012    |
| Leonard està fart de les manies de Sheldon i fer-li de criat i xofer contínuament, però ell sempre li recorda que va signar un contracte de convivència que ha de respectar. Tanmateix, si el trenca, només seran simplement companys de pis i deixaran de ser amics, així que Leonard accepta immediatament la rescissió del contracte. Sense l'ajuda de Leonard, Sheldon no aconsegueix que ningú l'acompanyi o el porti a tots els llocs que necessita, però segueix sense reconèixer que no és capaç d'espavilar-se sol. Durant una nit que se'n la llum, intenta que en que Leonard torni a signar el contracte de convivència a canvi d'ajudar-lo a "sobreviure" mentre estiguin a les fosques, però aquest decideix anar al pis de Penny per estar junts. Per altra banda, Howard està apunt d'iniciar els entrenaments per ser astronauta, però també està ansiós per saber quin sobrenom triaran els seus nous companys. En Rajesh li suggereix "Rocket Man" i canvien la melodia del seu mòbil amb la cançó "Rocket Man" per trucar-lo quan estigui enmig d'una videoconferència amb ells i insinuar així aquest sobrenom. - L'astronauta Michael J. Massimino s'interpreta a si mateix en una videoconferència amb Howard. |      |                                  |                                           |                 |                                                    |                        |
| |      |                                  |                                           |                 |                                                    |                        |
| 103 | 5−16 | The Vacation Solution            | La solució de les vacances                | Mark Cendrowski | Chuck Lorre, Anthony Del Broccolo i Tara Hernandez | 9 de febrer de 2012    |
| El president de la universitat obliga a Sheldon a prendre's una setmana de vacances malgrat que ell hi està totalment en desacord. Inicialment intenta colar-se a la universitat però no ho aconsegueix i decideix passar la setmana al laboratori de biologia on treballa Amy. Ella li mana rentar uns recipients de vidre i comptar espores en plaques de Petri ja que no té experiència en aquest camp. Ell insisteix que és molt intel·ligent i pot fer tasques més interessants, però finalment no realitza correctament cap de les dues tasques. Cansada de les seves queixes, Amy li ofereix dissecar un cervell però es fa un tall en un dit i es desmaia en veure la seva sang. Per altra banda, el pare de Bernadette l'obliga a signar un contracte prematrimonial perquè ella guanya molts més diners. Ella no sap com dir-li a Howard, però ell se n'assabenta igualment pels seus amics. |      |                                  |                                           |                 |                                                    |                        |
| |      |                                  |                                           |                 |                                                    |                        |
| 104 | 5−17 | The Rothman Disintegration       | La desintegració d'en Rothman             | Mark Cendrowski | Chuck Lorre, Bill Prady i Steve Holland            | 16 de febrer de 2012   |
| Després que el Professor Rothman hagi estat forçat a jubilar-se degut als trastorns que pateix, Sheldon i en Kripke es barallen per aconseguir el seu despatx. El president Siebert refusa participar en la disputa i finalment decideixen fer-ho en un duel esportiu, ja que són igual de dolents. Leonard proposa jugar a un contra un a basquet però els dos són incapaços d'encistellar una sola vegada. Després d'abaixar el nivell en successives ocasions, finalment guanya el que boti la pilota més alt, sent Sheldon el vencedor. Per altra banda, Amy regala un quadre molt gros a Penny on apareixen elles dues per demostrar-li la seva amistat. Penny accepta el regal perquè no sap com dir-li que el quadre és lleig i desagradable. - El títol es refereix a la demència que pateix el Professor Rothman que l'obliga a jubilar-se. |      |                                  |                                           |                 |                                                    |                        |
| |      |                                  |                                           |                 |                                                    |                        |
| 105 | 5−18 | The Werewolf Transformation      | La transformació de l'home llop           | Mark Cendrowski | Chuck Lorre, Todd Craig i Gary Torvinen            | 23 de febrer de 2012   |
| Sheldon va a tallar-se el cabell però com que el seu perruquer està ingressat a l'hospital en coma, rebutja que algú altre ho faci. Passat una setmana, Penny s'ofereix a tallar-li però Sheldon tampoc accepta i com que el seu estil de vida totalment programat comença a no tenir sentit, decideix provar de viure en el caos. A mitjanit comença a tocar els bongos i desperta a tothom. Mentrestant, Howard se'n va a Houston per començar els entrenaments de la NASA. La primera experiència és un test de gravetat zero i vomita pel mareig, i el següent dia és una prova de supervivència força horrible. - El títol es refereix a la transformació que realitza Sheldon sobre la seva rutina i la seva actitud. |      |                                  |                                           |                 |                                                    |                        |
| |      |                                  |                                           |                 |                                                    |                        |
| 106 | 5−19 | The Weekend Vortex               | El vèrtex del cap de setmana              | Mark Cendrowski | Chuck Lorre, Bill Prady i Tara Hernandez           | 8 de març de 2012      |
| En Rajesh suggereix als quatre nois de tornar a fer una marató de videojocs durant el cap de setmana com els vells temps. Tots hi estan d'acord però Sheldon ja estava compromès per assistir a l'aniversari d'una tia d'Amy i intenta convèncer-la perquè el deixi quedar. Veient els plans que té Sheldon d'estar totalment desconnectat durant la festa d'aniversari, Amy el deixa quedar-se però totalment decebuda i quedant en evidència davant la seva família. Per altra banda, Bernadette també s'apunta a la marató perquè Howard és incapaç de dir-li que no. - El títol es refereix a la interferència que realitzen les xicotes al pla dels nois per jugar al Star Wars: The Old Republic durant tot el cap de setmana. |      |                                  |                                           |                 |                                                    |                        |
| |      |                                  |                                           |                 |                                                    |                        |
| 107 | 5−20 | The Transporter Malfunction      | El mal funcionament del teletransportador | Mark Cendrowski | Chuck Lorre, Bill Prady i Maria Ferrari            | 29 de març de 2012     |
| Com a detall perquè sempre li deixen menjar gratuïtament a casa seva, Penny compra una joguina especial per Sheldon i Leonard, un teletransportador d'Star Trek de 1975 per cada un. Ella queda molt estranyada perquè malgrat que els fa molta il·lusió la joguina, no volen encetar la caixa per preservar el seu valor. Aquella nit, Sheldon somia que parla amb una figura de l'Spock que el convenç per jugar amb el teletransportador. S'aixeca a mitjanit per jugar-hi però es trenca al cap de poc, i immediatament canvia la seva caixa per la de Leonard amb l'esperança que no l'obri mai. Per altra banda, Rajesh continua depressiu perquè no troba parella i decideix que els seus pares li trobin una xicota per arreglar un matrimoni. En la cita a cegues connecta bé amb la noia però més endavant se sincera dient-li que és lesbiana però que vol casar-se perquè els seus pares no la molestin més. - Leonard Nimoy, actor original que va interpretar el personatge d'Spock, dobla la figura de l'Spock quan parla amb Sheldon. |      |                                  |                                           |                 |                                                    |                        |
| |      |                                  |                                           |                 |                                                    |                        |
| 108 | 5−21 | The Hawking Excitation           | L'excitació de Hawking                    | Mark Cendrowski | Bill Prady, Steven Molaro i Steve Holland          | 5 d'abril de 2012      |
| Howard és contractat per Stephen Hawking per dur a terme el manteniment de la seva cadira mentre realitza una visita a Caltech. Planeja convidar a Sheldon perquè el conegui, ja que és un dels seus ídols, però com que el torna a menystenir per no tenir un doctorat, llavors es replanteja si convidar-lo. Després de suplicar-li diverses vegades, Howard decideix que no el convidarà però que li presentarà el seu treball sobre el Bosó de Higgs a canvi d'uns quants favors. Sheldon accepta l'oferiment però Howard l'obliga a fer tasques força complicades com a revenja pel seu tracte durant anys com netejar-li la col·lecció de sivelles de cinturó, fer-li la bugada, fer-lo passejar per la universitat disfressat de dona de la neteja o acompanyar a la seva mare a comprar roba. - El científic Stephen Hawking apareix tenint una conversa amb Sheldon. |      |                                  |                                           |                 |                                                    |                        |
| |      |                                  |                                           |                 |                                                    |                        |
| 109 | 5−22 | The Stag Convergence             | La convergència del comiat de solters     | Peter Chakos    | Billy Prady, Steve Holland i Eric Kaplan           | 26 d'abril de 2012     |
| Els nois preparen una festa per celebrar el comiat de solters de Howard amb altres amics, ell hi accedeix sempre que no hagi strippers perquè l'ha promès a Bernadette. Durant el sopar, tots comencen a beure alcohol i fan elogis sobre Howard amb més o menys èxit. Mentre Rajesh explica anècdotes i aventures sobre algunes relacions sexuals que va tenir, fins i tot un trio amb ell, en Wil Wheaton ho enregistra amb el seu mòbil i ho penja a internet. Més tard, Bernadette els va a buscar perquè estan borratxos, però resulta que ha vist el vídeo penjat per en Wheaton i roman molt enfadada i decebuda. |      |                                  |                                           |                 |                                                    |                        |
| |      |                                  |                                           |                 |                                                    |                        |
| 110 | 5−23 | The Launch Acceleration          | L'acceleració del llançament              | Mark Cendrowski | Chuck Lorre, Steven Molaro i Jim Reynolds          | 3 de maig de 2012      |
| Howard rep una trucada de la NASA explicant-li que s'ha cancel·lat la missió a l'Estació Espacial Internacional perquè la nau Soiuz en la qual ha de viatjar no ha passat els tests de seguretat. Ell està content perquè tenia molta por a fer la missió malgrat que no li ha comentat a ningú. Posteriorment, la NASA el torna a trucar per comunicar-li que s'ha reprogramat la missió i la nova data coincideix amb el cap de setmana en el qual s'ha de casar. Per altra banda, Penny proposa a Leonard fer un pas endavant en la seva relació perquè estan molt bé, però en ell es torna a equivocar. L'Amy comença un experiment neurobiològic perquè Sheldon se senti més atret a ella, cosa que aconsegueix malgrat que Sheldon també comença a preocupar-se perquè no pot aturar-ho. |      |                                  |                                           |                 |                                                    |                        |
| |      |                                  |                                           |                 |                                                    |                        |
| 111 | 5−24 | The Countdown Reflection         | La reflexió del compte enrere             | Mark Cendrowski | Bill Prady, Eric Kaplan i Steve Holland            | 10 de maig de 2012     |
| Howard ja és dins la càpsula Soiuz junt als seus companys de viatge esperant el compte enrere per enlairar-se cap a l'Estació Espacial Internacional. Patint per la seva vida, comença a recordar els darrers dies en els quals s'ha casat amb Bernadette. Dos dies abans de l'enlairament, Howard li regala un collaret molt especial a Bernadette i ella li proposa realitzar el casament abans del viatge i fer la festa quan torni. En primer lloc viatgen a l'ajuntament però no hi ha temps per realitzar la cerimònia i Rajesh proposa realitzar-la el matí de diumenge al terrat del seu edifici, coincidint amb el fet que el satèl·lit de Google passarà per sobre de Pasadena per fer noves fotografies des de l'espai. A més, els cinc amics s'ordenen pastors a través d'internet per presidir la cerimònia. |      |                                  |                                           |                 |                                                    |                        |
| |      |                                  |                                           |                 |                                                    |                        |

## Sisena temporada
| Episodi | Codi | Títol original                            | Traducció                                   | Director        | Guió                                             | Emissió original       |
| --- | ---- | ----------------------------------------- | ------------------------------------------- | --------------- | ------------------------------------------------ | ---------------------- |
| |      |                                           |                                             |                 |                                                  |                        |
| 112 | 6−01 | The Date Night Variable                   | La variable de la nit de cites              | Mark Cendrowski | Chuck Lorre, Eric Kaplan i Steve Holland         | 27 de setembre de 2012 |
| Howard ja és a l'espai però manté diverses discussions amb Bernadette i la seva mare perquè no li va explicar a la seva mare que se n'anirien a viure junts amb Bernadette quan tornés de la missió espacial. Aquesta nit, per altra banda, Leonard té una cita amb Penny per intentar reconduir la seva relació mentre que Sheldon i Amy celebren el seu segon aniversari junts. Tanmateix, Sheldon convida Rajesh a la cita per desesperació d'Amy, que esperava un sopar romàntic i li acaba declarant un ultimàtum. Leonard prepara una sopar informal a casa seva i li deixa escollir qualsevol esport per mirar a la televisió amb la intenció de parlar de la seva relació, però ella no en té ganes perquè ha tingut un dia dur. - El títol es refereix al paper que juga Rajesh assistint a les cites de Sheldon i de Leonard. |      |                                           |                                             |                 |                                                  |                        |
| |      |                                           |                                             |                 |                                                  |                        |
| 113 | 6−02 | The Decoupling Fluctuation                | La fluctuació del desacoblament             | Mark Cendrowski | Chuck Lorre, Jim Reynolds i Maria Ferrari        | 4 d'octubre de 2012    |
| En una conversa que mantenen les noies, Penny acaba confessant que estima Leonard però que no sap que sent per ell realment i no sap què fer amb la seva relació. Posteriorment, Amy li comenta a Sheldon i aquest fa esforços per no explicar-li a Leonard, però finalment va a parlar amb Penny perquè s'ho repensi, això si, entrant al seu pis a mitjanit. Per altra banda, Rajesh convida a l'Stuart a unir-se al grup en substitució de Howard. Per la seva part, Howard confessa a Bernadette que està patint diverses patentes per part dels seus companys dins l'estació espacial. Howard from the space station complains to Bernadette that the other astronauts are playing tricks on him. She suggests that he tell them that "being mean is lame, but being nice is cool". Later Howard says that it really worked and that he got a good night's sleep, though the video shows that a mouse face and his nickname had been drawn all over his face. - El títol es refereix al fet que Penny s'està pensant si tallar o no la relació amb Leonard.                                                  |      |                                           |                                             |                 |                                                  |                        |
| |      |                                           |                                             |                 |                                                  |                        |
| 114 | 6−03 | The Higgs Boson Observation               | L'observació del bosó de Higgs              | Mark Cendrowski | Steven Molaro, Dave Goetsch i Steve Holland      | 11 d'octubre de 2012   |
| Sheldon vol revisar tot el material que va escriure quan era petit amb la intenció de trobar alguna revelació que el condueixi cap al Premi Nobel. Com que el seu temps és molt valuós, decideix contractar una atractiva física anomenada Alex Jensen, seguidora del seu treball, perquè faci aquesta tasca. L'Amy es posa gelosa quan descobreix que la seva assistenta és una dona tan atractiva i decideix seguir-lo a la universitat. Acompanyada de Penny, descobreixen que realment està flirtejant amb Leonard enlloc de Sheldon. Per altra banda, Howard comença a patir atacs d'ansietat per la quantitat de dies que porta a l'espai, a més, la missió que els havia de venir a buscar s'ha endarrerit uns dies. - El títol es refereix a la revisió que fa Sheldon dels seus treballs infantils com va succeir amb els treballs sobre el bosó de Higgs que van guanyar un Premi Nobel. |      |                                           |                                             |                 |                                                  |                        |
| |      |                                           |                                             |                 |                                                  |                        |
| 115 | 6−04 | The Re-Entry Minimization                 | La minimització del retorn                  | Mark Cendrowski | Bill Prady, Jim Reynolds i Anthony Del Broccolo  | 18 d'octubre de 2012   |
| Howard ja ha tornat a la Terra, hi ha molts periodistes cridant "Howie" però realment esperen en Howie Mandel. A més, s'esperava trobar tots els seus amics però a l'aeroport només hi ha Bernadette perquè s'ha reservat la primera nit per gaudir de la nit de noces que no van poder tenir. Malauradament, Bernadette pateix una forta al·lèrgia i s'adorm ràpidament a causa dels medicaments. Després decideix visitar la seva mare però està ocupada i també Rajesh, però ja té plans amb l'Stuart. Per altra banda, Leonard, Sheldon, Amy i Penny decideixen passar la nit jugant a diversos jocs, per exemple el Pictionary, però els nois són derrotats clarament en tots. |      |                                           |                                             |                 |                                                  |                        |
| |      |                                           |                                             |                 |                                                  |                        |
| 116 | 6−05 | The Holographic Excitation                | L'exitació hologràfica                      | Mark Cendrowski | Chuck Lorre, Eric Kaplan i Jeremy Howe           | 25 d'octubre de 2012   |
| Howard no para de parlar del seu viatge a l'espai i lliga qualsevol conversa amb el viatge. La Bernadette li comenta que tothom comença a estar cansat de sentir-lo parlar sobre l'espai i ell es deprimeix. L'Stuart vol muntar una nova edició de la seva festa de Halloween però accepta l'oferiment de Rajesh perquè l'organitzi. Penny no vol anar a la festa però Bernadette la convenç perquè faci algun esforç per fer feliç Leonard i també que s'interessi per la seva feina de tan en tan. Així doncs, Penny visita per sorpresa Leonard al seu laboratori, i després d'impressionar-la amb un experiment, tenen relacions sexuals al mateix laboratori. L'Amy i Sheldon decideixen disfressar-se amb el mateix tema per la festa però tenen gustos oposats i no es posen d'acord. - Buzz Aldrin, segon astronauta en trepitjar la Lluna, apareix al final del capítol parlant obessivament dels seus viatges a l'espai mentre dona caramels als nens per Halloween. - El títol fa referència al fet que Penny s'excita després de veure l'experiment hologràfic que li mostra Leonard.                |      |                                           |                                             |                 |                                                  |                        |
| |      |                                           |                                             |                 |                                                  |                        |
| 117 | 6−06 | The Extract Obliteration                  | L'obliteració de l'extracte                 | Mark Cendrowski | Chuck Lorre, Bill Prady & Steve Holland          | 1 de novembre de 2012  |
| Penny ha tornat a estudiar per poder entrar a la universitat però no li vol explicar a Leonard perquè estarà massa pendent d'ella. Després d'escriure un treball sobre la esclavitud als Estats Units, Leonard el revisa d'amagat i n'escriu un altre perquè té molt poca qualitat. Per altra banda, Sheldon ha començat una partida al Words with Friends contra el seu ídol, el Professor Stephen Hawking. Després de diverses jugades, Sheldon l'està apallissant i Hawking no dona senyals de vida durant uns dies perquè és un mal perdedor. Sheldon ha de decidir si deixar-se guanyar per continuar sent amic de Hawking. - El títol es refereix a la paraula utilitzada per Sheldon per destacar-se en la partida contra Hawking. |      |                                           |                                             |                 |                                                  |                        |
| |      |                                           |                                             |                 |                                                  |                        |
| 118 | 6−07 | The Habitation Configuration              | La configuració de l'habitatge              | Mark Cendrowski | Chuck Lorre, Eric Kaplan i Jim Reynolds          | 8 de novembre de 2012  |
| Sheldon torna a filmar un nou capítol de "Fun With Flags" però amb la col·laboració especial de Wil Wheaton. Durant el rodatge, Wheaton i Amy, que fa de directora, discuteixen sobre la interpretació de Wheaton i ell l'acaba insultant. Sheldon es troba al mig de la discussió però no defensa Amy i se'n va a sopar amb ell, de manera que Amy se'n va a casa enfadada. Posteriorment, Sheldon intenta arreglar les coses però no ho aconsegueix i va a veure Penny perquè l'aconselli mentre ella li prepara un te gelat Long Island (sense saber que porta alcohol). Per altra banda, Bernadette i Howard discuteixen perquè ell encara no s'ha traslladat totalment a casa seva i té moltes coses a casa de la seva mare i, també hi dormen molt sovint. - Els ex-actors de Star Trek Wil Wheaton i LeVar Burton s'interpreten a si mateix. |      |                                           |                                             |                 |                                                  |                        |
| |      |                                           |                                             |                 |                                                  |                        |
| 119 | 6−08 | The 43 Peculiarity                        | La peculiaritat del 43                      | Mark Cendrowski | Chuck Lorre, Dave Goetsch i Anthony Del Broccolo | 15 de novembre de 2012 |
| Sheldon desapareix durant uns vint minuts cada migdia, i Howard i Rajesh decideixen seguir-lo per saber què fa durant aquesta estona. Descobreixen que entra en una habitació del soterrani i més tard hi entren d'amagat, però només hi troben una pissarra amb el número 43 escrit. Totalment intrigats, es passen hores i hores per saber què pot significar aquest número. Per altra banda, Penny ha de realitzar un treball amb un company de classe però Leonard està molt gelós i l'espia per si de cas. Quan aquest acaba de fer el treball, el segueix per l'escala i l'intenta intimidar explicant que el xicot de Penny és el líder d'una banda perillosa, però Penny el descobreix demostrant que no confia en ella. L'Alex, l'assistenta de Sheldon, encara se sent atreta per Leonard i se l'insinua sense sort perquè ell no se n'adona. |      |                                           |                                             |                 |                                                  |                        |
| |      |                                           |                                             |                 |                                                  |                        |
| 120 | 6−09 | The Parking Spot Escalation               | L'escalada de la plaça d'aparcament         | Peter Chakos    | Chuck Lorre, Eric Kaplan i Adam Faberman         | 29 de novembre de 2012 |
| Howard ha comprat un cotxe nou i li han adjudicat una plaça d'aparcament a la universitat, però casualment és la de Sheldon malgrat que ell no l'ha utilitzat mai perquè no té ni carnet de conduir. Sheldon ho considera una ofensa perquè la plaça és seva i comença una lluita per veure qui és el primer en cedir. Sheldon es venja robant-li un casc d'edició limitada d'Iron Man i el Howard es revenja assentant-se nu en el lloc del sofà que utilitze sempre Sheldon. Paral·lelament, Amy i la Berdanette inicien una forta discussió per defensar els seus xicot i marit respectivament. - El títol es refereix a la lluita que mantenen Sheldon i Howard per una plaça d'aparcament. |      |                                           |                                             |                 |                                                  |                        |
| |      |                                           |                                             |                 |                                                  |                        |
| 121 | 6−10 | The Fish Guts Displacement                | El desplaçament de les tripes de peix       | Mark Cendrowski | Chuck Lorre, Bill Prady i Tara Hernandez         | 6 de desembre de 2012  |
| Howard va a sopar a casa dels seus sogres amb Bernadette i intenta treure diversos temes de conversa però no hi ha manera d'establir una conversa. Durant el sopar apareix el tema que el seu sogre se'n va a pescar aquesta cap de setmana i el convencen perquè se'n vagin a pescar junts, malgrat que cap dels dos ho desitja realment. Com que Howard no sap res de pesca, demana ajuda a Penny perquè li expliqui quatre coses bàsiques. Per altra banda, Amy està engripada a casa seva i Sheldon decideix cuidar-la esperant una recuperació molt ràpida. Tanmateix, tal com li feia la seva mare quan estava malalt, li proposa posar-li una crema al pit per descongestionar-se i ella accepta encantada només imaginar-se Sheldon acariciant-la. - El títol es refereix a la classe que Penny dona als nois sobre com netejar un peix. |      |                                           |                                             |                 |                                                  |                        |
| |      |                                           |                                             |                 |                                                  |                        |
| 122 | 6−11 | The Santa Simulation                      | La simulació del Pare Noel                  | Mark Cendrowski | Chuck Lorre, Eric Kaplan i Steve Holland         | 13 de desembre de 2012 |
| Els quatre nois més l'Stuart decideixen jugar una partida a Dungeons & Dragons una nit de dissabte. Les noies decideixen aprofitar per sortir a la nit i les acompanya Rajesh ja que ha matat el seu personatge només començar la partida. El tema de la partida és rescatar el Pare Noel perquè l'han empresonat uns ogres en una cova, però Sheldon es queixa perquè no suporta que hagin barrejat el joc amb el Nadal. A mesura que es va desenvolupant el joc, els altres comproven que Sheldon saps totes les coses relacionades amb el Nadal, inclús la lletra de les cançons. Pel que fa a les noies, decideixen ajudar a Rajesh a trobar una noia en el pub però finalment no hi ha sort. - El títol es refereix al tema de la partida de Dungeon & Dragons barrejat amb el personatge del Pare Noel. |      |                                           |                                             |                 |                                                  |                        |
| |      |                                           |                                             |                 |                                                  |                        |
| 123 | 6−12 | The Egg Salad Equivalency                 | L'equivalència de l'amanida d'ous           | Mark Cendrowski | Chuck Lorre, Eric Kaplan i Jim Reynolds          | 3 de gener de 2013     |
| L'Alex convida Leonard a anar a una conferència de física però ell declina la invitació, i llavors ella li pregunta si vol sortir una nit a sopar. Malgrat no acceptar la invitació perquè està enamorat de Penny, Leonard està molt feliç per sentir-se desitjat per dues dones guapes. Sheldon no vol que l'Alex es distregui en altres assumptes que no siguin la seva feina i demana consell a Penny, Amy i Bernadette per saber què ha de fer. Tot i amagar els noms, elles noten ràpidament sobre qui està parlant, de manera que Penny s'enfada amb Leonard perquè se sent insegura. Finalment, Sheldon manté una xerrada amb l'Alex perquè reprimeixi els seus desitjos sexuals però ho fa amb un llenguatge ofensiu i ella es queixa a Recursos Humans de la universitat pel tracte rebut. - El títol es refereix a una frase del pare de Sheldon que compara les dones amb un sandvitx d'amanida d'ou perquè són molt desitjables en un breu període. |      |                                           |                                             |                 |                                                  |                        |
| |      |                                           |                                             |                 |                                                  |                        |
| 124 | 6−13 | The Bakersfield Expedition                | L'expedició a Bakersfield                   | Mark Cendrowski | Chuck Lorre, Jim Reynolds i Steve Holland        | 10 de gener de 2013    |
| Els nois assisteixen al Bakersfield Comic Con amb disfresses sobre Star Trek: La nova generació (Leonard com a Capità Jean-Luc Picard, Sheldon com a Tinent Comandant Data, Rajesh com a Tinent Worf i Howard com un borg). Durant el trajecte passen a prop de Vasquez Rocks on es van filmar algunes escenes de la sèrie i decideixen fer una parada per disfressar-se i fer-se unes fotos. Mentre es fan les fotos, uns desconeguts els roben el cotxe i han de caminar durant unes quantes hores per buscar ajuda. Per altra banda, les noies volen entendre perquè els nois troben tan interessant els còmics i visiten la botiga de l'Stuart per comprar algun còmic i llegir-lo. Després de llegir un còmic sobre Thor no troben res interessant però comencen a debatre sobre els poders màgics del martell de Thor. |      |                                           |                                             |                 |                                                  |                        |
| |      |                                           |                                             |                 |                                                  |                        |
| 125 | 6−14 | The Cooper/Kripke Inversion               | La inversió Coooper/Kripke                  | Mark Cendrowski | Chuck Lorre, Eric Kaplan i Anthony Del Broccolo  | 31 de gener de 2013    |
| En Rajesh i Howard encarreguen per Internet la fabricació d'un ninot d'acció sobre la seva imatge però les figures que reben són una estafa ja que no s'hi assemblen gaire. No obstant, decideixen gastar-se 5000$ per comprar una impressora 3D per tal de construir ells mateixos els seus ninots. En Rajesh és multimilionari però Howard gasta els diners que guanya Bernadette. Per altra banda, la universitat obliga Sheldon i en Barry Kripke a unir esforços perquè tots dos treballen en un nou reactor de fusió. Després d'intercanviar-se els treballs que havien realitzat fins al moment, descobreixen que el treball d'en Kripke és el més avançat dels dos. Malgrat que Sheldon està molt decebut, en Kripke creu que el seu baix rendiment es deu al fet que té masses relacions sexuals amb Amy i no es concentra suficient en el treball. |      |                                           |                                             |                 |                                                  |                        |
| |      |                                           |                                             |                 |                                                  |                        |
| 126 | 6−15 | The Spoiler Alert Segmentation            | La segmentació d'alerta d'spoiler           | Mark Cendrowski | Chuck Lorre, Bill Prady i Steve Holland          | 7 de febrer de 2013    |
| Leonard i Sheldon discuteixen perquè el primer està llegint un dels llibres de Harry Potter i el misteri del Príncep i Sheldon li aixafa el final. Molt enfadat, Leonard decideix marxar i anar a viure amb Penny, malgrat que ella no ho veu bé però no és capaç de dir-li. Aprofitant aquesta situació, Amy també s'ofereix com a nova companya de pis de Sheldon, que tampoc ho veu bé però no troba cap argument per contradir-la. Penny i Sheldon s'expliquen que no es troben còmodes amb aquesta situació però ambdós són incapaços de confessar-ho a les respectives parelles. Mentrestant, Bernadette i Howard viatgen a Las Vegas per assistir a una conferència i li pregunten a Rajesh si pot anar una estona a fer-li companyia a la mare de Howard. Finalment accedeix a fer-li una visita curta però hi acaba sopant i s'hi queda a dormir. L'endemà el truca Howard i quan veu que encara és a casa de la seva mare, l'avisa que marxi ràpidament sinó vol quedar-se allà atrapat. - El títol es refereix a la separació dels companys de pis a causa de l'spoiler que explica Sheldon a Leonard. |      |                                           |                                             |                 |                                                  |                        |
| |      |                                           |                                             |                 |                                                  |                        |
| 127 | 6−16 | The Tangible Affection Proof              | La prova de l'afecte tangible               | Mark Cendrowski | Chuck Lorre, Bill Prady i Steve Holland          | 14 de febrer de 2013   |
| S'acosta el dia de Sant Valentí i totes les parelles preparen una celebració especial. A Howard se li trenca el regal especial per Bernadette, i finalment acompanyen Penny i Leonard a sopar a un restaurant. Mentre estan sopant, Penny veu com un ex-xicot seu està declarant-se a la noia per la qual la va deixar, i està tota l'estona pendent d'ells deixant de banda Leonard i els seus amics. Per altra banda, Amy i Sheldon es queden a sopar a casa, i Rajesh i l'Stuart munten una festa per totes les persones que no tenen parella. |      |                                           |                                             |                 |                                                  |                        |
| |      |                                           |                                             |                 |                                                  |                        |
| 128 | 6−17 | The Monster Isolation                     | L'isoliació del monstre                     | Mark Cendrowski | Chuck Lorre, Dave Goetsch i Maria Ferrari        | 21 de febrer de 2013   |
| En Rajesh coneix una noia a la festa que organitza per Sant Valentí i se'n van a prendre un cafè, però de sobte, la noia desapareix del bar. En Rajesh entra en una profunda depressió i es tanca a casa durant molts dies. Posteriorment, la noia va a la botiga de còmics de l'Stuart i deixa una nota per Rajesh. Per altra banda, Sheldon enregistra un episodi de "Fun with Flags", aquest cop amb la col·laboració de Penny, que li explica diversos tècniques d'interpretació per millorar les seves classes. Després de la gravació, Sheldon li agraeix els consells i ella aprofita per convidar-lo a venir a un assaig de l'obra de teatre que està preparant (A Streetcar Named Desire) junt amb Amy. |      |                                           |                                             |                 |                                                  |                        |
| |      |                                           |                                             |                 |                                                  |                        |
| 129 | 6−18 | The Contractual Obligation Implementation | La implementació de l'obligació contractual | Mark Cendrowski | Chuck Lorre, Eric Kaplan i Steve Holland         | 7 de març de 2013      |
| Caltech requereix que els nois promoguin les carreres de ciències entre les dones, i decideixen anar a l'institut on va estudiar Howard per fer la primera xerrada. Tanmateix, els intents de Leonard, Sheldon i Howard no són gaire satisfactoris. En Rajesh no els acompanya perquè té una cita amb Lucy, però a causa dels respectius problemes de socialització que pateixen, van a berenar a una biblioteca i en lloc de parlar, s'escriuen missatges de text. Per altra banda, les noies decideixen anar a Disneyland i disfressar-se de princeses Disney (Ventafocs, Bella Dorment i Blancaneu). - El títol es refereix a l'obligació que tenen els nois per contracte de promocionar la ciència. |      |                                           |                                             |                 |                                                  |                        |
| |      |                                           |                                             |                 |                                                  |                        |
| 130 | 6−19 | The Closet Reconfiguration                | La reconfiguració de l'armari               | Anthony Rich    | Chuck Lorre, Jim Reynolds i Maria Ferrari        | 14 de març de 2013     |
| La Bernadette i Howard organitzen un sopar a casa seva per tota la colla. Aprofitant l'obsessió per l'organització que pateix Sheldon, li ensenyen un vestidor ben desordenat perquè l'organitzi. Durant el procés llegeix una carta del pare de Howard que li va enviar pel seu 18è aniversari però que ell no ha volgut llegir mai. Malgrat que Howard acaba cremant la carta per tal de no llegir-la, la colla enganya Sheldon perquè els expliqui el contingut de la carta, de manera que tots ho saben excepte el propi Howard. Posteriorment, Penny i Leonard organitzen un sopar formal a casa seva i tots confessen que saben el contingut de la carta. Howard s'enfada molt amb tots i abandona la festa. |      |                                           |                                             |                 |                                                  |                        |
| |      |                                           |                                             |                 |                                                  |                        |
| 131 | 6−20 | The Tenure Turbulence                     | La turbulència de la titularitat            | Mark Cendrowski | Steven Molaro, Eric Kaplan i Maria Ferrari       | 4 d'abril de 2013      |
| En Kripke informa al grup que el Professor Tupperman ha mort i que la seva plaça de titular a Caltech està lliure. Tan Leonard com Sheldon i Rajesh (i també en Kripke) estan qualificats per poder accedir a aquest lloc que els permetria tenir un lloc fix a la universitat, però han de convèncer a la Sra. Davis perquè els esculli. El problema és que ja havien tingut problemes amb ella a causa de la queixa sobre assetjament sexual a l'Alex, i intenten fer-li la pilota perquè canviï d'opinió. Tots decideixen acudir al funeral del Professor Tupperman per continuar fent la pilota a la Sra. Davis, i fins i tot Amy i Penny s'hi sumen per ajudar els respectius xicots. Malauradament, en Kripke els porta molt avantatge en aquest sentit. |      |                                           |                                             |                 |                                                  |                        |
| |      |                                           |                                             |                 |                                                  |                        |
| 132 | 6−21 | The Closure Alternative                   | L'alternativa al desenllaç                  | Mark Cendrowski | Chuck Lorre, Bill Prady i Tara Hernandez         | 25 d'abril de 2013     |
| Després de la cancel·lació de la sèrie favorita, Alphas, Sheldon comença una campanya perquè tornin a renovar la sèrie i Amy aprofita per fer-li veure que pateix una frustració amb les coses que no acaben. L'Amy dissenya uns quants experiments neurològics per ajudar a Sheldon a superar aquests trastorn. Li fa començar diverses tasques però l'interromp constantment sense que les pugui finalitzar. Per altra banda, Rajesh descobreix el blog privat de Lucy i descobreix que el troba una mica femení. Ell decideix oferir una personalitat més masculina, però Lucy s'adona que el seu comportament és fals. Leonard intenta que Penny s'enganxi a la sèrie de televisió Buffy the Vampire Slayer però ella es desanima perquè no troba cap afició que l'apassioni de veritat. |      |                                           |                                             |                 |                                                  |                        |
| |      |                                           |                                             |                 |                                                  |                        |
| 133 | 6−22 | The Proton Resurgence                     | El ressorgiment de Proton                   | Mark Cendrowski | Chuck Lorre, Jim Reynolds i Steve Holland        | 2 de maig de 2013      |
| Sheldon i el Leonard descobreixen per casualitat que el científic que presentava el seu programa de televisió favorit quan eren petits, "Professor Proton", encara realitza festes d'aniversari per nens petits, i el lloguen perquè els faci una actuació privada a casa. Tot i que troba molt estrany el comportament de Sheldon, decideix quedar-se perquè troba agradable la presència de Penny. Poc a poc descobreixen que el professor està molt desil·lusionat ja que malgrat estar doctorat en física, el món científic ja no se'l va prendre seriosament des que va realitzar el programa de televisió infantil. Tanmateix, Sheldon i Leonard li expliquen que ell va ser la seva inspiració i el responsable que ells fossin científics. Per altra banda, Howard i Bernadette han de cuidar el gos de Rajesh durant uns dies però en una passejada el perden. - Bob Newhart interpreta el Dr. Arthur "Professor Proton" Jeffries. |      |                                           |                                             |                 |                                                  |                        |
| |      |                                           |                                             |                 |                                                  |                        |
| 134 | 6−23 | The Love Spell Potential                  | El potencial de l'encanteri d'amor          | Anthony Rich    | Chuck Lorre, Jim Reynolds i Maria Ferrari        | 9 de maig de 2013      |
| Els nois es reuneixen per jugar al Dungeons & Dragons a l'apartament de Leonard i Sheldon mentre les noies van a l'aeroport per fer una petita estada a Las Vegas. Malauradament, Amy té un conflicte amb un agent de l'autoritat a l'aeroport, així que li prohibeixen viatjar en avió i tornen a casa. En Rajesh abandona la partida per sortir amb Lucy i les noies s'uneixen a la partida simplement per tirar els daus, simulant que es troben a Las Vegas. A mitja partida, Penny suggereix que els personatges d'Amy i Sheldon tinguin relacions en el joc ja que en la realitat tardarà molt a passar. L'Amy però, s'enfada i abandona la partida ben trista perquè veu que els altres es prenen la seva relació com una broma. - El títol es refereix a l'encanteri d'amor que reben els personatges d'Amy i Sheldon en la partida perquè tinguin relacions. |      |                                           |                                             |                 |                                                  |                        |
| |      |                                           |                                             |                 |                                                  |                        |
| 135 | 6−24 | The Bon Voyage Reaction                   | La reacció del bon viatge                   | Mark Cendrowski | Steven Molaro, Steve Holland i Tara Hernandez    | 16 de maig de 2013     |
| El Professor Stephen Hawking està preparant una expedició per realitzar una recerca sobre dinàmica de fluids i l'Efecte Unruh, i Howard li suggereix que Leonard és un bon candidat per formar part de l'equip. Leonard està il·lusionat amb el projecte però també preocupat perquè estarà fora durant quatre mesos al Mar del Nord i la seva relació amb Penny està en el millor moment. Sheldon està una mica gelós i intenta dissuadir-lo, però, en canvi, Penny insisteix que és una gran oportunitat per ell. Per altra banda, Rajesh proposa a Lucy que conegui els seus amics però això li provoca massa ansietat i ella només els vol conèixer un a un. La primera en conèixer és Amy ja que és la més recent a formar part de la colla, però la trobada no acaba de forma positiva. |      |                                           |                                             |                 |                                                  |                        |
| |      |                                           |                                             |                 |                                                  |                        |

## Setena temporada
| Episodi | Codi | Títol original                     | Traducció                                 | Director        | Guió                                              | Emissió original       |
| --- | ---- | ---------------------------------- | ----------------------------------------- | --------------- | ------------------------------------------------- | ---------------------- |
| |      |                                    |                                           |                 |                                                   |                        |
| 136 | 7−01 | The Hofstadter Insufficiency       | La carència de Hofstadter                 | Mark Cendrowski | Chuck Lorre, Steven Molaro i Tara Hernandez       | 26 de setembre de 2013 |
| Leonard continua a l'expedició al Mar del Nord i tan Sheldon com Penny el troben molt a faltar. Per matar el temps d'espera, els dos passen l'estona junts jugant i parlant compartint secrets. Per altra banda, Amy i Bernadette viatgen juntes a una convenció de biologia i es troben dos nois que intenten lligar amb elles. Mentrestant, Howard acompanya a Rajesh a un acte de la universitat perquè aquest conegui altres noies i oblidi la seva relació amb Lucy. |      |                                    |                                           |                 |                                                   |                        |
| |      |                                    |                                           |                 |                                                   |                        |
| 137 | 7−02 | The Deception Verification         | La verificació de la decepció             | Mark Cendrowski | Chuck Lorre, Eric Kaplan i Jim Reynolds           | 26 de setembre de 2013 |
| Leonard arriba tres més aviat del previst però ho fa d'amagat per passar aquests dies amb Penny els dos sols. Malgrat que Penny intenta mantenir això en secret, Sheldon dedueix que hi ha algú al seu pis i creu que està enganyant a el Leonard. Decideix entrar al seu pis i els descobreix junts. Malgrat que Leonard es disculpa, Sheldon s'enfada perquè ja no confia en ell i no creu res del que diu. Per altra banda, Howard està patint els efectes d'una crema de la seva mare que conté molts estrògens, de manera que té una actitud més femenina. |      |                                    |                                           |                 |                                                   |                        |
| |      |                                    |                                           |                 |                                                   |                        |
| 138 | 7−03 | The Scavenger Vortex               | El vòrtex del joc de pistes               | Mark Cendrowski | Dave Goetsch, Eric Kaplan i Steve Holland         | 3 d'octubre de 2013    |
| En Rajesh organitza un joc de pistes per tot Pasadena perquè tota la colla es diverteixi conjuntament. Les parelles es barregen entre elles a sort. Per una banda, Sheldon i Penny uneixen els seus coneixements per superar ràpidament les pistes. Leonard descobreix la vessant supercompetitiva de Bernadette i aviat apareixen les discussions. Howard i Amy, malgrat que en principi no tenien cap tret en comú, descobreixen que ambdós són seguidors del músic Neil Diamond i perden força temps cantant les seves cançons. |      |                                    |                                           |                 |                                                   |                        |
| |      |                                    |                                           |                 |                                                   |                        |
| 139 | 7−04 | The Raiders Minimization           | La minimització dels atacants             | Mark Cendrowski | Chuck Lorre, Jim Reynolds i Tara Hernandez        | 10 d'octubre de 2013   |
| Amy i Sheldon miren una de les pel·lícules predilectes d'ell, A la recerca de l'arca perduda, però ella li demostra que el paper d'Indiana Jones és totalment superflu en la sinopsi. Sobrepassat per la descoberta, Sheldon busca desesperadament algunes de les pel·lícules, sèries o llibres favorites d'Amy per poder-se venjar. Per altra banda, Penny compra per la seva classe de psicologia el llibre The Disappointing Child, escrit per la mare de Leonard. Això fa que Leonard se senti molt incòmode però alhora ho aprofita per fer pena a Penny i treure'n profit sexualment. - El títol es refereix al fet que Amy troba un gran defecte a A la recerca de l'arca perduda, una de les pel·lícules favorites de Sheldon. |      |                                    |                                           |                 |                                                   |                        |
| |      |                                    |                                           |                 |                                                   |                        |
| 140 | 7−05 | The Workplace Proximity            | La proximitat del lloc de treball         | Mark Cendrowski | Steven Molaro, Steve Holland i Maria Ferrari      | 17 d'octubre de 2013   |
| L'Amy li han ofert dur a terme un experiment a Caltech i li pregunta a Sheldon si té algun inconvenient que ambdós treballin a la mateixa universitat. Inicialment no hi posa cap pega, però canvia d'opinió després de parlar-ho amb els companys, especialment utilitzant les paraules de Howard que no podria treballar en el mateix lloc que Bernadette. Malgrat el canvi de decisió, Amy ja havia acceptat l'oferta, de manera que es veuran a la universitat, i a més, Bernadette s'enfada amb Howard després de saber el que pensa i el fa fora de casa durant uns dies. Per si no n'hi hagués prou, Sheldon deixa en evidència a Amy davant els seus nous companys. |      |                                    |                                           |                 |                                                   |                        |
| |      |                                    |                                           |                 |                                                   |                        |
| 141 | 7−06 | The Romance Resonance              | La ressonància romàntica                  | Mark Cendrowski | Eric Kaplan, Jim Reynolds i Tara Hernandez        | 24 d'octubre de 2013   |
| Sheldon ha descobert com sintetitzar un nou element superpesant estable que el fa molt famós en tota la comunitat científica. Malgrat que un altre laboratori demostra el seu descobriment, Sheldon s'adona que va cometre un error de càlcul i que pel seu èxit va tenir una mica de sort. Tot i l'èxit, ell se sent un frau i no vol rebre cap reconeixement ni adulació per part dels altres. Per altra banda, Howard ha compost una cançó per Bernadette per celebrar l'aniversari de la seva primera cita i demana als altres que l'acompanyin a cantar-la en una cita sorpresa. Penny també vol preparar quelcom romàntic per Leonard però no se'n surt. - El títol es refereix a la diferent forma que tenen les tres parelles d'expressar el seu amor. |      |                                    |                                           |                 |                                                   |                        |
| |      |                                    |                                           |                 |                                                   |                        |
| 142 | 7−07 | The Proton Displacement            | El desplaçament de Proton                 | Mark Cendrowski | Chuck Lorre, Maria Ferrari i Anthony Del Broccolo | 7 de novembre de 2013  |
| Sheldon es troba el Dr. Arthur Jeffries (Professor Proton) a la farmàcia i el presenta a Amy. Durant la conversa, Amy comprova que Sheldon és una mica molest i pesat, i quan ja són a casa, li comenta a Sheldon. El Professor Proton contacta Leonard per col·laborar en un projecte científic que ha pensat, però Sheldon es posa gelós quan descobreix que prefereix treballar amb Leonard abans que amb ell. Per aquest motiu, Sheldon contacta un altre científic de la televisió, Bill Nye. Per altra banda, Rajesh va a una trobada de les noies per fer joies mentre Howard se'n fum per la seva falta de masculinitat, però també assisteix a la trobada i esdevé el centre d'atenció quan els ensenya algunes màquines del seu laboratori que les poden ajudar a crear joies més sofisticades. - L'educador de ciència Bill Nye realitza un cameo. |      |                                    |                                           |                 |                                                   |                        |
| |      |                                    |                                           |                 |                                                   |                        |
| 143 | 7−08 | The Itchy Brain Simulation         | La simulació del cervell picant           | Mark Cendrowski | Steven Molaro, Bill Prady i Jim Reynolds          | 14 de novembre de 2013 |
| Leonard troba un DVD que hauria d'haver retornat set anys abans. Preveient que Sheldon es tornarà boig en assabentar-se'n, el convenç perquè resti calmat a canvi de prometre que ell mateix el tornarà, pagarà el recàrrec i vestirà un jersei vell, molt lleig i que causa molta picor a la pell. Malauradament, Leonard no sap que el videoclub va tancar fa temps i no podrà retornar el DVD. Per altra banda, Penny troba Lucy, ex-xicota de Rajesh, i li toca el crostó perquè va tallar la relació via e-mail. - El títol es refereix al fet que Leonard ha de vestir un jersei que causa picor a la pell simulant la sensació que sent Sheldon de cervell «picant» que s'enfronta a una situació no resolta. |      |                                    |                                           |                 |                                                   |                        |
| |      |                                    |                                           |                 |                                                   |                        |
| 144 | 7−09 | The Thanksgiving Decoupling        | La separació del Dia d'acció de gràcies   | Mark Cendrowski | Eric Kaplan, Steve Holland i Maria Ferrari        | 21 de novembre de 2013 |
| Howard convida tothom a celebrar el Dia d'acció de gràcies a casa la seva mare i també convida el seu sogre. Malauradament la seva mare es posa malalta i Rajesh, Bernadette i Amy s'encarreguen de fer el dinar. Penny menciona que fa uns anys va celebrar aquest dia a Las Vegas amb el seu ex-xicot Zack. Allà van celebrar un casament pensant que era de broma però fou totalment legal i està realment casada amb en Zack. Penny convida en Zack al dinar per així signar l'anul·lació del matrimoni. Per altra banda, Howard intenta caure bé al seu sogre sense sort, a més, Sheldon demostra els seus coneixements de futbol americà i ràpidament li cau bé al sogre de Howard, de manera que comencen a parlar i a beure cervesa. |      |                                    |                                           |                 |                                                   |                        |
| |      |                                    |                                           |                 |                                                   |                        |
| 145 | 7−10 | The Discovery Dissipation          | La dissipació del descobriment            | Mark Cendrowski | Eric Kaplan, Jim Reynolds i Maria Ferrari         | 5 de desembre de 2013  |
| Malgrat que Sheldon està avergonyit per com va aconseguir descobrir un element superpesant estable, ha d'assistir a una entrevista del programa Science Friday d'Ira Flatow per explicar el seu descobriment i que va ser a causa d'un error. L'Amy contacta amb en Wil Wheaton perquè l'animi a superar la fama no volguda. Leonard investiga el seu descobriment i refuta l'existència de l'element pesat. Això encara enfada més Sheldon perquè ara s'ha de retractar i serà la riota de tothom. Per altra banda, mentre fumiguen el pis de Rajesh, passa una setmana a casa de Howard i Bernadette junt al seu gos. La seva amabilitat amb la parella provoca que apareguin totes les deficiències que té la relació entre els dos casats i discuteixen sovint. - El periodista científic Ira Flatow realitza un cameo. |      |                                    |                                           |                 |                                                   |                        |
| |      |                                    |                                           |                 |                                                   |                        |
| 146 | 7−11 | The Cooper Extraction              | L'extracció de Cooper                     | Mark Cendrowski | Steven Molaro, Eric Kaplan i Maria Ferrari        | 12 de desembre de 2013 |
| Sheldon torna a Texas per assistir al part natural de la seva germana. Durant el procés truca per actualitzar l'estat del part i també aprofita per comentar el seu malestar per haver estat obligat a assistir al part. Mentrestant, tota la colla aprofita l'absència de Sheldon per decorar el pis sense les seves estrictes normes. També aprofiten per riure's una mica del seu caràcter però Amy assenyala que sense Sheldon, la majoria d'ells ni tan sols es coneixerien, especialment amb les noies, i comencen a imaginar com serien les seves vides si no hi hagués hagut Sheldon. |      |                                    |                                           |                 |                                                   |                        |
| |      |                                    |                                           |                 |                                                   |                        |
| 147 | 7−12 | The Hesitation Ramification        | La ramificació de la vacil·lació          | Mark Cendrowski | Dave Goetsch, Jim Reynolds i Tara Hernandez       | 2 de gener de 2014     |
| Penny està eufòrica perquè ha aconseguit un paper menor en una gran sèrie de televisió, NCIS, però queda molt decebuda quan veu que han tallat la seva escena. A més, Leonard intenta animar-la però aconsegueix l'efecte contrari. En un nou intent per animar-la, Leonard li aconsegueix una audició per una nova pel·lícula de Star Wars. Molt desanimada i una mica borratxa, Penny es declara davant Leonard i li demana per casar-se, però Leonard no sap què respondre davant la sorpresa. Per altra banda, Sheldon intenta desenvolupar una teoria universal sobre l'humor ja que veu que ningú entén el seu sentit de l'humor i ningú el troba divertit. |      |                                    |                                           |                 |                                                   |                        |
| |      |                                    |                                           |                 |                                                   |                        |
| 148 | 7−13 | The Occupation Recalibration       | La recalibració del treball               | Mark Cendrowski | Eric Kaplan, Maria Ferrari i Tara Hernandez       | 9 de gener de 2014     |
| Penny abandona la seva feina al Cheesecake Factory per dedicar-se amb cos i ànima a la seva carrera com a actriu. Leonard li dona suport però no està gaire entusiasmat amb la idea que no tingui feina per pagar totes les seves despeses. Mentrestant, han forçat Sheldon a prendre's uns dies de vacances malgrat que ell hi està totalment en desacord perquè vol seguir treballant. Aprofitant el seu temps lliure, acompanya a Penny en les diverses activitats que fa. Per altra banda, Amy rep cada dia una pedra preciosa d'en Bert, un geòleg de la Universitat, i Howard i Rajesh li fan veure que aquest noi vol sortir amb ella. - El títol fa referència a la decisió que ha pres Penny de dedicar-se totalment a la seva carrera d'actriu. |      |                                    |                                           |                 |                                                   |                        |
| |      |                                    |                                           |                 |                                                   |                        |
| 149 | 7−14 | The Convention Conundrum           | L'enigma de la convenció                  | Mark Cendrowski | Eric Kaplan, Jim Reynolds i Adam Faberman         | 30 de gener de 2014    |
| Després que els nois no hagin aconseguit entrades per la Comic-Con, Sheldon decideix crear la seva pròpia convenció sobre còmics. Després de contactar amb diverses estrelles del món dels còmics que refusen assistir als debats que munta, cerca l'actor James Earl Jones, veu de doblatge de Darth Vader en anglès. A diferència dels altres famosos, Jones està encantat de parlar amb ell sobre La guerra de les galàxies i passen tota la nit xerrant. Els altres nois decideixen buscar entrades a la revenda malgrat que no les tenen totes perquè cometran un delicte. - Els actors James Earl Jones i Carrie Fisher s'interpreten a si mateixos. - El títol es refereix al problema de com aconseguir entrades per assistir a la Comic-Con. - L'actriu Kaley Cuoco apareix en els crèdit per primera vegada com a Kaley Cuoco-Sweeting degut al seu casament amb Ryan Sweeting. |      |                                    |                                           |                 |                                                   |                        |
| |      |                                    |                                           |                 |                                                   |                        |
| 150 | 7−15 | The Locomotive Manipulation        | La manipulació de la locomotora           | Mark Cendrowski | Jim Reynolds, Steve Holland i Tara Hernandez      | 6 de febrer de 2014    |
| És Sant Valentí i Amy ha planejat una velada romàntica amb tots els detalls perquè Sheldon no pugui rebutjar la invitació, aniran a sopar amb Howard i Bernadette en un tren antic i dormiran a vall de Napa. Durant el sopar, Sheldon coneix un altre fanàtic dels trens i ensorra els plans d'Amy perquè prefereix parlar amb el seu nou amic en lloc d'estar amb ells. Mentre discuteixen sobre el que ha passat, Sheldon besa Amy i s'adona que li agrada aquesta sensació. Per altra banda, Leonard i Penny cuiden el gos de Rajesh durant la nit però resulta que es menja els bombons que Penny havia regalat a Leonard i l'han de portar al veterinari. |      |                                    |                                           |                 |                                                   |                        |
| |      |                                    |                                           |                 |                                                   |                        |
| 151 | 7−16 | The Table Polarization             | La polarització de la taula               | Gay Linvill     | Steven Molaro, Maria Ferrari i Tara Hernandez     | 27 de febrer de 2014   |
| Penny i Leonard decideixen comprar una taula grossa per l'apartament de Leonard i Sheldon per evitar que algú hagi d'asseure's a terra quan sopa tota la colla. Sheldon s'oposa a la compra i comencen discutir que Penny ha canviat el caràcter de Leonard, però Penny li fa veure que això és normal en una relació i que fins i tot ell ha canviat d'ençà que va començar a sortir amb Amy. Sheldon s'adona que és veritat i vol tallar amb Amy, però el manipula per fer-li creure que Leonard li ha fet pensar això perquè s'oblidi de la nova taula. Per altra banda, Howard accepta la proposta de la NASA per tal de tornar a l'Estació Espacial Internacional perquè no recorda tot el que va patir en el primer viatge. |      |                                    |                                           |                 |                                                   |                        |
| |      |                                    |                                           |                 |                                                   |                        |
| 152 | 7−17 | The Friendship Turbulence          | La turbulència de l'amistat               | Mark Cendrowski | Steven Molaro, Eric Kaplan i Tara Hernandez       | 6 de març de 2014      |
| Durant un sopar de la colla, Penny explica que ha rebutjat un paper en un film molt dolent però Leonard s'enfada perquè considera que no pot rebutjar papers tenint en compte que no té cap més ingrés. A més, el seu cotxe s'espatlla i no pot assistir a més audicions, així que considera recuperar la seva antiga feina. Per altra banda, després d'un nou enfrontament dialèctic entre Howard i Sheldon, Bernadette li pregunta a què es deu aquest menyspreu constant al seu home. Després de comprovar que fou Howard el primer en menystenir Sheldon, Howard el convida a acompanyar-lo en un viatge a Houston perquè així pugui veure la seva mare i per fer una visita a la NASA mentre tornen a ser amics. - El títol fa referència als problemes que pateix l'amistat entre Sheldon i Howard, i a les turbulències que pateixen durant el viatge d'avió que els fa tornar a respectar-se mútuament.                                                                                               |      |                                    |                                           |                 |                                                   |                        |
| |      |                                    |                                           |                 |                                                   |                        |
| 153 | 7−18 | The Mommy Observation              | L'observació de la mama                   | Mark Cendrowski | Jim Reynolds, Steve Holland i Maria Ferrari       | 13 de març de 2014     |
| Encara a Houston, Sheldon i Howard visiten la mare de Sheldon per sorpresa, però per la finestra veuen que jeu amb un home al menjador. Totalment descol·locats, tornen més tard per discutir amb la seva mare, però ella el castiga a l'habitació pel seu llenguatge. Howard parla amb ell per aconsellar-lo perquè deixi que la seva mare refaci la seva vida sentimental i així sigui feliç. La resta de la colla participa en una nova edició del joc de pistes organitzat per Rajesh malgrat que molts no hi volen jugar. |      |                                    |                                           |                 |                                                   |                        |
| |      |                                    |                                           |                 |                                                   |                        |
| 154 | 7−19 | The Indecision Amalgamation        | La combinació d'indecisions               | Anthony Rich    | Bill Prady, Eric Kaplan i Jim Reynolds            | 3 d'abril de 2014      |
| Rajesh té l'oportunitat de sortir amb l'Emily i Lucy, la seva ex-xicota, però no és capaç de decidir amb quina de les dues sortir. Per altra banda, Penny ha de decidir si acceptar un paper en una horrible pel·lícula de terror, Serial Apist 2, que no li aportarà gaire a la seva carrera interpretativa però li permetrà guanyar algun sou. Sheldon vol comprar-se una nova consola de videojocs però no sap si comprar una PlayStation 4 o una Xbox One. Penny parla amb Wil Wheaton perquè l'ajudi a decidir. Rajesh té una cita amb l'Emily però ella li permet sortir amb algú altra persona. |      |                                    |                                           |                 |                                                   |                        |
| |      |                                    |                                           |                 |                                                   |                        |
| 155 | 7−20 | The Relationship Diremption        | El diriment de la relació                 | Mark Cendrowski | Steven Molaro, Bill Prady i Jim Reynolds          | 10 d'abril de 2014     |
| Howard i Rajesh organitzen una cita doble per així conèixer Emily, la nova xicota de Rajesh. Quan es troben al restaurant, Howard recorda que va tenir una cita a cegues amb l'Emily fa uns anys, però aquesta va acabar de forma desafortunada per culpa seva. Per altra banda, degut als darrers descobriments sobre la teoria del big-bang, Sheldon comença a creure que malgasta la seva vida intentant demostrar la Teoria de cordes. Gràcies al consell de Penny, decideix posar punt final a la seva cerca i triar un nou camp d'estudi. - El títol es refereix al fet que Sheldon vol abandonar la recerca sobre la teoria de cordes perquè no li reïx provar-la. |      |                                    |                                           |                 |                                                   |                        |
| |      |                                    |                                           |                 |                                                   |                        |
| 156 | 7−21 | The Anything Can Happen Recurrence | La recurrència del que pot passar quelcom | Mark Cendrowski | Steven Molaro, Eric Kaplan i Adam Faberman        | 24 d'abril de 2014     |
| Per tal de trobar noves idees a les quals dedicar la seva recerca, Sheldon reinstaura el «dijous que pot passar qualsevol cosa» i junt amb Leonard i Penny surten a cercar un nou restaurant. Mentre volten per la ciutat troben Bernadette i Amy sopant juntes quan els havien dit que estarien treballant i malalta respectivament. Els han mentit perquè Penny i Sheldon són molt pesats, ella amb la nova pel·lícula i ell en la cerca de nous camps a estudiar. Després de discutir, Sheldon i Penny sopen junts i Leonard es queda amb les noies. Com a venjança, Penny explica a Howard ja que també estava enganyat. Per altra banda, Howard i Rajesh miren un film de terror per preparar una cita qu Rajesh té amb Emily per mirar aquesta pel·lícula. |      |                                    |                                           |                 |                                                   |                        |
| |      |                                    |                                           |                 |                                                   |                        |
| 157 | 7−22 | The Proton Transmogrification      | La transformació de Proton                | Mark Cendrowski | Jim Reynolds, Maria Ferrari i Jeremy Howe         | 1 de maig de 2014      |
| Els nois planegen veure les sis pel·lícules de la saga de la Guerra de les galàxies pel Dia de la guerra de les galàxies però reben la trista notícia que l'Arthur Jeffries (Professor Proton) ha mort, i l'enterraran aquest dia. Leonard assisteix al funeral acompanyat de Penny mentre la resta segueix amb el pla que tenien. Durant la marató de pel·lícules, Sheldon comença a sentir-se trist i decideix tancar-se a l'habitació, on s'adorm i somia que Arthur se li apareix per aconsellar-lo sobre què fer en la vida. Amy i Bernadette fan un pastís en forma d'Estrella de la Mort per commemorar aquest dia. - El títol fa referència a la mort del Professor Proton que apareix a Sheldon vestit de Mestre Jedi. |      |                                    |                                           |                 |                                                   |                        |
| |      |                                    |                                           |                 |                                                   |                        |
| 158 | 7−23 | The Gorilla Dissolution            | La dissolució del goril·la                | Peter Chakos    | Chuck Lorre, Jim Reynolds i Jeremy Howe           | 8 de maig de 2014      |
| Leonard visita el set de gravació de la pel·lícula on actua Penny, però ella té una discussió amb el director, i tant ella com Wil Wheaton són acomiadats. Penny està decebuda i molt preocupada perquè la seva carrera com a actriu no millora, així que decideix prendre un bona decisió per la seva vida, i proposa a Leonard de casar-se. Per altra banda, Sheldon i Rajesh van al cinema i s'hi troben amb Emily, que hi va amb un altre home. Posteriorment es troben i parlen sobre el futur de la seva relació. Mentrestant, la mare d'Howard es trenca una cama i junts amb Bernadette, intenten cuidar-la mentre està de baixa. - El títol fa referència al fet que Penny i Wil són acomiadats de la penosa pel·lícula de terror sobre un goril·la. |      |                                    |                                           |                 |                                                   |                        |
| |      |                                    |                                           |                 |                                                   |                        |
| 159 | 7−24 | The Status Quo Combustion          | La combustió de l'statu quo               | Mark Cendrowski | Eric Kaplan, Jim Reynolds i Jeremy Howe           | 15 de maig de 2014     |
| Penny i Leonard comuniquen als seus amics que estan promesos, i Rajesh n'aprofita també per explicar que ha fornicat amb l'Emily. Per altra banda, Sheldon està enfadat perquè la universitat l'obliga a continuar fent recerca sobre la teoria de cordes malgrat que vulgui canviar de camp, i pensa renunciar. El malestar empitjora quan Leonard li explica que cohabitarà amb Penny quan es casin i que haurà de canviar de company de pis. Aprofitant l'ocasió, Amy també li proposa anar a viure junts. Per acabar-ho d'adobar, hi ha hagut un incendi a la botiga de còmics de Stuart que ha quedat tota destrossada. Sheldon no està preparat per tants canvis alhora i decideix anar-se'n de Pasadena per descobrir què vol realment. Per altra banda, totes les infermeres que Bernadette i Howard contracten per cuidar la seva mare no aguanten ni un dia, i ja no saben què fer. - El títol fa referència a tots els canvis que es produeixen en la vida de Sheldon i que trencaran l'statu quo. |      |                                    |                                           |                 |                                                   |                        |
| |      |                                    |                                           |                 |                                                   |                        |

## Vuitena temporada
| Episodi | Codi | Títol original                    | Traducció                               | Director        | Guió                                                      | Emissió original       |
| --- | ---- | --------------------------------- | --------------------------------------- | --------------- | --------------------------------------------------------- | ---------------------- |
| |      |                                   |                                         |                 |                                                           |                        |
| 160 | 8−01 | The Locomotion Interruption       | La interrupció de la locomoció          | Mark Cendrowski | Jim Reynolds, Maria Ferrari i Tara Hernandez              | 22 de setembre de 2014 |
| Quaranta cinc dies després d'haver abandonat Pasadena per viatjar per tot el país, Sheldon apareix en una estació de tren d'un poblet d'Arizona mig nu perquè li han robat totes les pertinences. Apunt de ser arrestat, truca Leonard perquè el vingui a cercar. Per altra banda, Bernadette ha aconseguit que entrevistessin Penny a la farmacèutica on treballa per ser comercial, però ella no se sent preparada i se'n va a mitja entrevista. Mentrestant Howard i Rajesh van a casa la mare del primer perquè comença a sospitar de la relació que hi ha entre la seva mare i Stuart, que la cuida mentre està malalta. |      |                                   |                                         |                 |                                                           |                        |
| |      |                                   |                                         |                 |                                                           |                        |
| 161 | 8−02 | The Junior Professor Solution     | La solució del professor júnior         | Mark Cendrowski | Steven Molaro, Eric Kaplan i Steve Holland                | 22 de setembre de 2014 |
| Sheldon torna a la universitat i per poder canviar de camp de recerca li proposen que doni classes com a professor júnior. Malgrat que no li engresca la idea, accepta per tal de tenir llibertat per poder escollir els seus nous objectius, però resulta que ningú s'apunta a la seva classe a causa de la seva reputació. En veure això, Howard decideix apuntar-se a la classe per tal d'obtenir el doctorat que li falta. Com que Sheldon intenta humiliar-lo contínuament, Howard decideix ser un mal estudiant i molestar-lo. Per altra banda, Penny ha aconseguit la feina a la farmacèutica on trebalBernadette però està a sobre seu perquè s'hi impliqui més, de manera que apareix certa tensió entre ambdues. Això provoca que cada un queda amb Amy a soles per tal no veure's, i a Amy li encanta la situació perquè se sent important. |      |                                   |                                         |                 |                                                           |                        |
| |      |                                   |                                         |                 |                                                           |                        |
| 162 | 8−03 | The First Pitch Insufficiency     | La insuficiència del llançament d'honor | Mark Cendrowski | Chuck Lorre, Jim Reynolds i Anthony Del Broccolo          | 29 de setembre de 2014 |
| Howard accepta l'oferiment de fer el llançament d'honor en un partit dels Los Angeles Angels of Anaheim per celebrar el Dia de l'Espai. Malgrat l'ajuda de Bernadette i Rajesh, no li reïx llançar la pilota amb prou força mentre s'entrena i no sap què fer. Per altra banda, Sheldon i Amy tenen una cita acompanyats de Leonard i Penny. Durant la conversa, Sheldon els explica que la seva relació amb Amy és científicament més sòlida. Els altres, desconcertats per aquesta afirmació, acaben discutint perquè afloren les seves pors pel futur casament. |      |                                   |                                         |                 |                                                           |                        |
| |      |                                   |                                         |                 |                                                           |                        |
| 163 | 8−04 | The Hook-up Reverberation         | La reverberació de l'embolic            | Mark Cendrowski | Steve Holland, Maria Ferrari i Tara Hernandez             | 6 d'octubre de 2014    |
| Rajesh presenta l'Emily a tota la colla, i aprofitant que és metgessa, Penny li proposa practicar per ser comercial farmacèutica. Durant la conversa, Penny sent que Emily és poc receptiva amb ella i, finalment, confessa que no se sent còmode perquè es va embolicar amb Rajesh fa uns anys. Per altra banda, com que Stuart no ha obtingut prou diners de l'assegurança per refer la botiga de còmics, els quatre nois decideixen invertir conjuntament en la reconstrucció. - El títol fa referència a l'embolic que van tenir Rajesh i Penny una nit quan estaven borratxos ambdós. |      |                                   |                                         |                 |                                                           |                        |
| |      |                                   |                                         |                 |                                                           |                        |
| 164 | 8−05 | The Focus Attenuation             | L'atenuació del focus                   | Mark Cendrowski | Jim Reynolds, Maria Ferrari i Adam Faberman               | 13 d'octubre de 2014   |
| Sheldon fa veure als seus amics que cap d'ells ha inventat res d'importància des que tenen xicota, així que planegen un cap de setmana de pluja d'idees. En conèixer la notícia, les noies decideixen passar el cap de setmana a Las Vegas. El nois comencen la reunió repassant les idees que havien tingut en les anteriors trobades però descobreixen que totes estan relacionades amb robots que simulen xicotes, i decideixen inspirar-se en Retorn al futur 2 per trobar invents futuristes. Malauradament es distreuen amb altres pel·lícules i vídeos d'internet. Mentrestant a Las Vegas, Amy i Bernadette s'emborratxen juntes perquè Penny s'ha de quedar a l'habitació per estudiar el temari ja que el seu cap li ha traslladat la reunió al dilluns. |      |                                   |                                         |                 |                                                           |                        |
| |      |                                   |                                         |                 |                                                           |                        |
| 165 | 8−06 | The Expedition Approximation      | L'aproximació de l'expedició            | Mark Cendrowski | Steven Molaro, Dave Goetsch i Tara Hernandez              | 20 d'octubre de 2014   |
| Ara que ha aconseguit un cotxe d'empresa, Penny decideix vendre el cotxe que li va regalar Leonard per tornar-li els diners, però entren en conflicte sobre com gestionar els diners ara que estan promesos i ambdós cobren un sou. Per tal solucionar els dubtes que tenen sobre l'economia familiar, decideixen consultar amb Howard i Bernadette. Per altra banda, Rajesh i Sheldon tenen l'oportunitat d'estudiar la matèria fosca participant en un projecte experimental que es realitzarà en una mina de sal. Per tal de comprovar si estan preparats per suportar les condicions que es presentaran dins una mina, decideixen passar diverses hores en un túnel de canonades de vapor que hi ha al soterrani de la universitat. - El títol es refereix a la simulació de condicions ambientals d'una mina de sal que realitzen Sheldon i Rajesh. |      |                                   |                                         |                 |                                                           |                        |
| |      |                                   |                                         |                 |                                                           |                        |
| 166 | 8−07 | The Misinterpretation Agitation   | L'agitació de la mala interpretació     | Mark Cendrowski | Chuck Lorre, Eric Kaplan i Jim Reynolds                   | 30 d'octubre de 2014   |
| Quan Penny visita el met Lorvis com a representant farmacèutica, aquest va mal interpretar el flirteig de Penny per vendre-li diverses medicines, i decideix visitar-la al seu pis per iniciar una relació amorosa. No hi és i Leonard explica al Dr. Lorvis que estan promesos. Després de la decepció, els nois el conviden a casa seva i ell els explica que és uròleg de diverses estrelles mundials. Gràcies a l'amabilitat i a l'interès que mostren els nois, els convida al seu pis on té un petit museu geek. Per altra banda, Bernadette ha estat triada com una de les cinquanta científiques més boniques de Califòrnia per un article d'una revista. Malauradament, la revista acaba cancel·lant l'article degut a les crítiques que ha rebut per aquesta iniciativa. - Billy Bob Thornton interpreta el Dr. Oliver Lorvis. |      |                                   |                                         |                 |                                                           |                        |
| |      |                                   |                                         |                 |                                                           |                        |
| 167 | 8−08 | The Prom Equivalency              | L'equivalència del ball de graduació    | Mark Cendrowski | Jim Reynolds, Steve Holland i Jeremy Howe                 | 6 de novembre de 2014  |
| Les noies decideixen muntar un nou ball de graduació al terrat ja que tan Bernadette com Amy no van gaudir del seu a l'institut. Sheldon accepta anar el ball però el preocupa la pressió social pel que pugui passar després del ball amb Amy i agafa un atac de pànic. Per acabar de complicar la preocupació que Howard sent per la relació de Stuart amb la seva mare, Stuart porta al ball la cosina de segon grau d'Howard, Jeanie, amb qui va perdre la virginitat quan era adolescent. L'Emily revela que adora les versions fosques dels contes de fades, fet que Bernadette troba molt inquietant. |      |                                   |                                         |                 |                                                           |                        |
| |      |                                   |                                         |                 |                                                           |                        |
| 168 | 8−09 | The Septum Deviation              | La desviació del septe nasal            | Anthony Rich    | Jim Steven Molaro, Bill Prady i Maria Ferrari             | 13 de novembre de 2014 |
| Leonard anuncia que s'ha d'operar el septe nasal perquè el té desviat i li ocasiona problemes respiratoris. Sheldon no vol que s'operi perquè creu que comporta molts riscs i fins i tot calcula diverses probabilitats que mori si s'opera. Leonard no li fa cas i secretament va a l'hospital amb Penny per evitar Sheldon. Mentrestant, Rajesh s'adona que els seus pares s'han separat, malgrat que feia molt temps que no es podien ni veure. Bernadette i Howard parlen sobre com poden evitar que els passi el mateix amb el pas del temps. - Al final de l'episodi es va mostrar una imatge de Carol Ann Susi, veu de la senyora Wolowitz, per commemorar la seva mort aquella setmana. |      |                                   |                                         |                 |                                                           |                        |
| |      |                                   |                                         |                 |                                                           |                        |
| 169 | 8−10 | The Champagne Reflection          | La reflexió del xampany                 | Mark Cendrowski | Steven Molaro, Tara Hernandez i David Saltzberg           | 20 de novembre de 2014 |
| Leonard, Rajesh i Howard netegen l'oficina del difunt professor Roger Abbot i hi troben una ampolla de xampany amb una nota indicant que sigui oberta per celebrar un descobriment científic important. Revisant les anotacions d'Abbot s'adonen que no tots els científics aconsegueixen una fita important i decideixen endur-se l'ampolla per obrir-la quan algun d'ells faci algun descobriment important. Mentrestant, Sheldon prepara el seu darrer episodi de Fun with Flags i recorda els moments més destacats de tota la sèrie d'episodis. Penny i Bernadette acudeixen a un banquet que organitza l'empresa farmacèutica on treballen. |      |                                   |                                         |                 |                                                           |                        |
| |      |                                   |                                         |                 |                                                           |                        |
| 170 | 8−11 | The Clean Room Infiltration       | La infiltració a la sala blanca         | Mark Cendrowski | Maria Ferrari, Tara Hernandez i Jeremy Howe               | 11 de desembre de 2014 |
| Rajesh es veu incapaç d'organitzar el sopar de Nadal perquè el seu pare pateix una depressió pel divorci i l'ha vingut a visitar. Amy decideix prendre el relleu i organitzar un sopar en estil victorià. Sheldon decideix sorprendre Amy amb un regal malgrat que van acordar no fer-se regals per Nadal i amb la intenció de fer-la sentir culpable. Per altra banda, Leonard i Howard treballen en una sala blanca quan s'hi cola un colom perquè s'han deixat una porta oberta. Enlloc de comunicar el desastre que han provocat, intenten fer fora el colom però no ho aconsegueixen i fan venir Rajesh perquè els ajudi. |      |                                   |                                         |                 |                                                           |                        |
| |      |                                   |                                         |                 |                                                           |                        |
| 171 | 8−12 | The Space Probe Disintegration    | La desintegració de la sonda espacial   | Mark Cendrowski | Bill Prady, Eric Kaplan i Jim Reynolds                    | 8 de gener de 2015     |
| Sheldon i Leonard estan contents per jugar una partida d'un joc de taula amb les seves xicotes però elles comencen a estar fartes de fer sempre el que volen ells. Per solucionar-ho, suggereixen fer alguna activitat que agradi a les noies i els nois detestin, i finalment accedeixen a anar de compres. Mentre estan en una botiga esperant que les noies es provin la roba, els nois es recriminen mútuament les dificultats de compartir pis pel que han de suportar un de l'altre, com per exemple, que Leonard no pot anar a viure amb Penny malgrat que estan promesos per culpa de Sheldon. Finalment es reconcilien i proposen que Leonard faci un trasllat gradual al pis de Penny, començant per una nit. Per altra banda, Rajesh està neguitós perquè la sonda espacial New Horizons que van llançar fa nou anys està apunt d'activar-se. Per calmar el seu estat d'ànim, decideix anar a un temple hindú acompanyat de Howard.                                                                                 |      |                                   |                                         |                 |                                                           |                        |
| |      |                                   |                                         |                 |                                                           |                        |
| 172 | 8−13 | The Anxiety Optimization          | L'optimització de l'ansietat            | Mark Cendrowski | Eric Kaplan, Maria Ferrari i Adam Faberman                | 29 de gener de 2015    |
| Sheldon ha començat a fer recerca sobre la desintegració del protó però no li arriba la inspiració, i motivat per la rutina de treball que té Penny fent fitness, decideix provocar-se un cert grau d'ansietat mentre treballa per obtenir resultats millors. A mesura que passen les hores comença a presentar símptomes de cansament i a tenir al·lucinacions. Fins i tot Amy el fa fora de casa perquè està tota l'estona centrat en la recerca en lloc de tenir una cita. Per altra banda, Howard ha inventat un joc sobre Rajesh titulat «Emily o Canela» en el qual cita frases que ha dit el mateix Rajesh i la resta han d'endevinar si van dirigides a la seva xicota Emily o a la seva gossa Canela. |      |                                   |                                         |                 |                                                           |                        |
| |      |                                   |                                         |                 |                                                           |                        |
| 173 | 8−14 | The Troll Manifestation           | La manifestació del trol                | Mark Cendrowski | Steven Molaro, Eric Kaplan i Tara Hernandez               | 5 de febrer de 2015    |
| Leonard té una revelació sobre l'heli superfluid i la presenta a Sheldon perquè l'aprovi. Aquest li dona el vist i plau i escriu un article sobre el treball per presentar-lo a la comunitat científica. La majoria el valora positivament excepte per un trol que els menysté i els provoca. Malgrat la por inicial, decideixen enfrontar-se i el repten. Per altra banda, la noies passen una vetllada a casa de Penny però comencen a retreure's fets que les fan avergonyir com la pel·lícula que va filmar Penny fent de goril·la, un vídeo de Bernadette en un concurs de bellesa o una fanficció basat en Little House on the Prairie que escriu Amy sobre Sheldon i ella mateixa. |      |                                   |                                         |                 |                                                           |                        |
| |      |                                   |                                         |                 |                                                           |                        |
| 174 | 8−15 | The Comic Book Store Regeneration | La regeneració de la botiga de còmics   | Mark Cendrowski | Jim Reynolds, Maria Ferrari i Jeremy Howe                 | 19 de febrer de 2015   |
| Sheldon està enfadat amb Amy perquè ajuda Kripke en la recerca sobre la teoria de cordes quan no l'havia ajudat mai a ell. Després de demanar consell a Penny, aquest li explica que Amy ha experimentat amb ella i Leonard amb petites proves i comparant els resultats amb els seus ximpanzés. Per altra banda, Leonard i Rajesh es troben amb el famós actor Nathan Fillion en un bar però ell nega ser l'actor perquè el deixin tranquil. Mentrestant, Stuard ha reobert la botiga de còmics però resultat que ha utilitzat mobiliari de la casa de la mare d'Howard. - Nathan Fillion s'interpreta a si mateix. |      |                                   |                                         |                 |                                                           |                        |
| |      |                                   |                                         |                 |                                                           |                        |
| 175 | 8−16 | The Intimacy Acceleration         | L'acceleració de la intimitat           | Mark Cendrowski | Dave Goetsch, Eric Kaplan i Tara Hernandez                | 26 de febrer de 2015   |
| Amy ha llegit sobre un experiment on dues persones s'enamoren després de fer-se diverses preguntes personals i mirar-se mútuament als ulls durant quatre minuts. Ni Sheldon ni Penny es creuen els resultats de l'experiment, així que decideixen comprovar-lo ells mateixos. Per altra banda, Howard i Bernadette són a l'aeroport en tornar d'un viatge cap Florida per recollir les restes de la seva mare, però la companyia aèria ha perdut l'urna que contenia les cendres. Mentrestant, els altres van a una atracció on han de resoldre diversos enigmes per sortir d'una habitació a la qual estan tancats. |      |                                   |                                         |                 |                                                           |                        |
| |      |                                   |                                         |                 |                                                           |                        |
| 176 | 8−17 | The Colonization Application      | La sol·licitud de colonització          | Mark Cendrowski | Dave Goetsch, Jim Reynolds i Tara Hernandez               | 5 de març de 2015      |
| Amy i Sheldon decideixen fer un pas endavant en la seva relació i compren una tortuga com a mascota per cuidar-la junts. Tot canvia quan Amy s'assabenta que Sheldon ha omplert una sol·licitud per formar part de l'equip de Mars One que colonitzarà Mart quan sigui possible, i no li ha consultat abans de prendre la decisió. Mentrestant, Leonard compra una joc sexual amb pintura corporal per jugar amb Penny, però no estan contents amb el resultat final de l'experimentació. Per la seva part, Rajesh és a casa d'Emily però l'ha de deixar sol una estona per una urgència i ell comença a tafanejar fins que trenca un calaix de la seva habitació. - Al final de l'episodi es va mostrar una imatge de Leonard Nimoy per commemorar la seva mort la setmana anterior. |      |                                   |                                         |                 |                                                           |                        |
| |      |                                   |                                         |                 |                                                           |                        |
| 177 | 8−18 | The Leftover Thermalization       | La termalització sobrant                | Mark Cendrowski | Steven Molaro, Maria Ferrari i Jeremy Howe                | 12 de març de 2015     |
| La revista científica Scientific American ha escrit un article sobre el treball de Leonard i Sheldon però no mencionen el nom de Leonard. Per altra banda, Howard, Rajesh, Bernadette i Stuart van a casa la mare d'Howard per destriar les possessions a guardar i a tirar a les escombraries. Malauradament s'ha tallat la llum i per evitar que tot el menjar congelat es faci malbé, munten un últim sopar per tota la colla. Enmig del sopar, Leonard i Sheldon tornen a discutir sobre l'article publicat. - El títol es refereix a tot el menjar que es farà malbé a causa del tall d'electricitat. |      |                                   |                                         |                 |                                                           |                        |
| |      |                                   |                                         |                 |                                                           |                        |
| 178 | 8−19 | The Skywalker Incursion           | La incursió de Skywalker                | Mark Cendrowski | Jim Reynolds, Tara Hernandez i Jeremy Howe                | 2 d'abril de 2015      |
| Sheldon i Leonard van a la Universitat de Califòrnia a Berkeley per donar una conferència sobre l'article científic que van escriure. De camí s'adonen que passaran prop del Skywalker Ranch, i Sheldon proposa anar-hi per conèixer George Lucas. Com que no els deixen passar a l'interior, Sheldon decideix escapar-se per entrar-hi, però els guardes de seguretat l'ataquen amb una arma d'electroxoc per immobilitzar-lo. Per altra banda, la resta van a casa de la mare d'Howard per netejar el garatge. Hi troben una rèplica d'una TARDIS de Doctor Who, la qual Howard vol emportar-se a casa però Bernadette se'n vol desfer. Per resoldre el problema decideixen jugar-s'ho a una partida de tennis taula aprofitant que també n'hi ha una al garatge. - El títol es refereix a la intrusió de Sheldon a Skywalker Ranch. |      |                                   |                                         |                 |                                                           |                        |
| |      |                                   |                                         |                 |                                                           |                        |
| 179 | 8−20 | The Fortification Implementation  | La implementació de la fortificació     | Mark Cendrowski | Jim Reynolds, Saladin Patterson i Tara Hernandez          | 9 d'abril de 2015      |
| Sheldon està trist perquè s'ha quedat fora d'un simposi a casa del físic Richard Feynman, però aquesta nit té una trobada amb Amy, que el convenç per jugar a construir una fortificació amb llençols com si fossin nens. Ho fan en el mateix menjador de casa i Sheldon s'hi troba tan a gust que passen la primera nit junts dins la fortificació. Mentrestant, Wil Wheaton convida Penny a participar en el seu podcast i parlar sobre la pel·lícula que van fer junts, Serial Ape-ist 2. El director Kevin Smith els truca per oferir a Penny un paper en la pel·lícula Clerks III. En la conversa, Penny explica que cobra molts més diners que Leonard treballant en la indústria farmacèutica però que podria replantejar-se tornar a fer audicions, i comencen a discutir amb Leonard davant l'audiència. Per altra banda, Howard ja és propietari de la casa de la seva mare però mentre parla de plans de futur amb Bernadette, els visita un germanastre per part de pare, Josh, del qual desconeixia l'existència. |      |                                   |                                         |                 |                                                           |                        |
| |      |                                   |                                         |                 |                                                           |                        |
| 180 | 8−21 | The Communication Deterioration   | El deteriorament de la comunicació      | Mark Cendrowski | Dave Goetsch, Steve Holland, Jeremy Howe i Tara Hernandez | 16 d'abril de 2015     |
| Rajesh treballarà en una proposta per la NASA per dissenyar un missatge emès des de la Terra que pugui ser entès per vida alienígena. Abans de començar proposa als seus amics que l'ajudin, però tan Howard com Sheldon intenten agafar el control del projecte, i finalment només convida Leonard. Per altra banda, Penny vol reiniciar la seva carrera com a actriu però demana consell a Sheldon sobre què és millor pel seu futur. Finalment la convenç perquè ho provi i ella es presenta a una prova de càsting. |      |                                   |                                         |                 |                                                           |                        |
| |      |                                   |                                         |                 |                                                           |                        |
| 181 | 8−22 | The Graduation Transmission       | La transmissió de la graduació          | Anthony Rich    | Chuck Lorre, Dave Goetsch i Anthony Del Broccolo          | 23 d'abril de 2015     |
| Leonard és convidat a fer el discurs de graduació a l'institut on va estudiar de Nova Jersey, però el seu vol és cancel·lat per mor de mal temps. Penny organitza amb l'institut que Leonard pugui fer el discurs per videoconferència mitjançant Skype. Per altra banda, Rajesh compra un quadrotor però és incapaç de fer-lo funcionar, i demana ajuda a Howard i Sheldon. El seu pare s'assabenta que Rajesh és molt malgastador i li retira l'assignació mensual. Rajesh juga a dues bandes amb la seva mare i el seu pare aprofitant que estan divorciats, i aconsegueix que li assignin fins i tot més diners que abans. |      |                                   |                                         |                 |                                                           |                        |
| |      |                                   |                                         |                 |                                                           |                        |
| 182 | 8−23 | The Maternal Combustion           | La combustió maternal                   | Anthony Rich    | Steven Molaro, Tara Hernandez i Jeremy Howe               | 30 d'abril de 2015     |
| Leonard i Sheldon seran guardonats per l'article científic que van escriure i han convidat les respectives mares perquè per assistir a la cerimònia. Degut a les seves diferències d'entendre la vida, la mare de Sheldon és molt religiosa i la mare de Leonard és molt científica, poc a poc comencen a discutir per qualsevol tema de conversa. Per altra banda, Howard i Bernadette es traslladen definitivament a ca la mare d'Howard amb Stuart que s'hi esta també. Bernadette està cansada de veure com Howard, Rajesh i Stuart estan sempre a casa embrutint i no ajuden mai en les tasques de casa, de manera que els obliga a netejar la cuina. - El títol es refereix a la discussió entre les mares de Leonard i de Sheldon. |      |                                   |                                         |                 |                                                           |                        |
| |      |                                   |                                         |                 |                                                           |                        |
| 183 | 8−24 | The Commitment Determination      | La determinació del compromís           | Mark Cendrowski | Chuck Lorre, Jim Reynolds, Maria Ferrari                  | 7 de maig de 2015      |
| Al cinquè aniversari de la seva primera trobada, Sheldon ofen Amy perquè prefereix parlar de la sèrie The Flash enlloc de centrar-se en ella. Sheldon no entén per què tothom pensa que la seva relació amb Amy evoluciona massa lentament, i més quan Leonard i Penny porten un any promesos i encara no han posat data d'enllaç. Amy reacciona dient que necessita temps per replantejar-se la relació amb Sheldon. Per altra banda, Howard i Bernadette volen que Stuart se'n vagi de casa seva però no saben com comunicar-li la decisió. Rajesh també vol parlar amb Emily perquè té uns gustos massa estranys i no es troba a gust. |      |                                   |                                         |                 |                                                           |                        |
| |      |                                   |                                         |                 |                                                           |                        |

## Novena temporada
| Episodi | Codi | Títol original                  | Traducció                                       | Director        | Guió                                                 | Emissió original       |
| --- | ---- | ------------------------------- | ----------------------------------------------- | --------------- | ---------------------------------------------------- | ---------------------- |
| |      |                                 |                                                 |                 |                                                      |                        |
| 184 | 9−01 | The Matrimonial Momentum        | L'ímpetu matrimonial                            | Mark Cendrowski | Chuck Lorre, Jim Reynolds i Maria Ferrari            | 21 de setembre de 2015 |
| Penny i Leonard tiren endavant el seu pla d'escapar-se a Las Vegas i casar-se sols, però emetent la cerimònia per flux de dades multimèdia perquè els seus amics ho puguin veure. Es produeix el gran moment i es casen, però durant la nit de boda, Penny no pot treure's del cap la idea de Leonard besant una altra noia, i tornen a discutir. Tots els amics es reuneixen a casa de Bernadette i Howard, inclosos Amy i Sheldon que s'han pres un descans, i tornen a discutir tallant definitivament la relació. Finalment, Penny i Leonard tornen a Pasadena però cadascú a casa seva. |      |                                 |                                                 |                 |                                                      |                        |
| |      |                                 |                                                 |                 |                                                      |                        |
| 185 | 9−02 | The Separation Oscillation      | L'oscil·lació de la separació                   | Mark Cendrowski | Steven Molaro, Steve Holland i Tara Hernandez        | 28 de setembre de 2015 |
| Penny i Leonard continuen patint la seva crisi matrimonial però ambdós busquen una solució per camins diferents. Leonard s'interessa per la teràpia matrimonial, mentre que Penny demana consell a les seves amigues, que li fan veure que Leonard ha guanyat en autoconfiança gràcies a ella. Finalment, Leonard s'adona que ell mateix ha sabotejat el seu matrimoni perquè no es creu prou bo per Penny, i li confessa per salvar la seva relació. Per altra banda, Sheldon intenta que Amy estigui gelosa i vulgui tornar amb ell però aconsegueix l'efecte contrari i encara està més enfadada. |      |                                 |                                                 |                 |                                                      |                        |
| |      |                                 |                                                 |                 |                                                      |                        |
| 186 | 9−03 | The Bachelor Party Corrosion    | La corrosió del comiat de solter                | Mark Cendrowski | Dave Goetsch, Jim Reynolds i Jeremy Howe             | 5 d'octubre de 2015    |
| Rajesh i Howard han planejat raptar Leonard en un lloc secret per celebrar el comiat de solter que no va tenir pel casament sobtat. Inicialment, Sheldon està enfadat perquè no li agrada aquest tipus de festa, però canvia d'opinió quan li expliquen que la furgoneta amb la qual viatgen pertanyia al físic Richard Feynman i que es dirigeixen a Mèxic. Malauradament, a mig trajecte punxen la roda i tenen problemes per canviar la roda. Per altra banda, les noies també fan una petita festa de comiat de soltera per Penny però a casa seva. Allà confessen que Penny encara no ha explicat a la seva família que s'ha casat, i Amy no ha explicat que ha tallat amb Sheldon. - El títol fa referència al fet que el pla sobre comiat de solter es desfà a causa d'una punxada de roda. - En els crèdits de l'episodi, el nom real de Penny (Kaley Cuoco) torna a aparèixer sense el cognom del seu marit (Kaley Cuoco-Sweeting) després d'anunciar-se el seu divorci. |      |                                 |                                                 |                 |                                                      |                        |
| |      |                                 |                                                 |                 |                                                      |                        |
| 187 | 9−04 | The 2003 Approximation          | L'aproximació al 2003                           | Mark Cendrowski | Chuck Lorre, Steve Holland i Eric Kaplan             | 12 d'octubre de 2015   |
| Leonard i Penny comuniquen a Sheldon que se'n van definitivament a viure junts, i aquest ha de buscar un nou company de pis. Com que les seves condicions són tan dures, no hi ha cap candidat perquè ningú compleix les mínimes expectatives, i decideix tornar psicològicament al 2003 que és quan encara vivia sol al pis i no havia desenvolupat cap connexió emocional amb ningú. Per altra banda, el Stuart busca una banda perquè toqui música a la botiga gratuïtament. Howard i Rajesh s'ofereixen voluntaris i comencen a compondre cançons d'estil filk, la primera sobre Thor lluitant contra Indiana Jones. |      |                                 |                                                 |                 |                                                      |                        |
| |      |                                 |                                                 |                 |                                                      |                        |
| 188 | 9−05 | The Perspiration Implementation | La implementació de la transpiració             | Mark Cendrowski | Chuck Lorre, Eric Kaplan i Maria Ferrari             | 19 d'octubre de 2015   |
| Howard ha construït una màquina per sumar quilometratge a un dispositiu Fitbit que li ha comprat Bernadette per controlar l'exercici que fa. Parlant amb la colla sobre això, decideixen fer una activitat física conjuntament i finalment escollen l'esgrima, amb Barry Kripke de professor. Per altra banda, en Stuart demana consell a les noies per fer la botiga més atractiva al públic femení. Després de parlar amb ell i veure els comentaris que circulen per Internet sobre la botiga, conclouen que el problema és ell mateix perquè fa sentir incòmodes a les dones. - El títol es refereix al fet que els nois decideixen fer esport conjuntament. |      |                                 |                                                 |                 |                                                      |                        |
| |      |                                 |                                                 |                 |                                                      |                        |
| 189 | 9−06 | The Helium Insufficiency        | La insuficiència d'heli                         | Mark Cendrowski | Steve Holland, Maria Ferrari i Anthony Del Broccolo  | 26 d'octubre de 2015   |
| Un grup de físics suecs vol provar la hipòtesi de superfluid que van fer Leonard i Sheldon, de manera que els nois s'han d'espavilar a fer les proves abans que l'equip suec. Per dur a terme els experiments necessiten heli, però la universitat els refusa la petició per comprar-ne. Howard els dona un contacte per aconseguir heli en el mercat negre, però quan ja el tenen en el laboratori, llavors comencen a sentir pànic per si els descobreixen. Per altra banda, el Stuart ensenya a la colla una aplicació pel mòbil que li ha permès tenir dues cites, i llavors també li instal·len al mòbil d'Amy perquè també conegui nous nois. - Michael Rapaport interpreta el venedor del mercat negre. |      |                                 |                                                 |                 |                                                      |                        |
| |      |                                 |                                                 |                 |                                                      |                        |
| 190 | 9−07 | The Spock Resonance             | La repercussió de Spock                         | Nikki Lorre     | Chuck Lorre, Jim Reynolds i Tara Hernandez           | 5 de novembre de 2015  |
| Wil Weaten organitza una entrevista amb Sheldon per un documental sobre Spock i Leonard Nimoy pel seu fill Adam. Sheldon explica l'admiració que sent pe al personatge de Spock des de la seva infantesa i com ha intentat seguir la seva forma de viure impàvid. Mentre mostra alguns dels seus objectes més valuosos sobre Spock, ensenya l'anell que estava apunt de regalar a Amy per casar-se amb ella abans de la ruptura, que encara no ha superat emocionalment. Mentrestant, Bernadette vol fer reformes a casa seva per adaptar-la a les seves necessitats, però Howard està en contra de canviar la casa de la seva infantesa. |      |                                 |                                                 |                 |                                                      |                        |
| |      |                                 |                                                 |                 |                                                      |                        |
| 191 | 9−08 | The Mystery Date Observation    | L'observació de la cita misteriosa              | Mark Cendrowski | Steven Molaro, Eric Kaplan i Jim Reynolds            | 12 de novembre de 2015 |
| Amy té una nova trobada amb Dave. Penny i Bernadette decideixen espiar-la per poder tenir més informació sobre Dave. Dave revela durant la trobada que és un gran seguidor de la feina de Sheldon i no para de fer-li preguntes a Amy perquè li expliqui com Sheldon es troba, malgrat que és el seu ex-xicot. Per altra banda, Sheldon demana a Howard i Rajesh que l'ajudin a cercar una nova xicota per internet, tal com van fer amb Amy. En aquesta ocasió decideixen utilitzar el portal Craigslist per preparar un enigma sobre ciència i ciència-ficció molt complicat i on el premi serà l'oportunitat de conèixer Sheldon. - El títol es refereix a l'espionatge que fan Penny i Bernadette sobre la cita d'Amy. - Stephen Merchant interpreta a Dave i Analeigh Tipton a Vanessa. |      |                                 |                                                 |                 |                                                      |                        |
| |      |                                 |                                                 |                 |                                                      |                        |
| 192 | 9−09 | The Platonic Permutation        | La permutació platònica                         | Mark Cendrowski | Jim Reynolds, Jeremy Howe i Tara Hernandez           | 19 de novembre de 2015 |
| Amy i Sheldon decideixen passar el Dia d'acció de gràcies junts com a amics en un «Aquarium». Durant el trajecte conversen sobre com es troben actualment i com intenten superar la seva relació. Per altra banda, Bernadette, Howard, Rajesh i Emily van a un menjador de beneficència per fer de voluntaris. Malgrat que Howard hi és molt reticent inicialment, allà es troba a Elon Musk també fent de voluntari i comencen a parlar sobre viatges espacials. Mentrestant, Leonard i Penny passen el dia junts preparant el sopar. Mentre parlen s'adonen que Penny no sap la data de naixement de Leonard, i en canvi, ell sap molts detalls personals de Penny, fins al punt que descobreix que ha llegit el seu diari personal. - El títol es refereix al fet que Amy i Sheldon passen el dia junts com a amics per superar la seva relació amorosa. - Wayne Wilderson interpreta Travis, coordinador del menjador de beneficència, i Elon Musk hi apareix com si mateix.  |      |                                 |                                                 |                 |                                                      |                        |
| |      |                                 |                                                 |                 |                                                      |                        |
| 193 | 9−10 | The Earworm Reverberation       | La reverberació de la cançó enganxosa           | Mark Cendrowski | Eric Kaplan, Jim Reynolds i Saladin Patterson        | 10 de desembre de 2015 |
| Sheldon taral·leja una melodia però no aconsegueix recordar el títol de la cançó. Aquest fet tan inusual, tenint en compte la seva memòria eidètica, provoca la seva obsessió durant un parell de dies i molesta els seus amics per ser tan pesat. Mentrestant, Amy truca en Dave per tornar a tenir una cita ja que l'última que van tenir va ser un desastre. Per altra banda, Howard i Rajesh descobreixen que tenen un seguidor en la seva pàgina web de fans i comencen a investigar la seva vida per saber de qui es tracta. |      |                                 |                                                 |                 |                                                      |                        |
| |      |                                 |                                                 |                 |                                                      |                        |
| 194 | 9−11 | The Opening Night Excitation    | L'excitació de la nit d'estrena                 | Mark Cendrowski | Steven Molaro, Eric Kaplan i Tara Hernandez          | 17 de desembre de 2015 |
| Els nois estan molt excitats perquè s'apropa l'estrena de la pel·lícula Star Wars episodi VII: El despertar de la força, però malauradament s'estrena el mateix dia de l'aniversari d'Amy, i Sheldon ha d'escollir què prioritzar. Tan Penny, com l'Arthur Jeffries eb somnis, el convencen d'anar amb Amy ara que ha aconseguit recuperar-la. A més, Sheldon confessa que està preparat per tenir relacions sexuals amb Amy. Els nois van al cinema acompanyats de Wil Wheaton en substitució de Sheldon, però ho fa disfressat del seu personatge de Star Trek per provocar a la resta d'espectadors. |      |                                 |                                                 |                 |                                                      |                        |
| |      |                                 |                                                 |                 |                                                      |                        |
| 195 | 9−12 | The Sales Call Sublimation      | La sublimació de la visita                      | Mark Cendrowski | Steve Holland, Jim Reynolds i Saladin K. Patterson   | 7 de gener de 2016     |
| Penny no obté una hara de visita amb la psiquiatra, la doctora Gallo i convenç Leonard que assisteixi a la seva consulta com a pacient. Leonard aprofita la visita per explicar els seus sentiments vers la seva mare, a la qual ja coneix la Dra. Gallo i hi està totalment en contra. Per altra banda, Amy és en una conferència a una altra ciutat del país, i Sheldon acompanya Rajesh al laboratori, on descobreixen un petit asteroide. Llavors comencen a discutir sobre quin nom li posaran. Mentrestant, Bernadette i Howard comencen a parlar sobre la remodelació de casa seva després que el Stuart s'hagi traslladat. - El títol es refereix al fet que Leonard es fa passar per pacient per ajudar a millorar les vendes de Penny. |      |                                 |                                                 |                 |                                                      |                        |
| |      |                                 |                                                 |                 |                                                      |                        |
| 196 | 9−13 | The Empathy Optimization        | L'optimització de l'empatia                     | Mark Cendrowski | Chuck Lorre, Eric Kaplan i Dave Geotsch              | 14 de gener de 2016    |
| L'Amy segueix fora per una conferència i Sheldon ha agafat una grip. La resta intenta cuidar-lo perquè es recuperi però el seu comportament no facilita les coses i els ofen sovint. Finalment decideixen llogar un autobús per passar el dia a Las Vegas per fugir d'ell. Després de reconèixer que ha allargat l'estada per estar amb ell mentre està malalt, Amy li fa veure que s'ha equivocat i que ha de demanar disculpes. Tots accepten les disculpes a excepció de l'Emily, perquè Sheldon assenyala que els dermatòlegs no són metges realment, provocant alhora una discussió entre l'Emily i Rajesh perquè no l'ha defensat davant Sheldon. |      |                                 |                                                 |                 |                                                      |                        |
| |      |                                 |                                                 |                 |                                                      |                        |
| 197 | 9−14 | The Meemaw Materialization      | La materialització de la iaia                   | Mark Cendrowski | Chuck Lorre, Jim Reynolds i Maria Ferrari            | 4 de febrer de 2016    |
| L'àvia de Sheldon, «Meemaw», el visita per conèixer Amy, però de bon principi li deixa les coses clares perquè en desconfia molt. Amy i Sheldon intenten convèncer la seva àvia que junts estan millor i que Sheldon és millor persona al costat d'Amy. Per altra banda, Rajesh i Howard debaten a la botiga de còmics sobre la pel·lícula Frozen i criden l'atenció de la Claire, una cambrera que també treballa en un guió de ciència-ficció infantil. Quan s'assabenta que Rajesh és astrofísic, li demana que l'ajudi per donar una perspectiva més científica al guió. Accepta encantat i li explica prèviament que ja té xicota. - El títol fa referència al fet que l'àvia de Sheldon apareix per primer cop després de diverses mencions en episodis anteriors. |      |                                 |                                                 |                 |                                                      |                        |
| |      |                                 |                                                 |                 |                                                      |                        |
| 198 | 9−15 | The Valentino Submergence       | La submersió de Valentino                       | Mark Cendrowski | Steve Molaro, Jim Reynolds i Tara Hernandez          | 11 de febrer de 2016   |
| Arriba el Dia de Sant Valentí i cada parella ha preparat una cita especial per passar la nit junts. Leonard i Penny surten a sopar a fora, però entre que s'han d'esperar molta estona i que tracten a Penny com dona madura, decideixen marxar i canviar de plans intentant sentir-se joves. Howard i Bernadette volen estrenar el seu nou jacuzzi però s'hi troben un conill apunt d'ofegar-se. En Rajesh decideix tallar amb l'Emily perquè contínuament està pensant en la Claire, però ella acaba de tornar amb el seu ex-xicot i Rajesh torna a estar sol i deprimit. Per acabar, Amy i Sheldon tornen a presentar un capítol de "Fun with Flags", però amb la novetat que accepten trucades en directe. - El títol fa referència al conill que Howard i Bernadette es troben al jacuzzi, i li posen el nom de Valentino. |      |                                 |                                                 |                 |                                                      |                        |
| |      |                                 |                                                 |                 |                                                      |                        |
| 199 | 9−16 | The Positive Negative Reaction  | La reacció negativa del positiu                 | Mark Cendrowski | Eric Kaplan, Jim Reynolds i Saladin Patterson        | 18 de febrer de 2016   |
| Bernadette explica a Howard que està embarassada i ell està molt entusiasmat al principi. Poc a poc comença a pensar que serà un mal pare per tots els defectes que té i se'n va a un bar amb els altres nois per calmar-lo. Parlant sobre el seu futur, se li acut que podria treballar amb Sheldon i Leonard per evolucionar el seu projecte de recerca i treure'n profit pràctic, patentar la idea i guanyar diners. Per altra banda, Bernadette també ho explica a les noies que està embarassada i també que el van concebre en el llit de Sheldon. - El títol fa referència a la reacció negativa inicial que Howard té després del test d'embaràs positiu de Bernadette. |      |                                 |                                                 |                 |                                                      |                        |
| |      |                                 |                                                 |                 |                                                      |                        |
| 200 | 9−17 | The Celebration Experimentation | L'experimentació en la celebració               | Mark Cendrowski | Chuck Lorre, Eric Kaplan i Jeremy Howe               | 25 de febrer de 2016   |
| Amy prepara una festa per celebrar de forma especial l'aniversari de Sheldon malgrat que ell n'és reticent degut a una mala experiència durant la seva infantesa, quan la seva germana el va enganyar dient-li que Batman vindria a la festa del seu sisè aniversari. Els seus amics aconsegueixen que Adam West, actor que va encarnar Batman en la televisió, vingui a la festa per sorprendre'l. Quan Sheldon arriba a la festa, inicialment està content, però ràpidament sent pànic i s'amaga al lavabo. |      |                                 |                                                 |                 |                                                      |                        |
| |      |                                 |                                                 |                 |                                                      |                        |
| 201 | 9−18 | The Application Deterioration   | La deterioració de la sol·licitud               | Mark Cendrowski | Steven Molaro, Eric Kaplan i Adam Faberman           | 10 de març de 2016     |
| Sheldon, Howard i Leonard van a la universitat per començar els tràmits de la patent sobre la idea que van tenir, però queden estorats quan s'assabenten que només es quedaran amb el 25% dels beneficis sobre la patent, i a més, Howard no té dret a cobrar res. Inicialment decideixen parar el procés de sol·licitud amb la universitat i permetre a Sheldon redactar un contracte per abans posar-se d'acord entre ells. Per altra banda, l'Emily envia un missatge a Rajesh per tornar-se a veure ja que el troba a faltar, però ell demana consell a la Claire perquè no sap què fer. - El títol fa referència a la sorpresa que tenen els nois en assabentar-se dels pocs guanys que obtindran de la patent. |      |                                 |                                                 |                 |                                                      |                        |
| |      |                                 |                                                 |                 |                                                      |                        |
| 202 | 9−19 | The Solder Excursion Diversion  | La diversió en l'excursió de la soldadura       | Mark Cendrowski | Bill Prady, Eric Kaplan i Maria Ferrari              | 31 de març de 2016     |
| Mentre Howard i Leonard són al laboratori treballant en el seu nou projectes, les respectives mullers els venen a veure per sorpresa i els ajuden en petits treballs. Degut al fet que se'ls esgota el material per soldar, els nois surten a comprar-ne mentre les noies els esperen al laboratori. Pel camí, els conviden gratuïtament al cinema a veure Suicide Squad, i accepten mentre menteixen a les dones perquè no els descobreixen. Per altra banda, a Sheldon se li espatlla definitivament el seu portàtil i Amy li'n regala un de nou per la seva sorpresa. |      |                                 |                                                 |                 |                                                      |                        |
| |      |                                 |                                                 |                 |                                                      |                        |
| 203 | 9−20 | The Big Bear Precipitation      | La precipitació del gran os                     | Mark Cendrowski | Chuck Lorre, Dave Goetsch i Tara Hernandez           | 7 d'abril de 2016      |
| Amy convenç Sheldon per acompanyar Leonard i Penny a passar un cap de setmana en una cabana a la muntanya. Com que el primer dia plou fort, es queden a la cabana i comencen a jugar al "Jo mai mai". Com era d'esperar, apareixen alguns draps bruts que porten a una discussió entre Penny i Leonard. Per altra banda, Rajesh està molt il·lusionat amb l'embaràs de Bernadette però s'hi implica massa, fins i tot més que el mateix Howard, que comença a estar molest. - El títol fa referència a la decepció que viatjants a la cabana de Big Bear a causa de la pluja, i també a l'os gegant que compra Rajesh per celebrar l'embaràs. |      |                                 |                                                 |                 |                                                      |                        |
| |      |                                 |                                                 |                 |                                                      |                        |
| 204 | 9−21 | The Viewing Party Combustion    | La combustió de la festa per mirar la televisió | Mark Cendrowski | Eric Kaplan, Maria Ferrari i Jeremy Howe             | 21 d'abril de 2016     |
| La colla ha quedat a casa de Leonard i Sheldon per veure tots junts l'estrena de la nova temporada de Game of Thrones. Fent els preparatius, Leonard i Sheldon discuteixen perquè han de fer una nova reunió per parlar sobre el seu contracte de convivència, Penny dona suport a Sheldon mentre que Amy ho fa per Leonard. Per altra banda, Rajesh surt alhora amb Emily i Claire, però contínuament presumeix sobre la seva situació i Howard ja n'està cansat. Davant aquesta situació i per evitar una discussió més grossa, la colla se separa en dos grups. |      |                                 |                                                 |                 |                                                      |                        |
| |      |                                 |                                                 |                 |                                                      |                        |
| 205 | 9−22 | The Fermentation Bifurcation    | La bifurcació de la fermentació                 | Nikki Lorre     | Steven Molaro, Jim Reynolds i Anthony Del Broccolo   | 28 d'abril de 2016     |
| Penny convida tota la colla a fer un tast de vins a excepció de Sheldon i Bernadette, una perquè està embarassada i l'altre perquè no li agraden els vins. Rajesh aprofita per portar Claire i presentar-la als seus amics, malgrat que actualment surt tant amb la Claire com amb l'Emily. Al local es troben Zach, antic xicot de Penny, que qüestiona l'invent en el qual treballHoward, Leonard i Sheldon pel seu potencial militar. Per altra banda, Sheldon ha preparat una velada sobre Dungeons & Dragons amb Bernadette per demostrar que no fa menester alcohol per passar una nit divertida. |      |                                 |                                                 |                 |                                                      |                        |
| |      |                                 |                                                 |                 |                                                      |                        |
| 206 | 9−23 | The Line Substitution Solution  | La solució de la substitució a la cua           | Anthony Rich    | Steve Holland, Saladin K. Patterson i Tara Hernandez | 5 de maig de 2016      |
| Beverly visita el seu fill Leonard però ell intenta evitar-la i prefereix anar al cinema amb els seus amics. En canvi, Penny la recull a l'aeroport per tal de millorar la seva relació ja que encara és molt freda. Malauradament, la Beverly valora millor a Amy i Bernadette ja que són científiques com ella. Per altra banda, Sheldon contracta Stuart perquè acompanyi Amy a comprar i així pugui acompanyar els nois al cinema. Mentre fan cua per entrar al cinema, Sheldon comença a discutir amb un altre noi que ha arribat més tard i s'ha unit als seus amics, que estaven davant seu. - El títol fa referència al fet que Sheldon contracta Stuart perquè li guardi el lloc a la cua mentre es disculpa a Amy. |      |                                 |                                                 |                 |                                                      |                        |
| |      |                                 |                                                 |                 |                                                      |                        |
| 207 | 9−24 | The Convergence Convergence     | La reunió de la unió                            | Mark Cendrowski | Steven Molaro, Tara Hernandez i Adam Faberman        | 12 de maig de 2016     |
| Mentre Leonard i Penny anuncien la seva segona cerimònia de casament però en aquesta ocasió amb les seves famílies i amics, torna a fer-se patent el conflicte que tenen els pares de Leonard. Beverly i Alfred no es poden veure des que es van divorciar. Sheldon també convida la seva mare Mary, que tampoc té bona relació amb Beverly, però en canvi, si que conversen amistosament amb Alfred malgrat acabar-se de conèixer. Per altra banda, Howard rep un correu electrònic de les Forces Aèries dels Estats Units d'Amèrica relacionat amb el nou sistema d'orientació que acaben de crear, i es torna paranoic perquè creu que l'exèrcit l'espia. - El títol fa referència al fet que tothom es reuneix en un sopar abans del segon casament entre Penny i Leonard. |      |                                 |                                                 |                 |                                                      |                        |
| |      |                                 |                                                 |                 |                                                      |                        |

## Desena temporada
| Episodi | Codi  | Títol original                   | Traducció                                  | Director        | Guió                                                 | Emissió original       |
| --- | ----- | -------------------------------- | ------------------------------------------ | --------------- | ---------------------------------------------------- | ---------------------- |
| |       |                                  |                                            |                 |                                                      |                        |
| 208 | 10−01 | The Conjugal Conjecture          | La conjectura conjugal                     | Mark Cendrowski | Chuck Lorre, Steve Holland i Tara Hernandez          | 19 de setembre de 2016 |
| Ha arribat el dia del casament entre Penny i Leonard, però junt amb Sheldon pateixen perquè el pare de Leonard i la mare de Sheldon van passar les nit junts. Penny va a l'aeroport a buscar la seva família, inclòs el seu germà que acaba de sortir de la presó. Per altra banda, un coronel militar intenta contactar Howard, que està molt espantat perquè creu que tindrà problemes pel seu nou invent. |       |                                  |                                            |                 |                                                      |                        |
| |       |                                  |                                            |                 |                                                      |                        |
| 209 | 10−02 | The Military Miniaturization     | La miniatuarització militar                | Mark Cendrowski | Chuck Lorre, Eric Kaplan i Jim Reynolds              | 26 de setembre de 2016 |
| Howard i Leonard estan preocupats per la intervenció de l'Exèrcit en el seu projecte, en canvi, Sheldon gens. Durant la conversa amb el coronel Williams per saber les seves intencions, demanen a Sheldon que no hi intervingui per no complicar les coses. El coronel els garanteix el finançament del projecte a canvi de crear una versió molt més petita en quatre mesos. Sheldon no aguanta més estar callat després de sentir alguns comentaris del coronel, i finalment promet fer-ho en només dos mesos. Per altra banda, els companys de Bernadette s'assabenten que està embarassada malgrat que ho havia mantingut en secret, i s'enfada perquè per aquest motiu la podrien apartar d'un projecte mèdic molt interessant. |       |                                  |                                            |                 |                                                      |                        |
| |       |                                  |                                            |                 |                                                      |                        |
| 210 | 10−03 | The Dependence Transcendence     | La transcendència de la dependència        | Mark Cendrowski | Steven Molaro, Saladin K. Patterson i Tara Hernandez | 3 d'octubre de 2016    |
| Howard, Leonard i Sheldon estan exhausts pel ritme de feina que porten per poder complir amb els terminis que van donar a l'exèrcit per acabar el projecte. A Sheldon se li apareix en Flash en un somni i el convenç per prendre begudes energètiques i superar el cansament. Només amb la primera beguda ja esdevé addicte, el que enfada els seus companys. Vist que no podran acabar el projecte a temps, es tornen a reunir amb el coronel Williams per explicar-li que necessiten almenys dos anys. Per altra banda, Penny acompanya Amy a una festa de científics però només s'hi presenta l'amfitrió, Bert el geòleg. Rajesh acompanya Bernadette al ginecòleg per l'absència de Howard, però se sent incòmode perquè admet que no té entusiasme per ser mare. - El títol fa referència a la dependència de la cafeïna de Sheldon. |       |                                  |                                            |                 |                                                      |                        |
| |       |                                  |                                            |                 |                                                      |                        |
| 211 | 10−04 | The Cohabitation Experimentation | L'experimentació de la cohabitació         | Mark Cendrowski | Chuck Lorre, Dave Goetsch i Maria Ferrari            | 10 d'octubre de 2016   |
| Degut a un problema de fontaneria, el pis d'Amy no és habitable durant un mes, i Leonard i laPenny li suggereixen d'anar a viure al seu pis durant aquestes setmanes. Llavors Amy proposa compartir pis amb Sheldon al pis de Penny per experimentar amb la seva convivència. La primera nit és un desastre i ambdós discuteixen l'endemà. Per altra banda, Rajesh aconsegueix esbrinar el sexe del fill de Bernadette i Howard tot i que havien volgut mantenir-lo un secret. |       |                                  |                                            |                 |                                                      |                        |
| |       |                                  |                                            |                 |                                                      |                        |
| 212 | 10−05 | The Hot Tub Contamination        | La contaminació del jacuzzi                | Mark Cendrowski | Chuck Lorre, Maria Ferrari i Tara Hernandez          | 17 d'octubre de 2016   |
| L'Amy i Sheldon entren de cop al pis de Penny i Leonard discutint sobre diferents problemes que han tingut durant la seva primera nit junts. Per calmar-los, Penny s'emporta Sheldon a donar un vol mentre Amy i Leonard es queden al pis per parlar sobre aquests problemes. Sheldon explica com va enganxar el seu pare tenint relacions sexuals amb una altra dona quan era petit i ara tem que pugui fer el mateix amb Amy. Mentrestant, Leonard dona diversos consells a Amy per poder suportar totes les manies de Sheldon. Per altra banda, Bernadette i Howard fan veure que marxen junts de viatge de cap de setmana però realment s'estan sols a casa tranquils, quan al vespre, Rajesh i l'Stuart entren d'amagat a casa seva per utilitzar el jacuzzi.                                                                         |       |                                  |                                            |                 |                                                      |                        |
| |       |                                  |                                            |                 |                                                      |                        |
| 213 | 10−06 | The Fetal Kick Catalyst          | El catalitzador de la cossa fetal          | Mark Cendrowski | Steve Holland, Tara Hernandez i Jeremy Howe          | 27 d'octubre de 2016   |
| Sheldon organitza un dinar amb Amy per convidar gent a casa seva per primer cop i fer d'amfitrions. Entre els convidats hi ha l'Stuart, que s'enfada molt quan descobreix que aquest dinar és realment una prova abans per convidar els seus amics verdaders un altre dia. Per altra banda, Penny és convidada per signar autògrafs a la Van Nuys Comic-Con per les seves dues pel·lícules Serial Apeist. Allà és mica humiliada pels fans que critiquen les seves pobres aptituds teatrals alhora que lloen la seva escena en topless a la dutxa. Mentrestant Howard sent per primer cop una cossa del nadó a la panxa de Bernadette, i se'n va a comprar moltes coses per la criatura amb Rajesh. |       |                                  |                                            |                 |                                                      |                        |
| |       |                                  |                                            |                 |                                                      |                        |
| 214 | 10−07 | The Veracity Elasticity          | L'elasticitat de la veritat                | Mark Cendrowski | Steve Molaro, Eric Kaplan i Maria Ferrari            | 3 de novembre de 2016  |
| Sheldon s'assabenta gràcies a Howard i Bernadette que les obres en el pis d'Amy ja han acabat fa dies però ella encara no li ha explicat per poder seguir vivint junts. Ell la perdona perquè també vol seguir convivint amb ella. Per altra banda, Penny ha anat retirant poc a poc les col·leccions de Leonard per fer lloc sense que ell se n'adoni. Després de discutir sobre això decideixen que Penny redecori l'habitació per fer-la sentir més seva. - El títol es refereix al fet que Amy no explica tota la veritat sobre la habitabilitat del seu pis. |       |                                  |                                            |                 |                                                      |                        |
| |       |                                  |                                            |                 |                                                      |                        |
| 215 | 10−08 | The Brain Bowl Incubation        | La incubació del cervell en el vol         | Mark Cendrowski | Chuck Lorre, Steve Holland i Saladin K. Patterson    | 10 de novembre de 2016 |
| L'Amy utilitza cèl·lules de la pell seves i de Sheldon per produir neurones primitives a través de transdiferenciació. Els resultats de l'experimenten inspiren Sheldon per tenir un fill amb Amy ara mateix, i planeja seduir-la per tenir relacions sexuals. Per altra banda, Rajesh sent atracció per l'Isabella, una dona de la neteja que treballa al seu laboratori, i organitza una sopar sorpresa per tenir una cita amb ella. - El títol es refereix a l'experiment d'Amy i Sheldon de barrejar el seu ADN i incubar cèl·lules del cervell. |       |                                  |                                            |                 |                                                      |                        |
| |       |                                  |                                            |                 |                                                      |                        |
| 216 | 10−09 | The Geology Elevation            | L'elevació de la geologia                  | Mark Cendrowski | Chuck Lorre, Erik Kaplan i Maria Ferrari             | 17 de novembre de 2016 |
| En Bert ha estat guardonat amb una beca MacArthur pel seu treball sobre organismes endolítics i Sheldon li té molta enveja. La resta del grup intenta fer-li entendre que això és normal i que ha de superar aquesta etapa, fins i tot contacten amb Stephen Hawking perquè parli amb ell. Per altra banda, Howard construeix una figura en miniatura teledirigida del mateix Hawking, que tots troben ofensiva. |       |                                  |                                            |                 |                                                      |                        |
| |       |                                  |                                            |                 |                                                      |                        |
| 217 | 10−10 | The Property Division Collision  | El conflicte en la divisió de propietats   | Mark Cendrowski | Steve Holland, Bill Prady i Steve Goetsch            | 1 de desembre de 2016  |
| Arribat el punt que Sheldon i Amy han decidit viure junts en el pis de Penny, toca repartir totes les pertinences que tenien en l'apartament amb Leonard. Durant el repartiment Sheldon acapara tots els objectes i comença una disputa entre els dos amics. Entre les represàlies, Sheldon lloga la seva habitació vella (on ara viuen Leonard i Penny) a un desconegut. Per altra banda, l'Stuart convenç Bernadette i Howard per tornar a viure amb ells perquè l'han desnonat, i llavors entren en conflicte amb Rajesh per veure qui ajuda més a la parella durant l'etapa final de l'embaràs. |       |                                  |                                            |                 |                                                      |                        |
| |       |                                  |                                            |                 |                                                      |                        |
| 218 | 10−11 | The Birthday Synchronicity       | La sincronicitat de l'aniversari           | Nikki Lorre     | Chuck Lorre, Steve Holland i Maria Ferrari           | 15 de desembre de 2016 |
| L'imminent naixement del fill/a de Bernadette i Howard coincideix amb l'aniversari d'Amy, i també interfereix en la seva cita sexual anual amb Sheldon. Per tal esdeveniment, Amy havia viatjat fins al parc temàtic The Wizarding World of Harry Potter per comprar disfresses relacionades amb el món de Harry Potter. Mentre la parella són a l'habitació de l'hospital esperant l'inici del part, la resta del grup són a la sala d'espera de l'hospital. Per passar l'estona parlen sobre com han canviat positivament les seves vides després de deu anys, a excepció de Rajesh, que sent que ha perdut el temps. |       |                                  |                                            |                 |                                                      |                        |
| |       |                                  |                                            |                 |                                                      |                        |
| 219 | 10−12 | The Holiday Summation            | El resum de les vacances                   | Mark Cendrowski | Steven Molaro, Eric Kaplan i Tara Hernandez          | 5 de gener de 2017     |
| A la tornada de les vacances de Nadal, Amy i Sheldon expliquen a Penny i Leonard com els ha anat la seva visita a la mare de Sheldon. El motiu de la visita era per explicar-li que havien decidit anar a viure junts tot esperant un sermó per viure en pecat ja que la Mary és mol religiosa. Per sorpresa de Sheldon, la seva mare no s'enfada i confessa que pensava que mai trobaria parella. Per la seva part, Penny i Leonard expliquen les seves peripècies que ha patit per portar un arbre de Nadal natural a casa. Mentrestant, Howard i Bernadette pateixen els primers dies de la seva filla Halley, que plora constantment. |       |                                  |                                            |                 |                                                      |                        |
| |       |                                  |                                            |                 |                                                      |                        |
| 220 | 10−13 | The Romance Recalibration        | La recalibració romàntica                  | Mark Cendrowski | Chuck Lorre, Dave Goetsch i Anthony Del Broccolo     | 19 de gener de 2017    |
| Penny sent que Leonard no està aportant de la seva part a la relació des que es van casar, però Leonard es defensa que precisament ell és l'únic que s'ha esforçat per tirar endavant aquesta relació. Enfadada, Penny s'escapa un cap de setmana a un spa amb Amy. Per altra banda, Howard i Rajesh busquen el millor camí per arribar al bressol de la seva filla sense passar per les zones del parquet que grinyolen per no despertar-la. |       |                                  |                                            |                 |                                                      |                        |
| |       |                                  |                                            |                 |                                                      |                        |
| 221 | 10−14 | The Emotion Detection Automation | L'automatització de la detecció d'emocions | Mark Cendrowski | Chuck Lorre, Steven Molaro i Eric Kaplan             | 2 de febrer de 2017    |
| Sheldon vol entendre millor les emocions de les altres persones i aconsegueix un prototip creat al MIT que permet determinar les emocions de les persones a partir del seu rostre. Això li permet veure que Leonard està enfadat amb Penny perquè el seu germà s'instal·larà a casa seva durant un temps indeterminat, i provoca un discussió en la parella. El fet que funcioni tan bé, li fa pensar que ell no serà mai capaç de ser empàtic amb els que l'envolten. Per altra banda, Rajesh organitza una trobada amb les seves ex-xicotes per entendre quins defectes té que no li permeten tenir una bona relació amorosa. |       |                                  |                                            |                 |                                                      |                        |
| |       |                                  |                                            |                 |                                                      |                        |
| 222 | 10−15 | The Locomotion Reverberation     | La reverberació de la locomoció            | Mark Cendrowski | Chuck Lorre, Steve Holland i Jim Reynolds            | 9 de febrer de 2017    |
| Howard, Leonard i Sheldon finalitzen el seu sistema de guiatge pels militars, però Sheldon creu que el poden fer molt més petit després de fer uns càlculs. Leonard li regala un viatge a Nevada per ser conductor d'un tren antic i així se n'oblidi del nou descobriment. Sheldon està entusiasmat i se n'oblida totalment, però el coronel Williams interpreta els seus càlculs i els demana que facin construeixin la versió petit de l'invent. Per altra banda, Penny i Amy s'emporten Bernadette a sopar perquè se n'oblidi de les seves obligacions maternals durant una estona mentre Rajesh i l'Stuart cuiden la seva filla Halley. |       |                                  |                                            |                 |                                                      |                        |
| |       |                                  |                                            |                 |                                                      |                        |
| 223 | 10−16 | The Allowance Evaporation        | L'evaporació de la paga                    | Mark Cendrowski | Eric Kaplan, Maria Ferrari i Jeremy Howe             | 16 de febrer de 2017   |
| L'Amy s'enfada amb Sheldon perquè s'assabenta que ha parlat altra gent de la universitat sobre la seva vida sexual de parella. Li demana perdó i entén que hi detalls de la relació que han de ser privades. A més, li explica que ja fa dos any que es va treure el carnet de conduir però que ho manté en secret perquè prefereix que el portin a tot arreu. Per altra banda, Rajesh s'assabenta que el pare ja no creu que el seu fill trobi parella algun dia, i el motiu és perquè encara li segueix pagant totes les despeses. En Rajesh decideix llavors que deixarà de rebre la paga per demostrar que és suficientment madur. |       |                                  |                                            |                 |                                                      |                        |
| |       |                                  |                                            |                 |                                                      |                        |
| 224 | 10−17 | The Comic-Con Conundrum          | El problema de la Comic-Con                | Mark Cendrowski | Eric Kaplan, Saladin K. Patterson i Tara Hernandez   | 23 de febrer de 2017   |
| En Rajesh ha designat Sheldon com el seu assessor financer i aquest li comunica que degut als seus deutes no podrà assistir a la Comic-Con d'enguany. Llavors decideix començar a vendre algunes peces de col·lecció per aconseguir diners però no en fa prou. Per la seva part, Howard realitza moltes tasques de la llar perquè Bernadette li deixi anar. Pel que fa a Leonard i Penny, ella s'ofereix a acompanyar-lo tot i que realment no ho desitja, i ell tampoc vol que vingui perquè s'avorrirà, però tots dos menteixen per no ferir a l'altre. |       |                                  |                                            |                 |                                                      |                        |
| |       |                                  |                                            |                 |                                                      |                        |
| 225 | 10−18 | The Escape Hatch Identification  | La identificació de la via d'escapament    | Mark Cendrowski | Steven Molaro, Eric Kaplan i Anthony Del Broccolo    | 9 de març de 2017      |
| En Rajesh ha de deixar el seu apartament perquè no pot assumir el seu cost, i Penny i Leonard li ofereixen l'antiga habitació de Sheldon. Això provoca que Sheldon estigui incòmode i demana consell a la mare de Leonard, que és psicòloga. La Beverly explica que aquella habitació representa la seva via d'escapament per quan les coses vagin malament amb Amy, a banda que també assenyala que Penny i Leonard necessiten un company de pis per desviar l'atenció dels seus problemes conjugals. |       |                                  |                                            |                 |                                                      |                        |
| |       |                                  |                                            |                 |                                                      |                        |
| 226 | 10−19 | The Collaboration Fluctuation    | La fluctuació de la col·laboració          | Mark Cendrowski | Chuck Lorre, Tara Hernandez i Giuseppe Graziano      | 30 de març de 2017     |
| L'Amy i Sheldon intenten analitzar la interpretació de Copenhaguen utilitzant la neurologia de la presa de decisions. És la primera ocasió que ambdós col·laboren professionalment, però tracten de mantenir el bon rotllo pel bé comú de la relació i els seus resultats són molt pobres. Per casualitat descobreixen que insultant-se mútuament esdevenen molt creatius i productius. Per altra banda, Rajesh i Penny es fan molt bons amics compartint diverses activitats típicament femenines, i deixen de banda Leonard. |       |                                  |                                            |                 |                                                      |                        |
| |       |                                  |                                            |                 |                                                      |                        |
| 227 | 10−20 | The Recollection Dissipation     | La dissipació de la memòria                | Mark Cendrowski | Eric Kaplan, Tara Hernandez i Jeremy Howe            | 6 d'abril de 2017      |
| Sheldon fa un gran esforç treballant en el projecte d'Amy i en el projecte de Leonard i Howard en el mateix dia, repartint el temps en petites sessions per cada un. A causa de l'estrès, l'endemà es desperta constipat, mig nu, i sense recordar que va fer durant la nit. Rastrejant el seu mòbil descobreix que va anar a un bar de temàtica del Far West, on va poder recollir la llibreta amb notes confidencials però també que va explicar informació sobre el projecte a tothom del bar. Per altra banda, Bernadette se sent culpable per haver de deixar la seva filla ara que ha de tornar a la feina. |       |                                  |                                            |                 |                                                      |                        |
| |       |                                  |                                            |                 |                                                      |                        |
| 228 | 10−21 | The Separation Agitation         | L'agitació de la separació                 | Mark Cendrowski | Steven Molaro, Jim Reynolds i Maria Ferrari          | 13 d'abril de 2017     |
| En Bert fa públic que té xicota, una entrenadora personal de nom Rebecca, i la presenta a la resta d'amics. Durant la xerrada amb els amics queda clar que ella només està amb en Bert pels seus diners, i el convencen perquè la deixi. Malauradament la troba a faltar i tornar amb ella fent-li regals molt cars. Per altra banda, Bernadette, Howard i l'Stuart porten la Halley a la llar d'infants de la universitat per primer cop però estan molt preocupats i no ho acaben de tenir clar. |       |                                  |                                            |                 |                                                      |                        |
| |       |                                  |                                            |                 |                                                      |                        |
| 229 | 10−22 | The Cognition Regeneration       | La regeneració del coneixement             | Mark Cendrowski | Steve Holland, Tara Hernandez i Jeremy Howe          | 27 d'abril de 2017     |
| Sheldon perd la seva perspicàcia en els videojocs i decideix realitzar noves tasques per millorar les seves la seva agudesa mental. Per exemple fa pa amb Rajesh, malabarismes amb Howard, o practica amb un monocicle. Per altra banda, Penny rep una oferta laboral molt interessant del seu ex-xicot Zach, però a Leonard no li sembla bé per por. - El títol fa referència a l'intenta de Sheldon per millor la seva agudesa mental. |       |                                  |                                            |                 |                                                      |                        |
| |       |                                  |                                            |                 |                                                      |                        |
| 230 | 10−23 | The Gyroscopic Collapse          | El col·lapse giroscòpic                    | Anthony Rich    | Chuck Lorre, Steve Holland i Alex Ayers              | 4 de maig de 2017      |
| Leonard, Howard i Sheldon finalitzen el seu projecte sobre el giroscopi per les Forces aèries, però per sorpresa els és confiscat per motius classificats. Sense un projecte en el qual treballar, Howard es torna insegur, dependent i força embafador amb Bernadette. Per altra banda, Rajesh planeja deixar el pis de Penny i Leonard per traslladar-se a una habitació del garatge de la casa d'en Bert. A Amy li han ofert una plaça d'investigadora convidada a Princeton durant uns mesos, però dubta si acceptar la invitació per la reacció de Sheldon. |       |                                  |                                            |                 |                                                      |                        |
| |       |                                  |                                            |                 |                                                      |                        |
| 231 | 10−24 | The Long Distance Dissonance     | La dissonància de la llarga distància      | Mark Cendrowski | Steven Molaro, Eric Kaplan i Jim Reynolds            | 11 de maig de 2017     |
| Aprofitant l'absència d'Amy, la Dra. Ramona Nowitzki, torna a Caltech per estar amb Sheldon ja que l'admira molt. La colla veu ràpidament les seves intencions i intenten separar-la d'ell, però Sheldon és molt innocent i creu que la Ramona estigui interessada en ell amorosament sinó intel·lectualment. |       |                                  |                                            |                 |                                                      |                        |
| |       |                                  |                                            |                 |                                                      |                        |

## Onzena temporada
| Episodi | Codi  | Títol original                  | Traducció                           | Director        | Guió                                                 | Emissió original       |
| --- | ----- | ------------------------------- | ----------------------------------- | --------------- | ---------------------------------------------------- | ---------------------- |
| |       |                                 |                                     |                 |                                                      |                        |
| 232 | 11−01 | The Proposal Proposal           | La proposta de la proposició        | Mark Cendrowski | Chuck Lorre, Eric Kaplan i Jeremy How                | 25 de setembre de 2017 |
| L'Amy accepta amb molt entusiasme la proposició de matrimoni de Sheldon. Tanmateix, a la nit van a sopar amb uns companys d'Amy però Sheldon s'ofen perquè estan més interessats en els treballs d'Amy que en ell. Per altra banda, Bernadette queda commocionada quan s'assabenta que torna a estar embarassada malgrat prendre precaucions, i ara no sap com explicar-li a Howard. |       |                                 |                                     |                 |                                                      |                        |
| |       |                                 |                                     |                 |                                                      |                        |
| 233 | 11−02 | The Retraction Reaction         | La reacció a la retractació         | Mark Cendrowski | Steven Molaro, Steve Holland i Maria Ferrari         | 2 d'octubre de 2017    |
| Leonard admet que la recerca física es troba actualment en un punt mort durant una entrevista que li realitzen en una emissora de ràdio. A causa del rebombori que causen aquestes declaracions, la degana de la universitat l'obliga a realitzar una retractació. Leonard demana ajuda a Sheldon per destacar alguna de les properes descobertes però aquest també admet que té raó i que estan perduts sobre els principals problemes en els quals treballen. Penny, Howard i Rajesh se'ls uneixen però també resulten desanimats i bevent cervesa per suportar la depressió. Una mica beguts, decideixen anar a la tomba de Richard Feynman per consolar-se. |       |                                 |                                     |                 |                                                      |                        |
| |       |                                 |                                     |                 |                                                      |                        |
| 234 | 11−03 | The Relaxation Integration      | La integració de la relaxació       | Mark Cendrowski | Chuck Lorre, Steve Holland i Adam Faberman           | 9 d'octubre de 2017    |
| Sheldon està molt capficat en trobar la data perfecta pel seu casament, però això li provoca que mentre dorm somia que és una persona molt relaxada. L'Amy el grava mentre dorm i li ensenya a Penny i Leonard per veure què en pensen. Penny creu que el seu subconscient li intenta dir que s'ha de desestressar, i el convenç perquè intenti viure relaxadament. Per altra banda, Bernadette queda amb una nova companya de feina, però l'Stuart i Rajesh se'ls uneixen perquè ambdós estan interessats en ella. |       |                                 |                                     |                 |                                                      |                        |
| |       |                                 |                                     |                 |                                                      |                        |
| 235 | 11−04 | The Explosion Implosion         | La implosió de l'explosió           | Mark Cendrowski | Bill Prady, Maria Ferrari i Tara Hernandez           | 16 d'octubre de 2017   |
| La Bernadette i Howard ja saben que tindran un fill i Howard torna a dubtar si serà un bon pare perquè no sap que li podrà ensenyar. Remenant coses que tenia guardades al garatge de quan era petit, Howard troba una model de coet per fer volar que encara no havia estrenat, i decideix fer-ho ara amb la companyia de Sheldon. Malauradament, el coet explota en el procés d'enlairament. Per altra banda, la mare de Leonard comença a parlar amb Penny amb assiduïtat i comencen a fer-se amigues i confidents. El problema és que Leonard no vol que això succeeixi perquè ell té molt poca relació amb la seva mare. |       |                                 |                                     |                 |                                                      |                        |
| |       |                                 |                                     |                 |                                                      |                        |
| 236 | 11−05 | The Collaboration Contamination | La contaminació de la col·laboració | Nikki Lorre     | Steven Molaro, Steve Holland i Eric Kaplan           | 23 d'octubre de 2017   |
| L'Amy i Howard comencen a col·laborar en un projecte sobre neuropròtesi ja que Amy necessita l'ajuda d'un enginyer per millorar els seus estudis. Això provoca que Sheldon i Rajesh tinguin més temps lliure que no saben com ocupar, i acaben molestant a Bernadette. Per altra banda, Penny llegeix un llibre sobre educació de fills que s'ha deixat Bernadette a casa seva, i aprofita per comprovar els seus consells sobre Sheldon. |       |                                 |                                     |                 |                                                      |                        |
| |       |                                 |                                     |                 |                                                      |                        |
| 237 | 11−06 | The Proton Regeneration         | La regeneració de Proton            | Mark Cendrowski | Steven Molaro, Dave Goetsch i Alex Yonks             | 2 de novembre de 2017  |
| S'ha confirmat una nova versió del programa sobre el "Professor Proton" i Sheldon decideix presentar-se a les audicions per substituir el paper de Professor Proton degut al seu decés i a la importància que va tenir aquest programa per Sheldon durant la seva infantesa. Malauradament el paper recau en Wil Wheaton i Sheldon no pot suportar aquesta decisió. Per altra banda, Howard s'ha sotmès a una vasectomia i a Bernadette li recomanen descansar pel seu embaràs, de manera que es troben tots dos al llit per recuperar-se. |       |                                 |                                     |                 |                                                      |                        |
| |       |                                 |                                     |                 |                                                      |                        |
| 238 | 11−07 | The Geology Methodology         | La metodologia de la geologia       | Mark Cendrowski | Steven Holland, Anthony Del Broccolo i Adam Faberman | 9 de novembre de 2017  |
| En Bert li proposa a Sheldon de treballar en un projecte de recerca relacionat amb la matèria fosca. Sheldon accepta secretament perquè no vol que ningú el vegi, ja que creu que pot caure la seva reputació si el veuen treballant amb en un projecte de geologia. Per altra banda, Rajesh té una cita amb la Ruchi, nova companya de feina de Bernadette, i discuteixen sobre l'amor romàntic. |       |                                 |                                     |                 |                                                      |                        |
| |       |                                 |                                     |                 |                                                      |                        |
| 239 | 11−08 | The Tesla Recoil                | El retrocés de Tesla                | Anthony Rich    | Chuck Lorre, Eric Kaplan i Tara Hernandez            | 16 de novembre de 2017 |
| Leonard i Howard s'assabenten que Sheldon torna a treballar per l'exèrcit per adaptar el sistema d'orientació que van crear en un sistema de comunicacions, però ho ha fet sense explicar-los res. Llavors li expliquen que s'ha comportat com Thomas Edison, que s'aprofitava de les idees d'altres científics com Nikola Tesla per endur-se ell els reconeixements. Per tal de venjar-se, tornen a reprendre el projecte original per millorar-lo, però necessiten un físic teòric per realitzar molts càlculs, i pensen amb en Barry Kripke. Per altra banda, Bernadette creu que la Ruchi està aprofitant la seva baixa per adjudicar-se els seus projectes, i convenç a Rajesh perquè ho investigui. |       |                                 |                                     |                 |                                                      |                        |
| |       |                                 |                                     |                 |                                                      |                        |
| 240 | 11−09 | The Bitcoin Entanglement        | L'embolic dels bitcoins             | Mark Cendrowski | Steve Holland, Andy Gordon i Jeremy Howe             | 30 de novembre de 2017 |
| Set anys abans, Leonard, Howard i Rajesh van "minar" bitcoins, i degut a la revalorització en milers de dòlars, ara podrien ser milionaris. Malauradament, no recorden en quin ordinador els van generar i comencen a recrear els fets per localitzar-lo. Primer pensen que era un portàtil de Howard, llavors un de Leonard, que posteriorment va regalar a Penny, i que aquesta va regalar al seu ex-xicot Zack. |       |                                 |                                     |                 |                                                      |                        |
| |       |                                 |                                     |                 |                                                      |                        |
| 241 | 11−10 | The Confidence Erosion          | L'erosió de la confiança            | Mark Cendrowski | Bill Prady, Maria Ferrari i Adam Faberman            | 7 de desembre de 2017  |
| En Rajesh és rebutjat en una entrevista de feina al planetari, i el seu pare li comenta que es deu a la manca de confiança en si mateix a causa de les contínues bromes que li fa Howard. En Rajesh decideix distanciar-se d'ell i canviar d'imatge, i acaba aconseguint la feina. Llavors Howard se sent trist perquè veu que a Rajesh li va millor la vida sense ell. Per altra banda, Amy i el Sheldon no troben la forma de planejar el seu casament sense discutir per tots els detalls. |       |                                 |                                     |                 |                                                      |                        |
| |       |                                 |                                     |                 |                                                      |                        |
| 242 | 11−11 | The Celebration Reverberation   | La reverberació de la celebració    | Mark Cendrowski | Steve Holland, Eric Kaplan i Alex Ayers              | 14 de desembre de 2017 |
| En Rajesh i Howard encara estan enfadats i aquest no el convida a la festa d'aniversari de la seva filla. El problema és que finalment li ha de demanar que l'ajudi a muntar la festa perquè no se'n surt ell sol. Mentrestant, Leonard està deprimit perquè no és capaç de realitzar una llista de les coses importants que han aconseguit amb Penny malgrat portar dos anys casats junts. Per altra banda, Sheldon prepara una festa d'aniversari amb temàtica de Little House on the Prairie per Amy però acaben intoxicats pel menjar. - El títol fa referència a les problemàtiques celebracions dels aniversaris d'Amy i la Halley. |       |                                 |                                     |                 |                                                      |                        |
| |       |                                 |                                     |                 |                                                      |                        |
| 243 | 11−12 | The Matrimonial Metric          | La mètrica matrimonial              | Mark Cendrowski | Maria Ferrari, Tara Hernandez i Jeremy Howe          | 4 de gener de 2018     |
| L'Amy i Sheldon estan preocupats per poder escollir els padrins del seu casament sense ferir els amics no seleccionats. D'amagat decideixen fer proves als seus amics i puntuar-los per tal d'escollir els més adequats per aquests rols i deixar de banda els sentiments en l'elecció. Al principi no en són conscients, però al cap d'unes quantes proves descobreixen els plans de la parella i els van a demanar explicacions. |       |                                 |                                     |                 |                                                      |                        |
| |       |                                 |                                     |                 |                                                      |                        |
| 244 | 11−13 | The Solo Oscillation            | L'oscil·lació en solitari           | Mark Cendrowski | Chuck Lorre, Steve Holland i Anthony Del Broccolo    | 11 de gener de 2018    |
| Mentre Leonard, Howard, Rajesh i Amy parlen dels bons resultats que estan aconseguint els respectius projectes, en canvi, Sheldon admet que no té rés important en el qual treballar. L'Amy se'n va a viure durant uns dies amb Leonard i Penny perquè Sheldon es pugui centrar en un nou projecte, però només aconsegueix distreure's. Leonard i Amy es distreuen recreant experiments de la seva joventut, però Penny ho troba molt avorrit, i decideix anar amb Sheldon per inspirar-lo en els seus estudis. Per altra banda, Howard té molta feina a casa per cuidar Bernadette i la Halley, i ha de deixar la banda amb Rajesh, que decideix ajuntar-se amb en Bert. |       |                                 |                                     |                 |                                                      |                        |
| |       |                                 |                                     |                 |                                                      |                        |
| 245 | 11−14 | The Separation Triangulation    | La triangulació de la separació     | Mark Cendrowski | Chuck Lorre, Eric Kaplan i Maria Ferrari             | 18 de gener de 2018    |
| En Rajesh comença a sortir amb una dona recentment separada, Nell, però se sent incòmode perquè que ha passat molt poc temps des de la separació. A més, el seu marit el va a veure quan s'assabenta que està sortint amb un altre home. Estranyament, els dos comencen a tenir molt bona relació i Rajesh intenta convèncer la Nell que li doni una nova oportunitat al seu marit. Per altra banda, Sheldon torna a estar entusiasmat treballant en la teoria de cordes, prefereix treballar des del pis enlloc d'anar a la universitat, però necessita més espai del que tenen al pis. Per tal de no molestar a Amy, convenç Penny i Leonard per llogar-los la seva antiga habitació aprofitant que no la utilitzen. - El títol fa referència al triangle amorós que comprenen Rajesh, Nell i Oliver, i també la nova situació de companys de pis entre Leonard, Penny i Sheldon. |       |                                 |                                     |                 |                                                      |                        |
| |       |                                 |                                     |                 |                                                      |                        |
| 246 | 11−15 | The Novelization Correlation    | La correlació de la novelització    | Mark Cendrowski | Steve Holland, Andy Gordon i Adam Faberman           | 1 de febrer de 2018    |
| S'estrena el nou programa de ciència del Professor Proton, interpretat per Wil Wheaton, i Amy i Sheldon el miren atentament per poder-lo criticar amb duresa. Tanmateix, el programa els agrada molt, i veient que Howard és el convidat del primer programa, Sheldon demana disculpes a en Wil perquè el convidi a ell, però aquest s'interessa més per Amy que per ell. Llavors li comenta a Amy si vol anar al programa, però ella rebutja la invitació per evitar una discussió amb Sheldon. En aquesta conversa, Sheldon s'adona que ha estat molt egoista perquè tan Amy com els seus amics eviten fer activitats per tal de no fer-lo enfadar. Per altra banda, Leonard comença a escriure una novel·la sobre un científic que intenta resoldre un assassinat. El protagonista està basat en ell i, involuntàriament, la seva cap té un caràcter molt similar a Penny en quan als trets negatius. - El títol fa referència a la incertesa que té Leonard de saber en qui ha basat el personatge femení del seu cap en la novel·la. |       |                                 |                                     |                 |                                                      |                        |
| |       |                                 |                                     |                 |                                                      |                        |
| 247 | 11−16 | The Neonatal Nomenclature       | La nomenclatura neonatal            | Mark Cendrowski | Eric Kaplan, Maria Ferrari i Anthony Del Broccolo    | 1 de març de 2018      |
| Ha arribat el dia que Bernadette ha de donar a llum però sembla que encara falten uns dies perquè això passi. Howard treballa amb Amy per enllestir un projecte, i a ella se li escapa que Bernadette vol anomenar Michael al seu fill, però ell no en sabia res. Mentre estan treballant, la resta d'amics van a fer companyia a Bernadette per animar-la i cadascun aporta una tècnica per intentar provocar-li el part. |       |                                 |                                     |                 |                                                      |                        |
| |       |                                 |                                     |                 |                                                      |                        |
| 248 | 11−17 | The Athenaeum Allocation        | La reserva de l'Athenaeum           | Mark Cendrowski | Steve Holland, Steven Molaro i Tara Hernandez        | 8 de març de 2018      |
| L'Amy i Sheldon han decidit la data del casament, però no el lloc on realitzarà. Se'ls acut fer-ho a l'Athenaeum de Caltech, però Sheldon creu que és un lloc molt exclusiu i els costarà molt poder reservar data. Aconsegueixen fer una visitar per veure el lloc, i allà s'hi troben Penny i Leonard dinant. Resulta que Leonard havia enganyat Sheldon dient que era un lloc molt exclusiu per així tenir un lloc on estar tranquils amb Penny. A més, en Barry Kripke ha reservat el dia per celebrar el seu aniversari. Per altra banda, Bernadette i Howard passen els primers dies tots junts amb el nounat Michael. Howard s'està pensant si tornar a la feina quan acabi la seva baixa paternal i quedar-se a casa per seguir cuidant la mainada. |       |                                 |                                     |                 |                                                      |                        |
| |       |                                 |                                     |                 |                                                      |                        |
| 249 | 11−18 | The Gates Excitation            | L'exitació de Gates                 | Mark Cendrowski | Eric Kaplan, Maria Ferrari i Andy Gordon             | 29 de març de 2018     |
| Penny comenta que en Bill Gates farà una visita a la seva empresa farmacèutica. Sheldon no s'ho creu perquè és el dia d'enganyar però els altres estan entusiasmats per poder-lo veure en directe, tot i que Penny no els pot fer entrar. S'assabenten de l'hotel on s'allotja i d'amagat el van a veure en el vestíbul de l'hotel. Sheldon descobreix que és veritat, però l'envien a un altre hotel per continuar amb la broma. Per altra banda, Amy està cansada de què cada vegada que es veuen amb Bernadette, aquesta només parlar dels seus fills. |       |                                 |                                     |                 |                                                      |                        |
| |       |                                 |                                     |                 |                                                      |                        |
| 250 | 11−19 | The Tenant Disassociation       | La desassociació d'inquilins        | Mark Cendrowski | Steve Holland, Jeremy Howe i Trevor Alper            | 5 d'abril de 2018      |
| Sheldon ha fet marxar un camió de cuina sobre rodes de davant de l'edifici, i Leonard i Penny descobreixen que Sheldon ho ha fet en nom de l'associació de veïns de l'escala, del qual és l'únic membre i president. Leonard vol convèncer els altres veïns per fer fora Sheldon i ocupar ell aquest càrrec. Per altra banda, Howard i Rajesh troben un dron desconegut en el jardí de casa de Howard, que l'arregla, i llavors pensen en trobar el propietari mitjançant les imatges enregistrades. |       |                                 |                                     |                 |                                                      |                        |
| |       |                                 |                                     |                 |                                                      |                        |
| 251 | 11−20 | The Reclusive Potential         | El potencial solitari               | Mark Cendrowski | Maria Ferrari, Anthony Del Broccolo i Tara Hernandez | 12 d'abril de 2018     |
| Sheldon s'escriu cartes amb el Dr. Wolcott, i aquest el convida a visitar-lo a casa seva, tot i que viu totalment aïllat en una cabana a la muntanya. Els nois també l'acompanyen i aprofiten per fer el seu comiat de solter. En Wolcott és un científic brillant però es comporta de forma molt estranya, i aconsella a Sheldon que talli el contacte amb tothom per centrar-se en la ciència com fa ell. Per altra banda, Penny i Bernadette també preparen el comiat de soltera d'Amy, però resulta que passar la vetllada cosint edredons no és el que ella s'esperava, i les convenç per sortir de festa i passar una nit boja. |       |                                 |                                     |                 |                                                      |                        |
| |       |                                 |                                     |                 |                                                      |                        |
| 252 | 11−21 | The Comet Polarization          | La polarització del cometa          | Mark Cendrowski | Steve Holland, Bill Prady i Eric Kaplan              | 19 d'abril de 2018     |
| L'autor Neil Gaiman escriu un tweet sobre la botiga de còmics de l'Stuart, i aquesta guanya molta popularitat. Hi ha tanta gent que visita la botiga que ha de contractar una ajudant, de nom Denise, perquè l'ajudi. Al principi, Sheldon odia que hi hagi tanta gent a la botiga i també és recel amb la Denise, però aquesta l'impressiona amb les recomanacions que li fa, provocant que sempre parli bé d'ella, inclús davant d'Amy. Per altra banda, Rajesh munta el seu telescopi i quan li permet a Penny mirar l'espai a través d'ell, aquesta descobreix un cometa desconegut. En Rajesh acredita que ell és l'únic descobridor per tenir tot el mèrit, però això fa enfadar Penny perquè ella també hi va contribuir. |       |                                 |                                     |                 |                                                      |                        |
| |       |                                 |                                     |                 |                                                      |                        |
| 253 | 11−22 | The Monetary Insufficiency      | La insuficiència monetària          | Nikki Lorre     | Dave Goetsch, Maria Ferrari i Tara Hernandez         | 26 d'abril de 2018     |
| Sheldon necessita mig milió de dòlars per desenvolupar un experiment que permeti demostrar la seva teoria de cordes, però la universitat rebutja finançar el projecte per tractar-se d'un cost estratosfèric. Llavors accedeix a vendre material personal i muntar una campanya de micromecenatge. En Rajesh li proposa anar a jugar als casinos de Las Vegas per guanyar més diners. Per altra banda, Amy va a comprar-se el vestit de casament acompanyada de Penny i Bernadette, però s'enamora d'un vestit que no agrada a les seves amigues. |       |                                 |                                     |                 |                                                      |                        |
| |       |                                 |                                     |                 |                                                      |                        |
| 254 | 11−23 | The Sibling Realignment         | La realineació fraternal            | Mark Cendrowski | Steve Holland, Eric Kaplan i Anthony Del Broccolo    | 3 de maig de 2018      |
| Sheldon no ha convidat el seu germà gran George al seu casament, però la seva mare li explica que no hi assistirà si no el convida, tot i que porten una dècada sense parlar-se. Després de trucar-lo diverses vegades, amb Leonard viatgen a Texas per veure'l en persona i demanar-li que vingui al casament. En George rebutja totalment la invitació, però Leonard s'ofereix per intentar convènce'l. Per altra banda, els fills de Bernadette i Howard tenen conjuntivitis i els ho encomanen als seus pares, a Rajesh i a Amy, just una setmana abans de casar-se, però en canvi, Penny en surt indemne. |       |                                 |                                     |                 |                                                      |                        |
| |       |                                 |                                     |                 |                                                      |                        |
| 255 | 11−24 | The Bow Tie Asymmetry           | L'asimetria del corbatí             | Mark Cendrowski | Steve Holland, Eric Kaplan i Anthony Del Broccolo    | 3 de maig de 2018      |
| Ha arribat el dia del casament d'Amy i Sheldon, tothom hi assisteix sense cap problema, inclosos els pares d'Amy i la mare i germans de Sheldon. Durant una conversa amb la seva mare just abans de començar el casament, Sheldon s'inspira en el seu corbatí mal posat per començar una teoria sobre l'asimetria i les imperfeccions del món. Mentre tothom està preparat per començar el casament, Sheldon i Amy comencen a teoritzar sobre aquest idea. Per altra banda, Howard s'ha trobat un gos que casualment és el de Mark Hamill, i en agraïment el convenç per oficiar el casament en substitució de Wil Wheaton. |       |                                 |                                     |                 |                                                      |                        |
| |       |                                 |                                     |                 |                                                      |                        |

## Dotzena temporada
| Episodi | Codi  | Títol original                  | Traducció                               | Director        | Guió | Emissió original       |
| --- | ----- | ------------------------------- | --------------------------------------- | --------------- | --- | ---------------------- |
| |       |                                 |                                         |                 | |                        |
| 256 | 12−01 | The Conjugal Configuration      | La configuració conjugal                | Mark Cendrowski | Chuck Lorre, Eric Kaplan i Tara Hernandez | 24 de setembre de 2018 |
| Amy i Sheldon inicien la lluna de mel a Nova York, començant pel parc temàtic Legoland. Sheldon insisteix en planificar-ho tot, fins i tot les relacions sexuals, però això estressa Amy. Mentrestant, aprofitant l'absència de la parella, el pare d'Amy se'n va a viure al pis per amagar-se de la seva dona ja que el té totalment controlat. Leonard i Penny veuen el seu matrimoni reflectit en els pares d'Amy i acaben discutint. Per la seva banda, Rajesh comença una baralla per Twitter amb Neil deGrasse Tyson sobre ciència. |       |                                 |                                         |                 | |                        |
| |       |                                 |                                         |                 | |                        |
| 257 | 12−02 | The Wedding Gift Wormhole       | El forat de cuc del regal de boda       | Mark Cendrowski | Steve Holland, Steven Molaro i Maria Ferrari | 27 de setembre de 2018 |
| Amy i Sheldon obren els regals que han rebut pel seu casament, però no aconsegueixen desxifrar la utilitat d'una vara de vidre que els han regalat Penny i Leonard. Després de donar-hi voltes tota la nit, creuen que es tracta de l'inici d'un joc de cerca del tresor fins a arribar al regal verdader. Leonard i Penny no els expliquen que realment era un regal que van rebre de part de Howard i Bernadette, alhora que ells van rebre de Rajehs. Per altra banda, Stuart és feliç perquè porta dies flirtejant amb la Denise però no es decideix a demanar-li una cita, a la vegada que això provoca que Rajesh encara se senti més sol i s'estigui deprimint més. |       |                                 |                                         |                 | |                        |
| |       |                                 |                                         |                 | |                        |
| 258 | 12−03 | The Procreation Calculation     | El càlcul de la procreació              | Mark Cendrowski | Chuck Lorre, Tara Hernandez i Adam Faberman | 4 d'octubre de 2018    |
| Rajesh es troba amb Anu, la noia que li ha trobat el seu pare per arreglar un matrimoni. Malgrat que tenen molt poc a veure entre ells, Rajesh decideix tirar endavant amb la relació i arribar a un acord pel matrimoni. Els seus amics no estan gens d'acord amb aquesta relació, però llavors, Rajesh els fa un qüestionari a Penny i Leonard, i s'adonen que també són molt diferents entre ells, fins al punt que Leonard descobreix que Penny no vol tenir descendència. Per altra banda, Stuart i Denise tenen diverses cites i acaben a l'habitació de Stuart que té a casa de Bernadette i enHoward, i provoquen així una situació força inconfortable. |       |                                 |                                         |                 | |                        |
| |       |                                 |                                         |                 | |                        |
| 259 | 12−04 | The Tam Turbulence              | La turbulència de Tam                   | Mark Cendrowski | Steve Holland, Steven Molaro i Maria Ferrari | 11 d'octubre de 2018   |
| Tam, un amic d'infància de Sheldon a Texas, visita la universitat amb el seu fill. Sheldon no en vol saber res d'ell, però els seus amics volen saber el motiu pel qual està enfadat. Després d'investigar una mica sense resultat, demanen directament a Tam, però ell tampoc sap el motiu d'aquesta reacció. Per altra banda, Penny i Bernadette volen conèixer Anu ja que la relació amb Rajesh continua endavant, i queden impressionades dels contactes que té dins el sector dels hotels. |       |                                 |                                         |                 | |                        |
| |       |                                 |                                         |                 | |                        |
| 260 | 12−05 | The Planetarium Collision       | La col·lisió del planetari              | Mark Cendrowski | Eric Kaplan, Andy Gordon i Alex Ayers | 18 d'octubre de 2018   |
| Sheldon intenta continuar desenvolupant el projecte de la super-asimetria amb Amy, però ella vol continuar els seus projectes sobre neurociència. Convenç el rector Siebert perquè descarregui Amy de feina i es pugui centrar amb el seu projecte conjunt sense que n'estigui al cas. Per altra banda, proposen a Rajesh que convidi Howard a alguna de les xerrades al planetari aprofitant que és amic seu i un astronauta verdader, però Rajesh no ho té clar perquè deixaria de ser el centre d'atenció en favor del seu amic. |       |                                 |                                         |                 | |                        |
| |       |                                 |                                         |                 | |                        |
| 261 | 12−06 | The Imitation Perturbation      | La pertorbació de la imitació           | Mark Cendrowski | Steve Holland, Maria Ferrari i Tara Hernandez | 25 d'octubre de 2018   |
| Howard es disfressa de Sheldon per la festa de Halloween. Sheldon està dolgut però Howard no vol disculpar-se. Penny i Leonard munten una festa de disfresses per a tots els amics, i com a venjança, Sheldon i Amy es disfressen de Howard i Bernadette. La festa acaba amb les dues parelles acaben enfadades entre si, i a més, Leonard també està dolgut perquè Penny no recorda el primer petó es van fer, que precisament fou en una festa de Halloween. |       |                                 |                                         |                 | |                        |
| |       |                                 |                                         |                 | |                        |
| 262 | 12−07 | The Grant Allocation Derivation | La derivació de l'assignació de la beca | Mark Cendrowski | Eric Kaplan, Anthony Del Broccolo i Alex Yonks | 1 de novembre de 2018  |
| El rector de la universitat confia a Leonard la distribució d'un fons sobrant perquè esculli un projecte per becar. Leonard es pren molt seriosament aquesta tasca i rebutja totes les peticions poc serioses. Finalment ha de triar entre tres projectes, un d'ells de Rajesh, però no sap quin escollir sense enfadar ningú. Per altra banda, Bernadette està molt estressada degut a la feina i cuidar els seus fills, de manera que quan arriba a casa, decideix descansar una estona amagada en un cabana que han muntat al jardí pels seus fills sense dir-ho a Howard. |       |                                 |                                         |                 | |                        |
| |       |                                 |                                         |                 | |                        |
| 263 | 12−08 | The Consummation Deviation      | La desviació de la consumació           | Mark Cendrowski | Chuck Lorre, Steve Holland i Maria Ferrari | 8 de novembre de 2018  |
| Anu i Rajesh preparen la seva primera relació sexual pel cap de setmana, però Rajesh es posa molt nerviós i li torna a sorgir el mutisme envers les dones. Per altra banda, Sheldon intenta millorar la relació amb els seus sogres, primer amb el seu sogre, però sense èxit perquè aquest prefereix que Howard li ensenyi trucs de màgia. Després ho intenta amb la seva sogra sense gaire sort, però acaben descobrint que Amy ha estat utilitzant Sheldon com a excusa per no visitar els seus pares durant molt temps. |       |                                 |                                         |                 | |                        |
| |       |                                 |                                         |                 | |                        |
| 264 | 12−09 | The Citation Negation           | La negació de la citació                | Kristy Cecil    | Eric Kaplan, Tara Hernandez i Jeremy Howe | 15 de novembre de 2018 |
| Amy i Sheldon contractLeonard perquè faci la recerca sobre les citacions pel seu treball sobre la super asimetria. Mentre cerquen les citacions a la biblioteca, Leonard i Rajesh descobreixen un article rus que contradiu la teoria de la super asimetria. Leonard comparteix aquest descobriment amb la parella, i aquests entren en un estat de depressió durant uns dies. Per altra banda, Bernadette vol guanyar Howard en el videojoc Fortnite: Battle Royale però no se'n surt, i demana ajuda a Denise perquè li ensenyi com millorar. - Al final de l'episodi es fa un tribut a l'artista Stan Lee, que va morir el 12 de novembre de 2018. |       |                                 |                                         |                 | |                        |
| |       |                                 |                                         |                 | |                        |
| 265 | 12−10 | The VCR Illumination            | La il·luminació de VCR                  | Mark Cendrowski | Steve Holland, Steven Molaro i Bill Prady | 6 de desembre de 2018  |
| Sheldon encara està molt abatut perquè els han refutat la teoria de l'asimetria. Per tal d'animar-lo, Leonard recuperar un film en VHS que el mateix Sheldon va enregistrar quan era petit amb un discurs de motivació. Per altra banda, Bernadette i Howard retroben un film que va gravar Howard sobre un assaig de màgia per accedir a una audició de The Magic Castle. Bernadette l'anima a tornar-se a presentar i s'ofereix com a entrenadora. - El títol fa referència al retrobament d'uns films sobre el passat de Sheldon i Howard. - Les imatges de Sheldon petit i el seu pare provenen de la sèrie Young Sheldon, sèrie derivada sobre la infantesa de Sheldon. |       |                                 |                                         |                 | |                        |
| |       |                                 |                                         |                 | |                        |
| 266 | 12−11 | The Paintball Scattering        | La dispersió del paintball              | Mark Cendrowski | Maria Ferrari, Tara Hernandez i Adam Faberman | 3 de gener de 2019     |
| L'article d'Amy i Sheldon és un gran èxit, però des de la universitat proposen que totes les entrevistes les realitzi Amy per evitar problemes amb Sheldon. Malauradament, els mitjans destaquen la figura d'Amy per sobre de Sheldon i s'enfada. Per altra banda, la Denise proposa a l'Stuart d'anar a viure junts però ell s'espanta i no la contesta. En Rajesh instal·la un timbre amb càmera a la porta de l'Anu, i descobreix que ella rep la visita d'un home intrigant. Tota la colla es reuneix per jugar una partida de paintball amb moltes discussions pendents de resoldre. |       |                                 |                                         |                 | |                        |
| |       |                                 |                                         |                 | |                        |
| 267 | 12−12 | The Propagation Proposition     | La proposició de propagació             | Mark Cendrowski | Chuck Lorre, Steve Holland i Jeremy Howe | 10 de gener de 2019    |
| Penny es retroba amb el seu ex-xicot Zack, que ara és ric i la convida a sopar amb la seva dona i Leonard. Durant el sopar, en Zack confessa que no és fèrtil i li proposa a Leonard que sigui donant d'esperma perquè puguin tenir un fill. Això és motiu de discussió entre Leonard i Penny. Per altra banda, Rajesh i l'Anu continuen enfadats entre si, Rajesh intenta refer la relació però l'Anu vol anul·lar el casament. |       |                                 |                                         |                 | |                        |
| |       |                                 |                                         |                 | |                        |
| 268 | 12−13 | The Confirmation Polarization   | La polarització de la confirmació       | Mark Cendrowski | Eric Kaplan, Andy Gordon i Anthony Del Broccolo | 17 de gener de 2019    |
| Dos físics de Chicago, Dr. Campbell i Dr. Pemberton, demostren la teoria de la super-asimetria de forma accidental i això provoca que la teoria pugui ser candidata al Premi Nobel. El problema és que aquests científics prefereixen Amy i Sheldon, i només tres poden formar part de la candidatura, així que li comenten a Sheldon que ha d'apartar Amy. Per altra banda, Bernadette ha aconseguit l'aprovació d'un dels medicaments que supervisa, i proposa a Penny que dirigeixi l'equip de màrqueting d'aquest medicament. Penny no veu clar el fet de treballar sota les ordres de Bernadette i considera que no té prou experiència per a acomplir aquesta tasca, així que rebutja l'oferta. - El títol fa referència als efectes que provoca la confirmació de la teoria proposada per Amy i Sheldon. |       |                                 |                                         |                 | |                        |
| |       |                                 |                                         |                 | |                        |
| 269 | 12−14 | The Meteorite Manifestation     | La manifestació del meteorit            | Mark Cendrowski | Chuck Lorre, Steve Holland i & Maria Ferrari | 31 de gener de 2019    |
| Howard i Bernadette tenen un nou veí que ha instal·lat uns focus molt potents al seu balcó i els enlluerna quan són a la terrassa. Demanen ajuda a Sheldon perquè els ajudi a omplir la paperassa per denunciar-lo, però llavors, aquests afirmen que la seva terrassa tampoc té llicència, i Sheldon dubta si denunciar-los a ells. Per altra banda, Bert investiga un meteorit amb l'ajuda de Rajesh. Necessita tallar-lo per investigar al seu interior però rebutgen el nou làser de Leonard, i aquest es torna gelós perquè no ho entén. - El títol fa referència a la gelosia i malsons que pateix Leonard per poder obrir el meteorit amb el làser. |       |                                 |                                         |                 | |                        |
| |       |                                 |                                         |                 | |                        |
| 270 | 12−15 | The Donation Oscillation        | L'oscil·lació de la donació             | Mark Cendrowski | Bill Prady, Jeremy Howe i Adam Faberman | 7 de febrer de 2019    |
| Leonard accepta la petició de Zack i Marissa per ser donant d'espermatozous perquè puguin tenir fills. Penny no s'hi oposa però tampoc li agrada aquesta decisió, així que intenta convencer-lo perquè se'n desdigui convidant el seu pare Wyatt. Per altra banda, malgrat han ajornat el casament, Rajesh convenç Howard per fer l'activitat que havia pensat pel seu comiat de solter, que era fer un viatge en gravetat zero, i hi porten també les respectives parelles. |       |                                 |                                         |                 | |                        |
| |       |                                 |                                         |                 | |                        |
| 271 | 12−16 | The D&D Vortex                  | El vòrtex D&D                           | Mark Cendrowski | Steve Holland, Maria Ferrari i Anthony Del Broccolo | 21 de febrer de 2019   |
| Wil Wheaton convida William Shatner al seu programa de «Professor Proton» perquè conegui Sheldon, però aquest està tan entusiasmat que acaba vomitant-li a sobre. Per demanar-li perdó, Wil el convida a jugar una partida de Dungeons & Dragons amb altres artistes famosos. En una altra partida també convidLeonard i descobreix que entre els participants hi ha Kevin Smith, Joe Manganiello i Kareem Abdul-Jabbar. Finalment, tots els nois intenten participar en la partida per conèixer els famosos, i també totes les noies per tal de conèixer Manganiello. - El títol es refereix a la partida que organtiza Wil Wheaton a casa seva per jugar a Dungeons & Dragons. |       |                                 |                                         |                 | |                        |
| |       |                                 |                                         |                 | |                        |
| 272 | 12−17 | The Conference Valuation        | La valoració del congrés                | Mark Cendrowski | Chuck Lorre, Steven Molaro i Eric Kaplan | 7 de març de 2019      |
| Penny i Bernadette assisteixen a un congrés de farmàcia per promocionar un nou medicament. Mentre hi són, un representant d'una empresa rival intenta contractar Penny per la seva empresa com a comercial. La resta de la colla aprofita l'absència de Bernadette per dur a terme experiments de conducta amb els fills de Howard. Leonard s'adona que la seva mare va realitzar aquests experiments amb ell durant la seva infantesa. A banda, Amy aprofita la situació perquè Sheldon tingui contacte amb nadons i preparar-lo per tenir descendència. |       |                                 |                                         |                 | |                        |
| |       |                                 |                                         |                 | |                        |
| 273 | 12−18 | The Laureate Accumulation       | L'acumulació de llorejats               | Mark Cendrowski | Steve Holland, Adam Faberman i David Saltzberg | 4 d'abril de 2019      |
| Els científics Campbell i Pemberton han iniciat una campanya publicitària per guanyar el premi Nobel enfront Sheldon i Amy, fins i tot són convidats al famós programa de televisió The Ellen DeGeneres Show. Caltech intenta organitzar una trobada amb antics guanyadors del premi, però resulta que Sheldon els va ofendre anteriorment. Per altra banda, Bernadette i Howard escriuen un conte infantil il·lustrat sobre Howard i la seva estada a l'espai, però Howard no vol que es publiqui perquè sent vergonya. - El títol fa referència a la trobada amb diversos guanyadors del premi Nobel. |       |                                 |                                         |                 | |                        |
| |       |                                 |                                         |                 | |                        |
| 274 | 12−19 | The Inspiration Deprivation     | La carència d'inspiració                | Mark Cendrowski | Eric Kaplan, Maria Ferrari i Andy Gordon | 18 d'abril de 2019     |
| Sheldon i Amy es toben amb el president i la cap de recursos humans de la universitat perquè estan molt enfadats i els prohibeixen realitzar qualsevol comentari o entrevista per no comprometre el premi Nobel. Per tal de desconnectar, ambdós entren per separat a un tanc d'aïllament sensorial, Sheldon hi esdevé molt feliç i calmat, en canvi, Amy en surt molt estressada perquè no para de pensar que si no guanya el premi haurà decebut moltes dones a les quals pot servir de model. Per altra banda, Howard es compra una Vespa d'amagat perquè no se n'assabenti Bernadette. |       |                                 |                                         |                 | |                        |
| |       |                                 |                                         |                 | |                        |
| 275 | 12−20 | The Decision Reverberation      | La reverberació de la decisió           | Mark Cendrowski | Steven Molaro, Steve Holland i Tara Hernandez | 25 d'abril de 2019     |
| Penny convenç Leonard de ser una mica egoista i predre decisions en pensat més en ell enlloc de pensar sempre en el millor dels altres. Això provoca que demani a la universitat d'iniciar un projecte sobre plasma, i que en cas que deneguin la proposta, té clar renunciar al seu lloc de treball. Per altra banda, Rajesh deixa la porta oberta a l'existència de vida alienígena durant la seva conferència a l'observatori, tot i que no hi creu realment. Malauradament, aquestes paraules són malinterpretades i esdevé la riota per Internet i els seus companys de feina. |       |                                 |                                         |                 | |                        |
| |       |                                 |                                         |                 | |                        |
| 276 | 12−21 | The Plagiarism Schism           | El cisma del plagi                      | Nikki Lorre     | Eric Kaplan, Maria Ferrari i Adam Faberman | 2 de maig de 2019      |
| Amy i Sheldon continuen enfrontats contra els doctors Pemberton i Campbell per aconseguir el premi Nobel ja que els consideren uns impostors. Kripke ja coneixia Pemberton i els explica que té informació que va plagiar la seva tesi doctoral. Amy i Sheldon tenen un dubte ètic sobre si utilitzar aquesta informació, i Leonard s'ofereix per fer la feina bruta d'amagat perquè no hi estiguin implicats ells. Per altra banda, Bernadette li explica a Howard que quan es van conèixer, hi havia una altra cambrera del restaurant que també sentia atracció per ell, i Howard s'obsessiona amb aquesta idea. |       |                                 |                                         |                 | |                        |
| |       |                                 |                                         |                 | |                        |
| 277 | 12−22 | The Maternal Conclusion         | La conclusió maternal                   | Kristy Cecil    | Steve Holland, Eric Kaplan i Jeremy Howe | 9 de maig de 2019      |
| Beverly visita el seu fill Leonard i per sorpresa d'ell, per primer cop s'interessa per la seva feina i fins i tot l'acompanya al laboratori. Tanmateix, descobreix que aquesta visita realment és per fer recerca per un nou llibre que vol escriure sobre l'educació. Per altra banda, Anu és de viatge a Londres i li hi ofereixen una feina, de manera que Rajesh ha de decidir si quedar-se a Pasadena o viatjar a Londres i casar-se amb ella. Mentrestant, Denise i Stuart passen totes les nits junts a ca Bernadette i Howard, i aquests ja comencen a estar cansats perquè no paguen cap despesa de la casa. |       |                                 |                                         |                 | |                        |
| |       |                                 |                                         |                 | |                        |
| 278 | 12−23 | The Change Constant             | La constant del canvi                   | Mark Cendrowski | Chuck Lorre, Steve Holland, Steven Molaro, Bill Prady, Dave Goetsch, Eric Kaplan, Maria Ferrari, Andy Gordon, Anthony Del Broccolo, Tara Hernandez, Jeremy Howe i Adam Faberman | 16 de maig de 2019     |
| Amy i Sheldon esperen una trucada del Comitè dels Premis Nobel per saber que han estan guardonats pel Premi Nobel de Física pel seu treball de superassimetria. Confirmada la notícia, Amy segueix els consells de Rajesh per fer un canvi d'imatge ja que se sent insegura davant la premsa i les entrevistes que haurà de donar. Mentrestant, Sheldon comença a tenir pànic de la situació perquè e masses coses canvien alhora, fins i tot han arreglat l'ascensor del bloc de pisos després de tants anys. Gràcies a una conversa amb Penny, comença a acceptar que la vida és una successió de canvis i que no pot quedar-se encallat al passat. |       |                                 |                                         |                 | |                        |
| |       |                                 |                                         |                 | |                        |